# Greta Garbo
Greta Garbo (Estocolmo, 18 de septiembre de 1905 - Nueva York, 15 de abril de 1990) fue el seudónimo de Greta Lovisa Gustafsson, una actriz sueco-estadounidense. Fue una estrella destacada durante la época del cine mudo y los primeros tiempos del cine clásico de Hollywood, como así también un ícono de la cultura popular y un símbolo sexual de los años de 1920 y 1930. Considerada una de las mejores actrices de cine de todos los tiempos, era conocida por su personalidad melancólica y sombría, sus interpretaciones cinematográficas de personajes dramáticos, y sus actuaciones sutiles y discretas. En 1999, el American Film Institute la situó en el quinto puesto de su lista de las mayores estrellas femeninas del cine clásico de Hollywood.
Garbo lanzó su carrera con un papel secundario en una película sueca de 1924, Gösta Berlings saga. Su actuación llamó la atención de Louis B. Mayer, el director ejecutivo de Metro-Goldwyn-Mayer (MGM), quien la llevó a Hollywood en 1925. Despertó interés con su primera película muda estadounidense, Torrent (1926), y su actuación en Flesh and the Devil (1926), su tercera película en los Estados Unidos, la convirtió en una estrella internacional. En 1928, Garbo protagonizó A Woman of Affairs, que la catapultó como la estrella más taquillera de MGM, superando a Lillian Gish. Otras películas conocidas de Garbo de la era del cine mudo fueron The Mysterious Lady (1928), The Single Standard (1929) y The Kiss (1929).
Con la primera película sonora de Garbo, Anna Christie (1930), los responsables de marketing de la MGM sedujeron al público con el eslogan «¡Garbo habla!». Ese mismo año, protagonizó Romance y por sus actuaciones en ambas películas recibió nominaciones al Óscar a la Mejor Actriz. Para 1932, su éxito le permitió decidir las condiciones de sus contratos y se volvió cada vez más selectiva con sus papeles. Continuó actuando en películas como Mata Hari (1931), Susan Lenox (Her Fall and Rise) (1931), Grand Hotel (1932), Queen Christina (1933) y Anna Karenina (1935).
Muchos críticos e historiadores de cine consideran su interpretación de la cortesana destinada al fracaso Marguerite Gautier en Camille (1936) como la mejor de todas, y el papel le valió una tercera nominación al Óscar. Sin embargo, la carrera de Garbo pronto decayó y se convirtió en una de las muchas estrellas etiquetadas como «veneno de taquilla» en 1938. Su carrera resurgió con un giro hacia la comedia en Ninotchka (1939), que le valió una cuarta nominación al Óscar. Two-Faced Woman (1941), otro fracaso de taquilla, fue la última de sus 28 películas. Tras ese fiasco comercial, le siguieron ofreciendo papeles en el cine, aunque rechazó la mayoría de ellos; los que aceptó no se materializaron, ya sea por falta de fondos o porque abandonó el rodaje sorpresivamente. En 1954, Garbo recibió un Premio Honorífico de la Academia «por sus brillantes e inolvidables interpretaciones cinematográficas», pero no acudió a recibir el galardón.
Con el tiempo, rechazaría todas las oportunidades de volver a la gran pantalla. Tras su retiro, rehuyó de la publicidad, llevó una vida estrictamente privada y se convirtió en coleccionista de arte, entre cuyos cuadros se encontraban obras de Pierre-Auguste Renoir, Pierre Bonnard y Kees van Dongen. Aunque durante toda su vida se negó a hablar con sus amigos sobre sus motivos para retirarse, cuatro años antes de su muerte en 1990, le confesó al biógrafo sueco Sven Broman que sencillamente se había dado por vencida: «Estaba cansada de Hollywood. No me gustaba mi trabajo. Había muchos días en los que tenía que obligarme a ir al estudio... Realmente quería vivir otra vida».

## Biografìa

### Primeros años y dificultades de la infancia
Greta Lovisa Gustafsson —tal su verdadero nombre— nació el 18 de septiembre de 1905 a las 7.30 en el hospital materno Södra de Södermalm, un distrito situado en la parte sur del centro de Estocolmo. Fue bautizada según el rito luterano (la única religión oficial en Suecia en aquella época) y el pastor Hildebrand ofició la ceremonia. Sus padres se habían casado el 8 de mayo de 1898. La Revolución Industrial en el siglo XIX había sumido a Suecia, al igual que a sus ciudadanos, en una crisis económica a medida que la agricultura declinaba y las diferentes clases sociales luchaban por mantener su poder e influencia. Una serie de malas cosechas, especialmente en la región sudoriental de Esmolandia, aumentó la pobreza entre los agricultores y fortaleció la decisión de muchos de ellos de emigrar. Los bisabuelos de Gustafsson hicieron dos intentos fallidos de emigrar a los Estados Unidos: Karl Johan Nilsson en 1864 y su hijo Johan August en 1882.

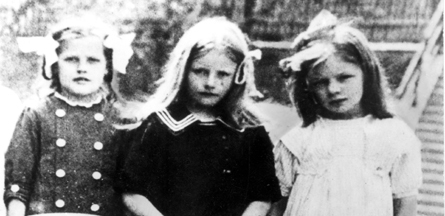
Greta Garbo (en el centro) en su niñez.

Su padre, Karl Alfred Gustafsson (1871-1920), nacido Karl Alfrid Johansson, fue el segundo de siete hijos (tres de sus hermanos menores y una hermana murieron antes de cumplir los cinco años) y el hijo mayor de Johan Agathon Gustafsson (1846-1922) y Lovisa Andersdotter (1845-1881). La madre falleció a los 35 años debido a complicaciones tras un parto difícil. Provenía de la ciudad agrícola de Frinnaryd y era un trabajador no cualificado. A medida que la población de Suecia creció y muchas granjas colapsaron, la vida se volvió difícil para las familias de clase trabajadora y una situación pecuniaria compleja lo obligó a abandonar la escuela y buscar empleo, tras lo cual realizó trabajos esporádicos como barrendero, tendero, obrero y ayudante de carnicero. En 1891, al regresar de Gotlandia (la isla a la que se había mudado con su padre y su segunda esposa en 1887, y donde habían trabajado en la industria local), encontró empleo en Estocolmo. Con el tiempo, adoptó el apellido de su padre y modificó su segundo nombre por una ortografía más común, aunque entre sus amigos lo llamaban «Kalle» y a su hija Greta la llamaron «Katha» (Kata) hasta los 10 años, así pronunciaba su nombre.

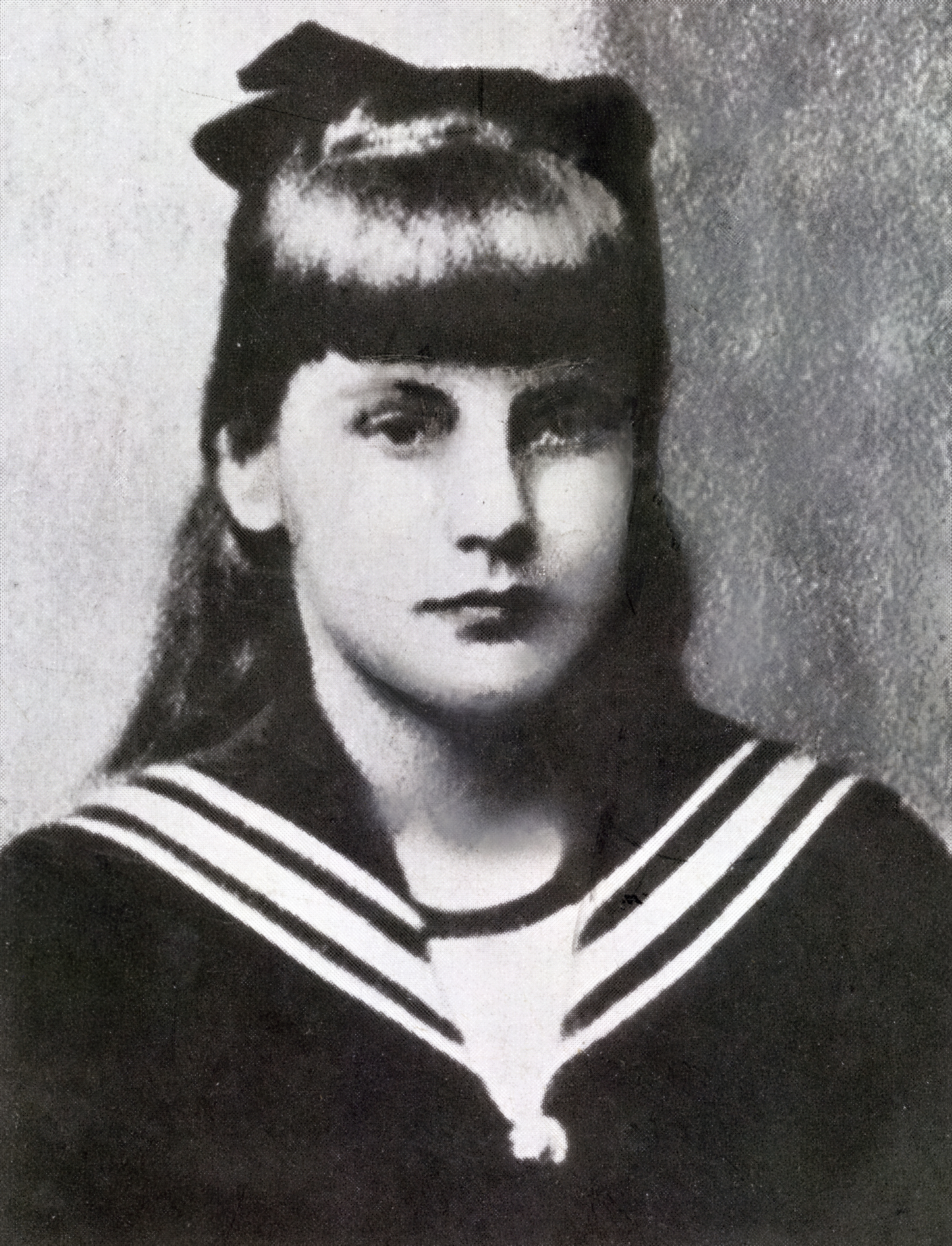
Greta Garbo en 1915.

Su madre, Anna Lovisa (de soltera Karlsson; 1872-1944), fue la tercera de ocho hijos y la hija mayor de Johan August Karlsson (1848-1938) y Emma Kristina Adamsdotter (1849-1918). Tenía raíces sami y había nacido en Högsby. Durante la mayor parte de la semana trabajaba como empleada de limpieza en casas ubicadas en la zona adinerada de la ciudad. En la primavera de 1898, se mudó con Gustafsson a Gotlandsgatan 4 en Södermalm. Después del nacimiento de sus dos primeros hijos, Sven Alfred (1898-1967) y Alva Maria (1903-1926), la familia se mudó a una casa de vecindad en Blekingegatan 32. Vivían en el tercer o cuarto piso en un apartamento de dos, tres o cuatro habitaciones con agua fría y debido a la difícil situación económica de la familia, el empleador de Gustafsson le ofreció adoptar a su hija menor, Greta, pero rechazaron su oferta. Desarrolló un vínculo particularmente estrecho con su madre, llamándola «el centro de mi vida». Su padre tenía un huerto de frutas y verduras junto al lago Årsta, en las afueras de la ciudad, al que la familia viajaba en trolebús todas las semanas para cultivar flores, fertilizar la tierra, desherbar los parterres y cultivar verduras. Cuando era adolescente, la pequeña Greta cultivaba y cuidaba fresas, y las vendía en el mercado cercano y en las calles de Estocolmo.
En años posteriores rara vez recordaba su juventud, pero admitió que encontró su mayor alegría en los sueños de su infancia. Gozaba de la simpatía de los vecinos y de todos los niños que vivían en la casa de vecindad, y en una oportunidad visitó un estanco regentado por su amiga y vecina Agnes Lind, donde vio fotografías de las entonces estrellas del teatro escandinavo Kalle Pedersen (conocido como Carl Brisson desde 1923) y Naima Wifstrand.

### Educación e interés por la actuación

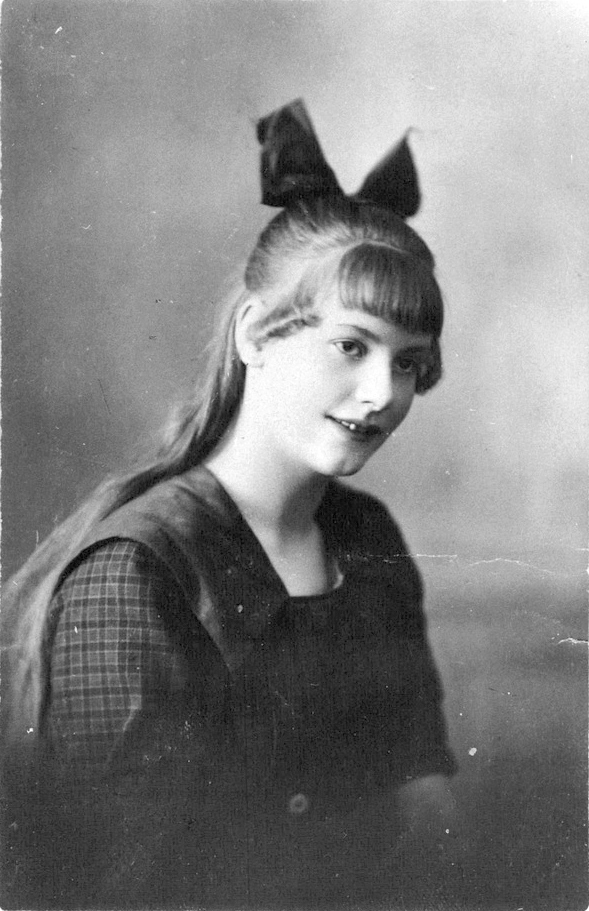
Greta Garbo a la edad de 13 años en 1919.

El 22 de agosto de 1912, ingresó en la escuela primaria de Katarina, ubicada al sur. Una de sus asignaturas favoritas era Historia, que, según decía, le llenaba la cabeza de todo tipo de sueños. Por otro lado, no le gustaba la Geografía ni las Matemáticas y David Bret afirmó que era una «estudiante capaz, aunque a veces perezosa». Recibió calificaciones muy por encima del promedio en la mayoría de las materias, pero a pesar de eso, odiaba la escuela y las restricciones que esta le imponía (a menudo se ausentaba debido a problemas de sinusitis). Karen Swenson escribió que «en lugar de disfrutar de este nuevo mundo, parecía recluirse aún más».
En su tiempo libre jugaba con los soldaditos de plomo de su hermano y a las canicas. Debido a su naturaleza marimacho, era la líder del grupo de niños del patio trasero con quienes vagaba por las calles de Södermalm, aunque prefería jugar sola. La difícil situación económica de la familia la obligó a usar ropa que le había dejado su hermano mayor y a recurrir al comedor social local. En relación con los desconocidos, es decir, con las visitas a su casa familiar, mostraba una timidez extrema; la mayoría de las veces se escondía detrás de las cortinas o debajo de la mesa. Cuando tenía 6 o 7 años, comenzó a interesarse por la actuación y visitó dos teatros: Södra y Mosebacke, situados en lados opuestos de la misma calle. Como no tenía dinero para comprar una entrada, a veces aprovechaba la falta de atención de los guardias de seguridad y se colaba dentro, mirando las actuaciones desde detrás del escenario. Gastó sus ahorros en nickelodeons, admirando a Charles Chaplin, Mabel Normand, Mary Pickford y Douglas Fairbanks en la pantalla, y viendo, entre otras películas, Terje Vigen (1917, dir. Victor Sjöström) y Herr Arnes pengar (1919, dir. Mauritz Stiller).

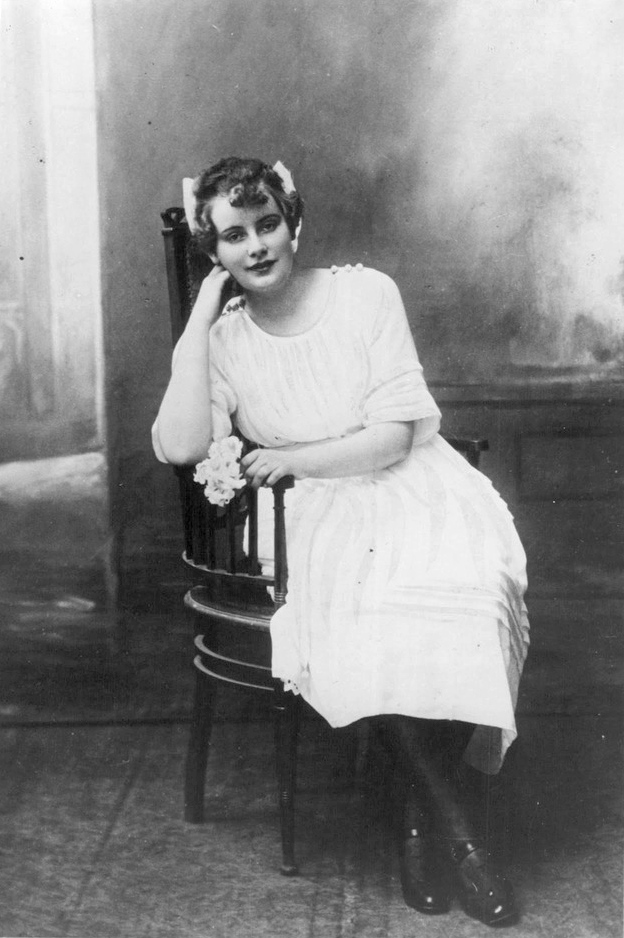
Foto de la Confirmación de Garbo, 18 de abril de 1920.

Con ambiciones de ser actriz, realizó actuaciones en las que participaron sus dos hermanos y los niños del barrio. Greta les asignaba roles y les indicaba cómo actuar; generalmente, desempeñaba los roles masculinos. Como recordaba su hermano Sven, «Greta estaba encantada con el escenario mucho antes de ver uno e incluso de saber de la existencia de alguna actriz». Conocía muy bien la vida de las estrellas de cine estadounidenses, habiendo leído sobre ellas en artículos publicados en revistas locales. En 1913, su padre la llevó al Aeropuerto de Bromma, donde vio a Mary Pickford y Douglas Fairbanks en persona por primera vez.
Cuando estalló la Primera Guerra Mundial, aunque Suecia mantuvo una posición neutral, la situación financiera de la familia Gustafsson se deterioró. Su dieta diaria consistía en patatas y pan, lo que, como señaló Bret, no afectó negativamente a su salud, a diferencia de a otros miembros de la familia. Su amiga Elizabeth Malcolm y ella visitaban comedores populares locales y para diversificar el tiempo que la gente pasaba en la fila, actuaban el llamado «cabaret callejero», que consistía en sketches y funciones de revista, en protesta contra la guerra —gracias a lo cual recibían comidas gratis—. Por estas actuaciones descuidaba a menudo sus estudios, y su hermano y su padre se veían obligados a ir a buscarla. Una vez, su maestra la castigó severamente por eso frente a toda la clase, lo que al mismo tiempo tuvo un impacto significativo en su timidez. «La humillación de esa flagelación pública le dolió más que cualquier otra cosa. Desde ese día, se encerró cada vez más en sí misma. Ese fue el final de su infancia», recordó su amiga Kaj Gynt.
Durante la guerra, también actuó en programas organizados por el Ejército de Salvación (TSA) y cantó en el coro de la Iglesia de Sofía. Su excelente trabajo atrajo la atención de un funcionario de la sede local, mediante el cual comenzó a realizar repeticiones de Stridsropet en las calles de Estocolmo. En 1918, a la edad de 13 años, formó su propio grupo de teatro, The Attic Theater, integrado por sus compañeras de actuación y utilizando muebles viejos como utilería. Ese mismo año, el estado de salud de su padre empeoró: llevaba mucho tiempo luchando contra cálculos renales, pero no tenía dinero para ver a un especialista y el virus que contrajo durante la pandemia de gripe española lo había privado por completo de sus fuerzas. Debido a eso, pudo trabajar cada vez menos, lo que ocasionó problemas financieros en la familia.
El 14 de junio de 1919, terminó sus estudios primarios; en años posteriores, lamentó a menudo la decisión de abandonar la escuela prematuramente. Después de dejar la escuela, ayudó a su madre con las tareas del hogar y realizó giras por teatros locales. Entre sus actores y cantantes favoritos se encontraban Joseph Fischer y Sigurd Wallén. También empezó a trabajar como vendedora de jabones en una peluquería para conseguir dinero para la atención médica de su padre, a quien cuidaba (algunas fuentes informaron que aceptó el trabajo después de su muerte). Ganaba 7 coronas suecas por semana. El 18 de abril de 1920, tomó la Primera Confirmación y la ceremonia tuvo lugar en la Iglesia de Catalina (las fotos del evento están fechadas erróneamente en junio). Gustafsson falleció el 1 de junio a causa de nefritis y, a diferencia de su familia, lloraba internamente la pérdida de su padre (consideraba que hacerlo público atentaba contra su privacidad y dignidad).
El trabajo a tiempo parcial como vendedora de jabón se convirtió en un trabajo a tiempo completo cuando empezó una capacitación con un segundo peluquero, Einer Widebacke, y luego con un tercero, Arthur Ekengren, en una tienda en Götgatan. Recibía propinas equivalentes a su salario fijo de 7 coronas, que compartía con su madre. Era considerada la favorita del establecimiento, dado que ganaba muchos clientes que se volvían habituales.

### Década de 1920

#### Comienzos profesionales

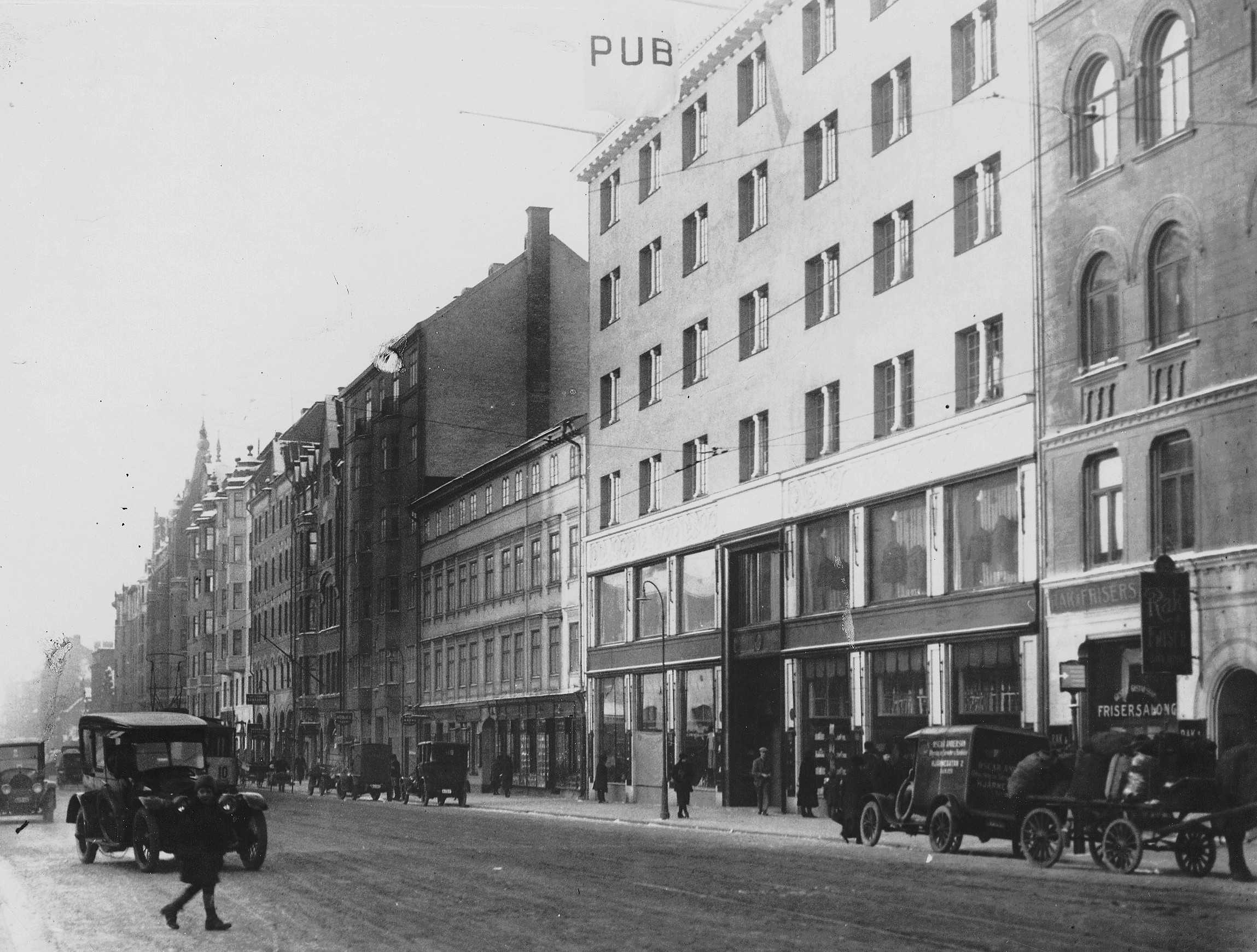
Vista de los grandes almacenes PUB (1924).

El 26 de julio de 1920, imitando a su hermana mayor Alva, comenzó una pasantía en los grandes almacenes PUB ubicados en la plaza del mercado de Hötorget y trabajó en el departamento de embalaje por 125 coronas al mes. A finales de noviembre, recibió un ascenso a vendedora en el departamento de abrigos y sombreros de mujer. Su sueldo también aumentó y lo compartió con su madre. Gracias a él, asistía regularmente al cine y al teatro, y en enero de 1921, participó como modelo en los preparativos del catálogo de primavera del PUB, anunciando cinco diseños de sombreros. En el verano volvió a presentar sombreros a un precio más elevado y algunos clientes le pidieron que les mostrara un modelo en particular, y luego lo compraron sin probárselo. A pesar de su fascinación por el escenario, no se unió al club de teatro del PUB. Después de recibir una recepción positiva, comenzó a trabajar regularmente como modelo en desfiles en PUB y otras tiendas, entre los que consiguió, un trabajo más lucrativo como modelo de moda en Nordiska Kompaniet.

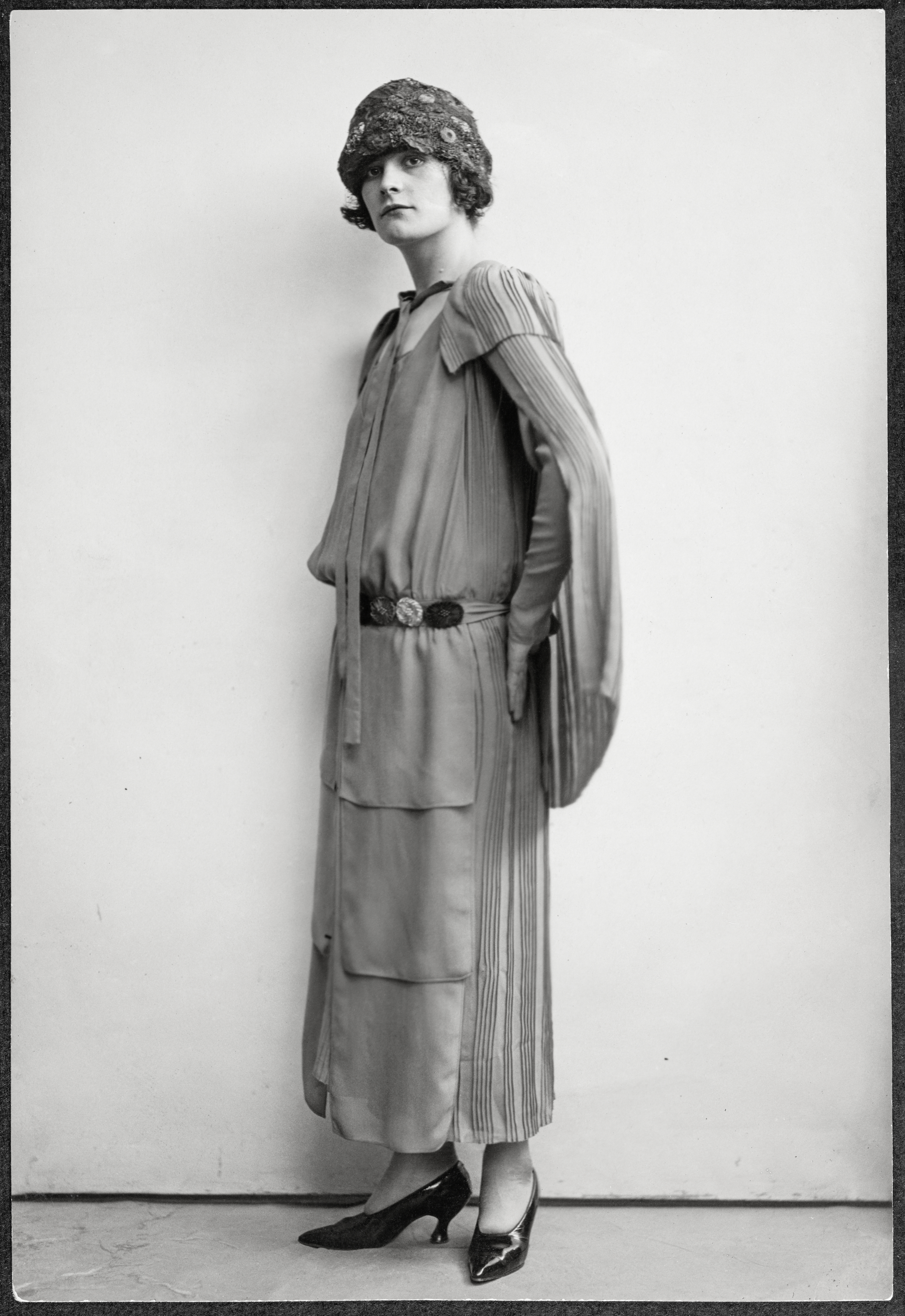
Retrato de Greta Garbo (entonces Gustafsson) como modelo para la sastrería de Nordiska Kompaniet, otoño de 1923, perteneciente al archivo fotográfico de NK albergado en el Museo Nórdico.

Mientras trabajaba como modelo, conoció a Ragnar Lasse Ring, un ex oficial de caballería que estaba preparando un cortometraje para celebrar el 40.º aniversario de PUB. Según Bret, cuando se enteró de que Paul U. Bergström, el propietario de PUB, planeaba hacer una película de varios minutos para publicitar una tienda departamental, fue a la casa de Ring para pedirle el papel. Finalmente, recibió el trabajo a pesar de las objeciones de otro actor involucrado en la producción, Ragnar Widestedt (según Barry Paris, Ring contrató a Gustafsson después de verla en PUB, mientras que Robert Gottlieb y Swenson afirmaron que la adolescente fue recomendada para el cortometraje por el jefe del departamento de publicidad). Su aparición en Herr och fru Stockholm (1920) se limitó a una secuencia de menos de dos minutos en la que se parodiaba a sí misma posando de espaldas a un espejo con un conjunto de ropa cómico. El cortometraje se estrenó el 12 de diciembre y se mostró entre largometrajes de toda Suecia. Originalmente, se había planeado cortar la escena donde aparecía, pero la decisión se cambió durante la edición debido a la opinión del productor Hasse W. Tullberg.
A finales de año, le dieron una semana de permiso para participar en el rodaje de la película histórica En lyckoriddare (1921, dirigida por John W. Brunius). Apareció como extra en la película, mientras que los papeles principales fueron interpretados por Gösta Ekman y Mary Johnson. Su secuela –Kärlekens ögon (1922)–, al igual que la primera, no sobrevivió hasta nuestros días. Ring, impresionado por su debut, la eligió para su segundo comercial, Konsum Stockholm Promo (1921), en el que interpretó dos escenas cómicas mientras se atiborraba de galletas.

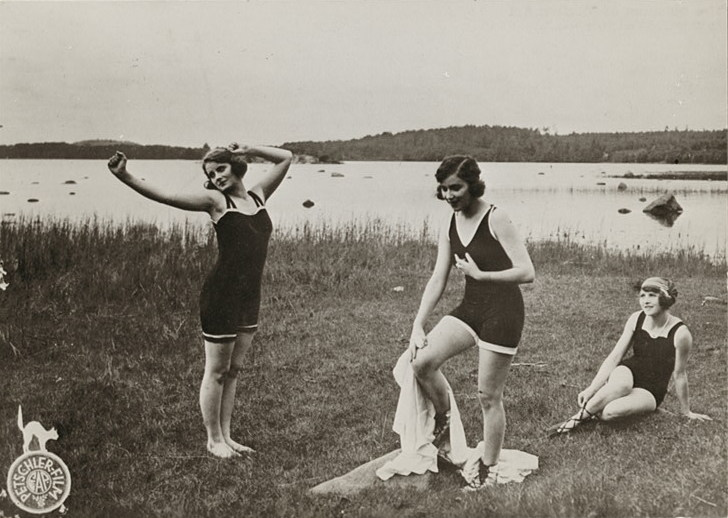
De izquierda a derecha: Greta Garbo, Tyra Ryman e Iréne Zetterberg en un fotograma de la película Luffar-Petter (1922).

Convertida en una valiosa vendedora y modelo en PUB, rechazó la oferta de Ring de interpretar el papel de valquiria en la película que estaba preparando. Según Gottlieb, el motivo de su ausencia en En Vikingafilm (1922) fue el rechazo de su empleador a su solicitud de permiso para actuar en la película. Ring recordó que cuando intentó intermediar con su jefe, este lo reprendió por darle a la niña «ideas locas sobre películas».
En el verano de 1922, Erik A. Petschler, un director de comedias fìsicas, visitó el PUB acompañado por dos actrices, Gucken Cederborg y Tyra Ryman. Después de hablar con este último y sentir curiosidad por el nuevo proyecto que Petschler estaba planeando, llamó por teléfono al director y le solicitó una reunión. Al día siguiente, después de recitar algunos textos (o un poema), fue contratada para protagonizar el cortometraje de comedia Luffar-Petter. Después de que el departamento de recursos humanos de la PUB le negara nuevamente una licencia sin goce de sueldo, renunció el 22 de julio (a pesar de que su salario había aumentado a 180 coronas al mes, mientras que ella había recibido 50 coronas por cinco días de rodaje).
La película se rodó en Dalarö y, a diferencia de la mayoría de los actores, participó voluntariamente en las escenas filmadas en el agua. Durante un aguacero repentino, Tyra Ryman y ella improvisaron una danza nativa americana bajo la lluvia torrencial. Alexander Walker comparó su papel de «belleza» bañista con el de las bellezas bañistas de Mack Sennett y la película Luffar-Petter recibió críticas mixtas; la única crítica sarcástica fue publicada por la revista Swing, que afirmaba: «Greta Gustafsson puede convertirse en una estrella de cine sueca, pero sólo gracias a su apariencia anglosajona». Otras reseñas destacaron que no tuvo la oportunidad de mostrar sus habilidades.

#### Continuación de su educación y desarrollo profesional

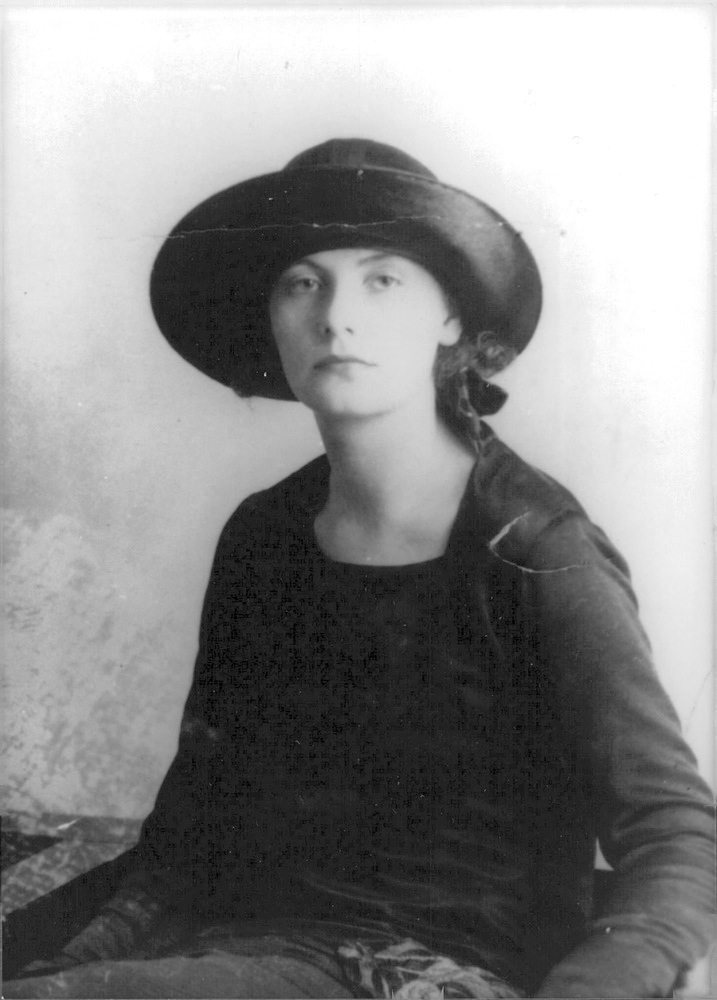
Greta Garbo, c. 1923, durante sus años de estudiante en el Dramaten.

Según el director, aunque era tímida e inquieta, demostró un gran talento para la actuación en las películas. Petschler la animó a estudiar actuación en el prestigioso Dramaten y, como escribió Bret, en ese momento tenía una postura torpe, hablaba con un acento no sofisticado, casi nunca se peinaba, vestía descuidadamente y sobresalía además por unos dientes prominentes. El exdirector de teatro Frans Enwall le enseñó las bases de la interpretación –durante las clases demostró determinación y compromiso– y cuando él enfermó, su hija Signe asumió su rol. Como preparación para el examen, en un mes dominó un monólogo del tercer acto de Piskląt de Selma Lagerlöf, una escena del primer acto de Madame Sans-Gêne de Victorien Sardou y el monólogo de Ellida de La dama del mar de Henrik Ibsen. Después de haber presentado tres fragmentos de las obras mencionadas en una audición ante el jurado, se la aceptó (según algunos biógrafos, logró presentar un fragmento de una o dos obras, después de lo cual el jurado interrumpió su actuación).
La escuela de teatro tenía un programa de dos años con un año adicional para estudiantes talentosos. Después de clases, los estudiantes participaban en representaciones en el Kungliga Dramatiska Teatern, apareciendo en pequeños papeles o como extras (la temporada de teatro normalmente duraba desde finales de septiembre hasta mediados de mayo). Comenzó sus estudios el 18 de septiembre y en los primeros meses se convirtió en pionera del sistema Stanislavski. Disfrutaba de las clases de recitado y de aquellos aspectos del movimiento escénico que requerían la representación de sentimentalismo. Recibió una beca de 50 coronas al mes y entre los estudiantes tenía el apodo de «Gurra» (un diminutivo del nombre Gustav).
Debutó el 4 de noviembre como Madame de Ligneray en la comedia The Beautiful Adventure de Gaston Arman de Caillavet y Robert de Flers. En la primavera de 1923, actuó en la comedia alemana Szylkretowy grzebień de Richard Kessler, interpretando a la señora von Brandt.

#### Estrella del cine mudo

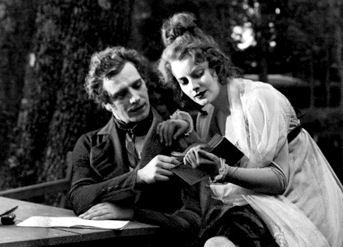
Greta Garbo junto a Lars Hanson en Gösta Berlings saga (1924), su primer gran papel.

En 1923, Gustaf Molander, entonces director del Teatro Real Dramático, a petición de Mauritz Stiller, recomendó a Gustafsson y Mona Mårtenson para la película que estaba preparando (Stiller había observado a Gustafsson en el escenario del Teatro Nacional de Suecia), el melodrama Gösta Berlings saga (1924), que era una adaptación de la novela homónima (1891) de la premio Nobel de literatura Selma Lagerlöf. Después de pasar la prueba de pantalla, le dieron el papel principal de Elizabeth Dohny. Gran parte del equipo, incluido el guionista, el director de fotografía y el director de arte, no estaba satisfecho con su contratación, pero Stiller, quien se convirtió en el mentor de Gustafsson, defendió su decisión; él le enseñó a actuar, a mantenerse en forma y gestionó todos los aspectos de su incipiente carrera. «Fue una historia de amor mezclada con odio. A veces él me amaba tanto como yo lo odiaba», dijo sobre su colaboración.
El 23 de julio, firmó un contrato estándar con Svensk Filmindustri (como era menor de edad, el contrato fue refrendado por su madre), por el cual recibiría 3000 coronas. Molander les concedió a ella y a Mårtenson (que también fue elegida) una licencia escolar durante el rodaje, y durante la producción, estuvo a punto de irse varias veces; se abstuvo de hacerlo por el interés que mostró la prensa hacia la película y hacia ella misma. Su compañero en el papel principal masculino fue Lars Hanson. Aprovechando un descanso del rodaje, en octubre apareció como Fisher en Nieporównany Crichton de J. M. Barrie.
Después de completar su trabajo en la película, regresó al Royal Dramatic Theatre, donde recibió un estatus de estrella estudiantil. Percibía 150 coronas al mes, gozaba de mayor libertad para elegir roles y también decidió cambiar su apellido por Garbo. El 9 de noviembre, presentó la solicitud correspondiente al Ministerio del Interior, firmada por su madre, y el nuevo nombre fue aprobado formalmente el 21 de diciembre, con Mårtenson como testigo.

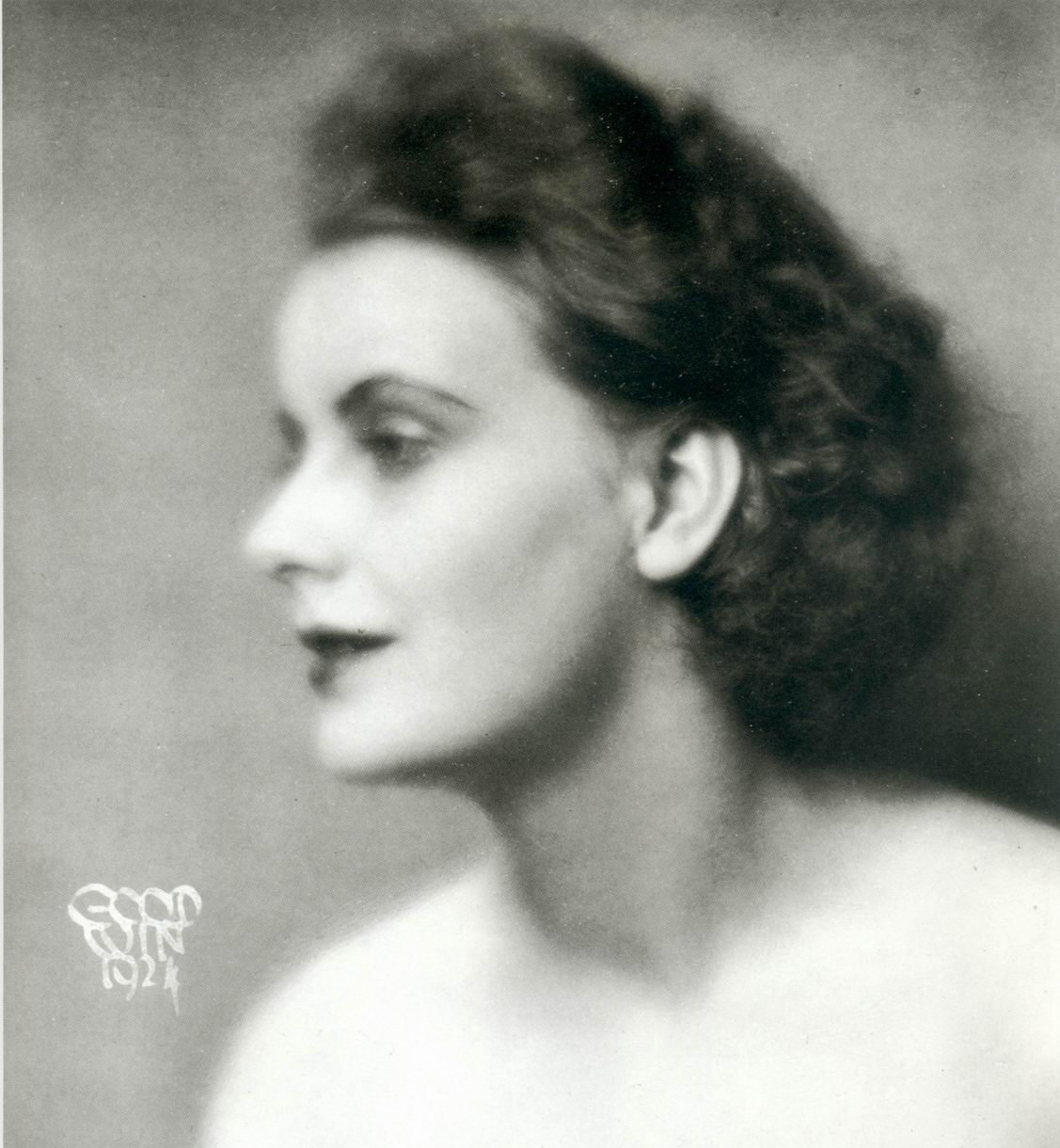
Garbo en 1924 (fotografía de Henry B. Goodwin).

The Senses Played se estrenó en los cines el 10 y el 17 de marzo de 1924 en dos partes. Los críticos escandinavos expresaron opiniones negativas sobre la apariencia de Garbo y se fijaron principalmente en su cabello despeinado. También tenían sentimientos encontrados sobre su actuación: por un lado, la describieron como una «promesa para el futuro», por el otro, la consideraron un «panecillo medio regordete y poco sazonado». Bengt Idestam-Almquist, de Stockholms-Tidningen, escribió: «Tiene algunas oportunidades que no aprovecha. Es demasiado pequeña mentalmente para eso. Pero está maravillosamente hermosa con sus vestidos estilo imperiales y, a pesar de su papel en un contexto inanimado, es uno de los puntos fuertes de la película». También hubo reservas sobre la trama: difería significativamente del original literario (Lagerlöf expresó su descontento). A pesar de las críticas desfavorables, los biógrafos destacaron que la secuencia con Garbo y Hansen en el trineo sigue siendo una de las escenas más características del cine mudo europeo. La película fue aclamada en los países europeos –especialmente en Berlín, donde asistió personalmente al estreno–, pero fue un fiasco en Suecia.
Gottlieb escribió que «su severidad [la de Stiller] combinada con la mezcla de determinación y sumisión de ella [de Garbo] creó a "Greta Garbo"». Swenson sintió que su actuación no se robó el espectáculo; en opinión de la autora, era demasiado inexperta para eclipsar con eficacia las actuaciones profesionales de Hanson y Gerda Lundequist, pero aun así la describió como «innovadora».
En la primavera continuó con sus estudios, apareciendo en el drama La malquerida de Jacinto Benavente, como Madame de Vintermille en la comedia Madame Sans-Gêne de Sardou, y en el papel de Mathilda (su mayor actuación hasta la fecha) en la comedia Min vän Teddy de André Rivoire y Lucien Besnard. También aprobó un examen de conducir e hizo algunos anuncios de prensa con Vera Schmiterlöw.

#### Contrato con Metro-Goldwyn-Mayer

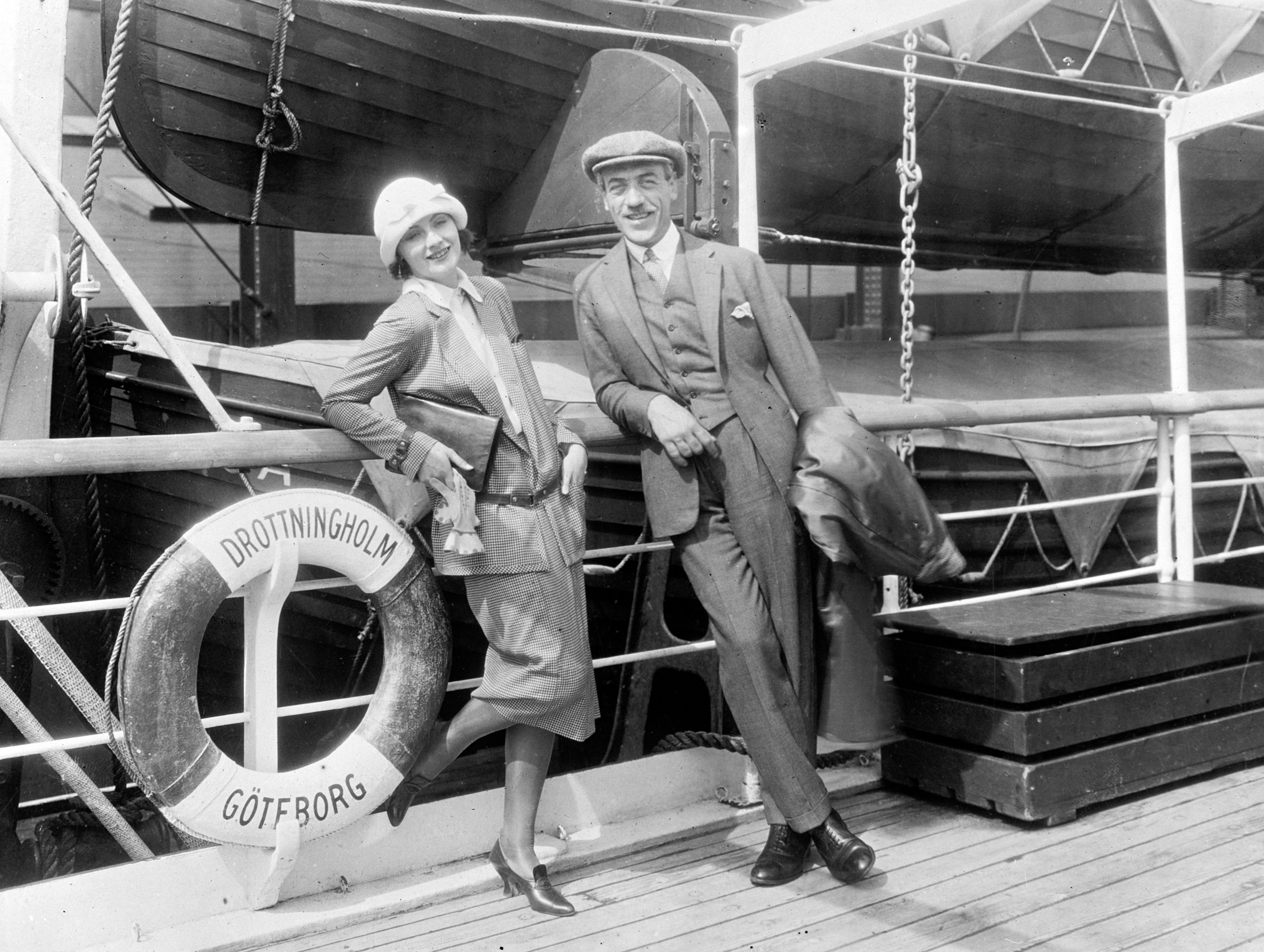
Greta Garbo y Mauritz Stiller a bordo del SS Drottningholm en 1925, camino a los Estados Unidos.

A finales de septiembre apareció como invitada en el drama ruso Jesienne skrzypce de Surgutsjev, mientras que en octubre y noviembre interpretó a una prostituta en Niewidzialnym człowieku de Pär Lagerkvist. Su última aparición en el escenario del Teatro Real Dramático fue el 13 de noviembre, interpretando el papel de Mariette, la recepcionista de un médico, en la farsa francesa Knock, czyli triumf medycyny de Jules Romains. Después de que Stiller le prohibiera continuar sus estudios en la escuela de actuación (su contrato de estudiante fue anulado después de que devolviera 800 coronas del anticipo de 1200 que había aceptado del teatro en 1924), se suponía que interpretaría el papel principal en el melodrama de aventuras Die Odaliske von Smolny dirigido por el propio Stiller, pero la producción fue cancelada debido a la quiebra del estudio Trianon, con el que estaba contratada (bajo un sueldo de 500 marcos por mes).
Mientras el equipo estaba en Berlín, Louis B. Mayer, el vicepresidente y director general de Metro-Goldwyn-Mayer, llegó a la capital. Debía inspeccionar tomas exteriores de la película Ben-Hur (1925, dirigida por Fred Niblo) en Roma y después de ver The Senses, habló positivamente de Garbo, comparándola con Norma Talmadge. Durante una cena en el restaurante Maiden Room del Hotel Adlon el 25 de noviembre, a instancias de Stiller, firmó un contrato preliminar de tres años con MGM, que le garantizaba ganancias de 100 USD por semana durante cuarenta semanas en el primer año, 600 USD en el segundo año y 750 USD en el tercero. Según Swenson, el contrato se firmó el 3 de febrero de 1925; debía trabajar cuarenta semanas al año, comenzando con 400 USD por semana, y con un salario que aumentaría a 1250 USD en el último año del contrato. Las versiones difieren sobre las circunstancias de su primer contrato con Louis B. Mayer. Victor Seastrom, un respetado director sueco de la MGM, era amigo de Stiller y animó a Garbo a conocerlo en un viaje a Berlín. Hay dos versiones recientes de lo que sucedió después. En una, Mayer, siempre en busca de nuevos talentos, había investigado y estaba interesado en Stiller. Hizo una oferta, pero Stiller exigió que Garbo formara parte de cualquier contrato, convencido de que sería una ventaja para su carrera. Mayer se resistió, pero finalmente accedió a una visita privada a Gösta Berling. Quedó inmediatamente impresionado por el magnetismo de Garbo y se interesó más por ella que por Stiller. «Fueron sus ojos», recordó su hija que dijo, «puedo convertirla en una estrella». En la segunda versión, Mayer ya había visto Gösta Berling antes de su viaje a Berlín, y Garbo, no Stiller, era su principal interés. De camino a la proyección, Mayer le dijo a su hija: «Este director es maravilloso, pero a la que realmente deberíamos ver es a la chica... ¡La chica, mira a la chica!». Tras la proyección, según informó su hija, Mayer se mantuvo firme: «La llevaré sin él. La llevaré con él. Lo primero es la chica».

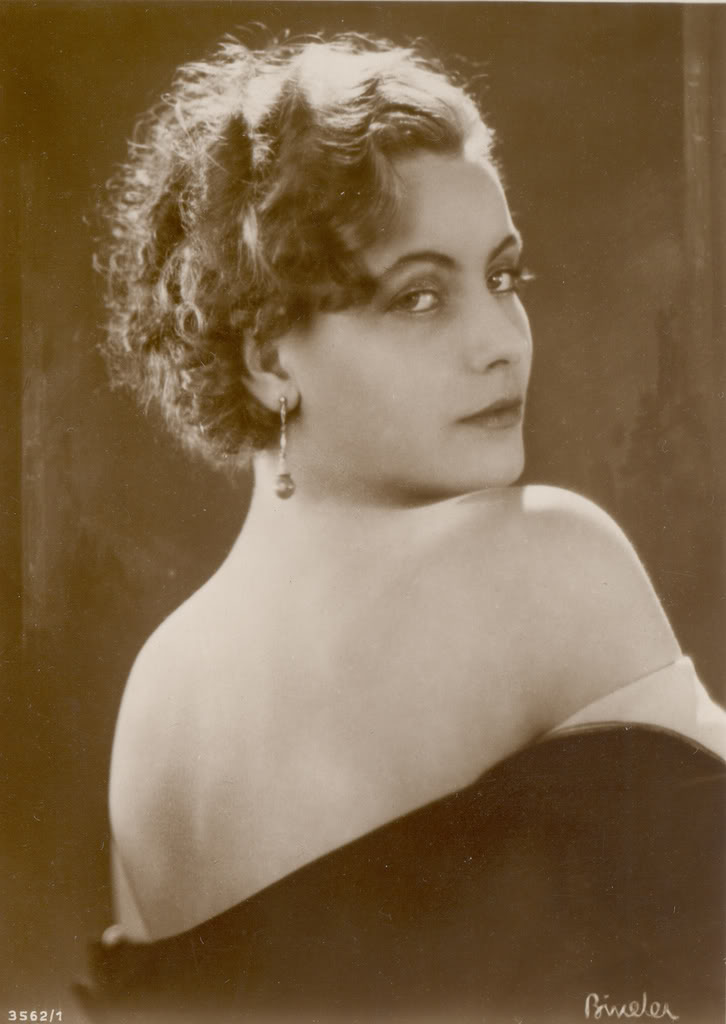
Greta Garbo en 1925, retratada por Alexander Binder.

En 1925, apareció en el drama alemán Die Freudlose Gasse (dirigido por Georg Wilhelm Pabst), basado en una historia de Hugo Bettauer. El director, impresionado por su actuación como Dohna en Gdy zmysły grają, la eligió para interpretar a Greta Rumfort, y Maria Lechner fue interpretada por Asta Nielsen, a quien Garbo elogió: «En cuanto a expresión y versatilidad, no soy nada comparada con ella». Werner Krauß, que interpretó el papel principal en la película de terror expresionista Gabinet doktora Caligari (1920, dirigida por Robert Wiene), también fue contratado. Inicialmente, solicitó que se contratara a Stiller como asesor técnico, pero Pabst se negó. Por consenso se acordó que a Garbo y a Einar Hanson se les pagarían honorarios de 4000 USD a cada una (Nielsen y Valeska Gert recibieron la misma cantidad). En ausencia del director, Stiller instruyó a su protegida sobre cómo actuar, pero cuando Pabst llegó al set, su mentor fue echado del lugar, dejándola histérica. En protesta, abandonó el set el primer día de rodaje. Por las noches, Stiller concertaba ensayos privados para ella y repasaba las escenas que debía grabar al día siguiente. A petición suya, se trajeron películas Kodak de Estocolmo o París que sólo se utilizaban para las escenas rodadas con Garbo, mientras que para las demás se utilizaron películas de Agfa. Luego de apreciar el talento de Pabst, como así también su apoyo y comprensión, que le proporcionaron un refugio de lo que Gottlieb consideraba la «intimidación constante» de Stiller, consideró de manera realista aceptar su oferta de un contrato de cinco años.
El estreno de Die Freudlose Gasse tuvo lugar el 18 de mayo en la Mozartsaal de Berlín y en el Studio des Ursulines de París. La revista semanal Variety escribió: «Estas hijas de la fortuna vienesas son un grupo bastante miserable [...]. La única ventaja que tiene la película desde el punto de vista de su rentabilidad es que Greta Garbo la protagoniza».
El 26 o 30 de junio, navegó con Stiller a bordo del SS Drottningholm desde Gotemburgo a Nueva York. El director retrasó su salida hasta el último momento, esperando que aparecieran otras ofertas atractivas desde Europa. Al igual que en el caso de la muerte de su padre, Garbo no quería mostrar sus emociones en público, por lo que se negó a permitir que su madre, su hermano y su hermana la acompañaran a embarcar, y solo la despidieron en la estación de tren en Estocolmo. «Mi partida no nos hizo felices ni a mí ni a mi madre», recordó.

#### Carrera en Hollywood

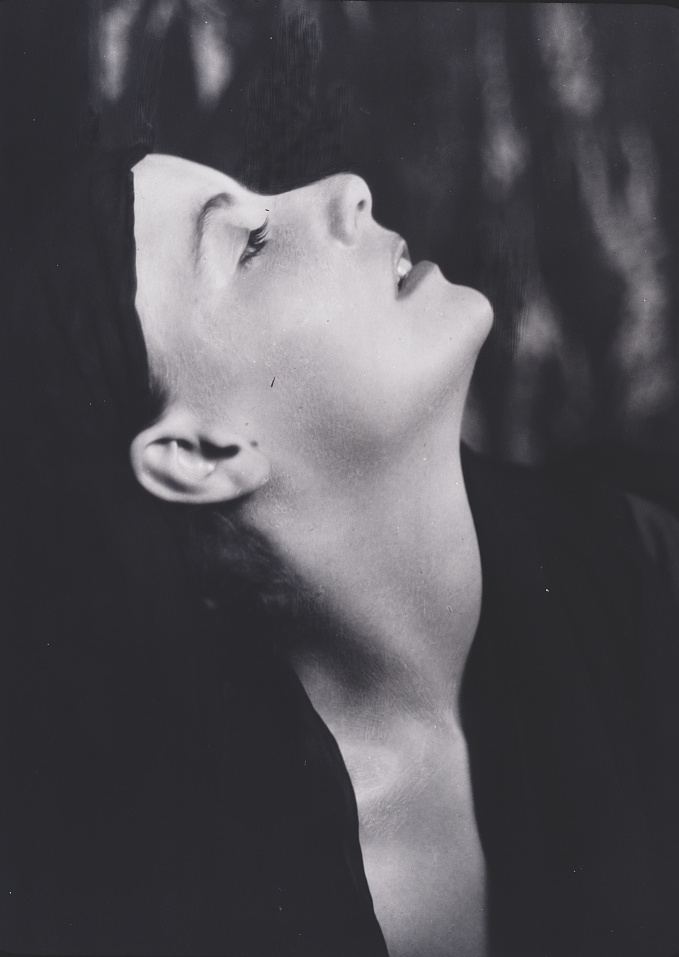
Retrato de Greta Garbo realizado por Arnold Genthe, julio de 1925.

Llegaron a Nueva York el 6 de julio (la fecha también pudo haber sido el 5 de julio) y Major Bowes, vicepresidente de MGM, organizó una prueba para Garbo que resultó mal. La criticaron por su apariencia descuidada y le aconsejaron acudir a una peluquería y a un salón de moda. Su negativa indignó a los miembros de la junta directiva del estudio. A pesar de no saber inglés, asistió a espectáculos de Broadway y al cine en compañía del publicista Hubert Voight, gracias a quien conoció a muchas futuras estrellas del teatro y el cine, entre ellas Beatrice Lillie, Katharine Cornell, Libby Holman y Humphrey Bogart. El 26 de agosto, acompañada de su amiga Kaj Gynt, firmó un contrato de tres años con MGM en la oficina de Broadway. Como tenía menos de 21 años cuando firmó —lo cual no había sido verificado—, el departamento legal del estudio la obligó a incluir el consentimiento de su madre. Cumplida la condición, firmó nuevamente el contrato el 18 de septiembre.
Un encuentro casual con la actriz retirada Martha Hedman resultó en una sesión fotográfica realizada por Arnold Genthe. «Tenía un rostro sorprendentemente expresivo, y en una hora había capturado varias poses y expresiones interesantes con mi cámara», recordó. Una de sus fotografías apareció en la edición de noviembre de Vanity Fair con el título: «La nueva estrella del Norte: Greta Garbo». Stiller, a instancias de Genthe, envió unas copias a Mayer, quien le ordenó que la llevaran a Hollywood y le aumentaran el salario en 50 USD.
El 10 de septiembre, llegó con Stiller a Los Ángeles, California, sin haber recibido ninguna oferta del estudio en ese momento, donde pasaron unas cinco semanas sin tener noticias del estudio. Pasaba su tiempo libre paseando por la playa de Santa Mónica, lo que, en opinión de Paris, era «una forma solitaria y pintoresca de esperar, acorde con su melancolía», y también aprendió inglés, equitación y navegación. A pesar de las objeciones de los ejecutivos de MGM, Mayer la llevó a Hollywood, pagándole 400 USD por semana, un salario significativo para una actriz desconocida, y le asignó al director de producción Irving Thalberg la tarea de supervisar su dieta, cuidar su apariencia y seleccionar un nuevo vestuario. Según el autor Frederick Sands, «el resultado de la prueba fue electrizante. Thalberg quedó impresionado y comenzó a cuidar a la joven actriz al día siguiente, arreglándoselas para arreglarle los dientes, asegurándose de que perdiera peso y dándole clases de inglés». Garbo, por su parte, le escribió a su novio: «Tienes toda la razón cuando piensas que no me siento como en casa aquí... Oh, mi pequeña y encantadora Suecia, te prometo que cuando regrese contigo, mi triste rostro sonreirá como nunca antes».
Como parte de la campaña promocional de MGM, posó para fotos frente al equipo de atletismo de la Universidad del Sur de California (USC) y con Slats, un león de seis años que llevaba el logo de MGM. A Garbo le disgustó el anuncio del león y Gottlieb pensó que la foto publicada podría haberse hecho en forma de montaje independientemente de las tomas de la actriz con el animal. Durante su ascenso al estrellato, el historiador de cine Mark Vieira señaló: «Thalberg decretó que, de ahí en adelante, Garbo interpretaría a una mujer joven, pero sabia y mundana». Sin embargo, según la esposa de Thalberg, la actriz Norma Shearer, Garbo no estaba necesariamente de acuerdo con sus ideas, afirmando: «Al principio, a la señorita Garbo no le gustaba interpretar a la mujer de mundo exótica y sofisticada. Solía quejarse: "Señor Thalberg, ¡solo soy una jovencita!", tras lo cual Irving echaba rápidamente una carcajada. Con esas películas glamurosas, estaba creando la imagen de Garbo».

#### TorrentyThe Temptress

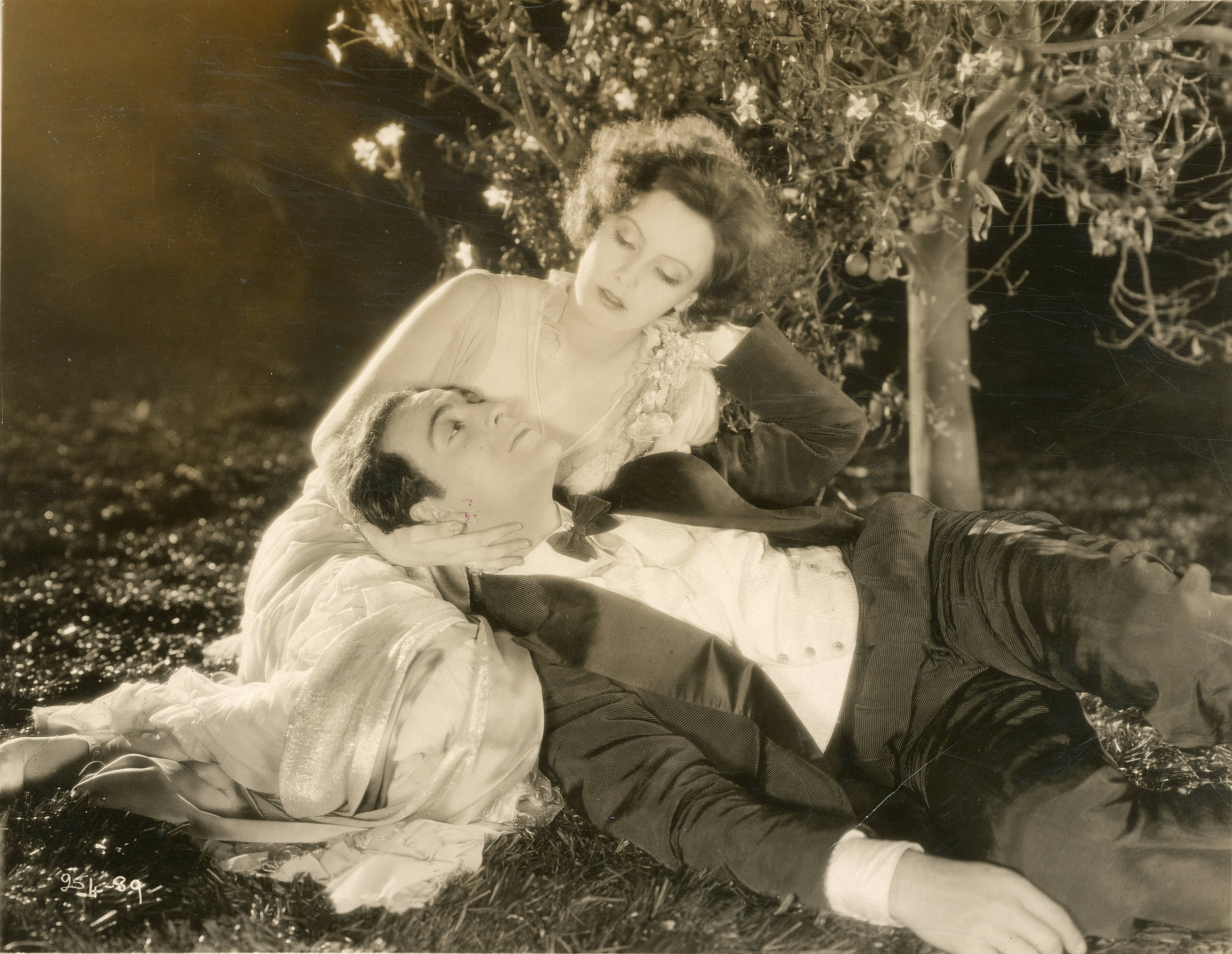
Greta Garbo y Ricardo Cortez en una toma del drama estadounidense Torrent (1926), basado en la novela de Blasco Ibáñez.

Gracias a Lillian Gish, que trabajaba en el rodaje de The Scarlet Letter (dirigida por Victor Sjöström), tuvo la oportunidad de participar en una sesión fotográfica de Hendrik Sartov, que fue aprobada por Thalberg. La eligió para el papel de la cantante Leonora Moreno (alias La Brunna) en el drama Torrent (1926, dirigida por Monta Bell), una versión cinematográfica de la novela de Vicente Blasco Ibáñez (según la versión de Swenson, Stiller organizó y dirigió una segunda prueba de pantalla para ella, que Thalberg aceptó). Ricardo Cortez desempeñó el papel principal masculino, pero no le gustó a la actriz ni al director, y Sven Hugo Borg se convirtió en el traductor personal de Garbo, quien también actuó como su guardaespaldas y confidente. Antes de comenzar el rodaje, Mayer intentó sin éxito convencerla de que firmara un contrato más largo.

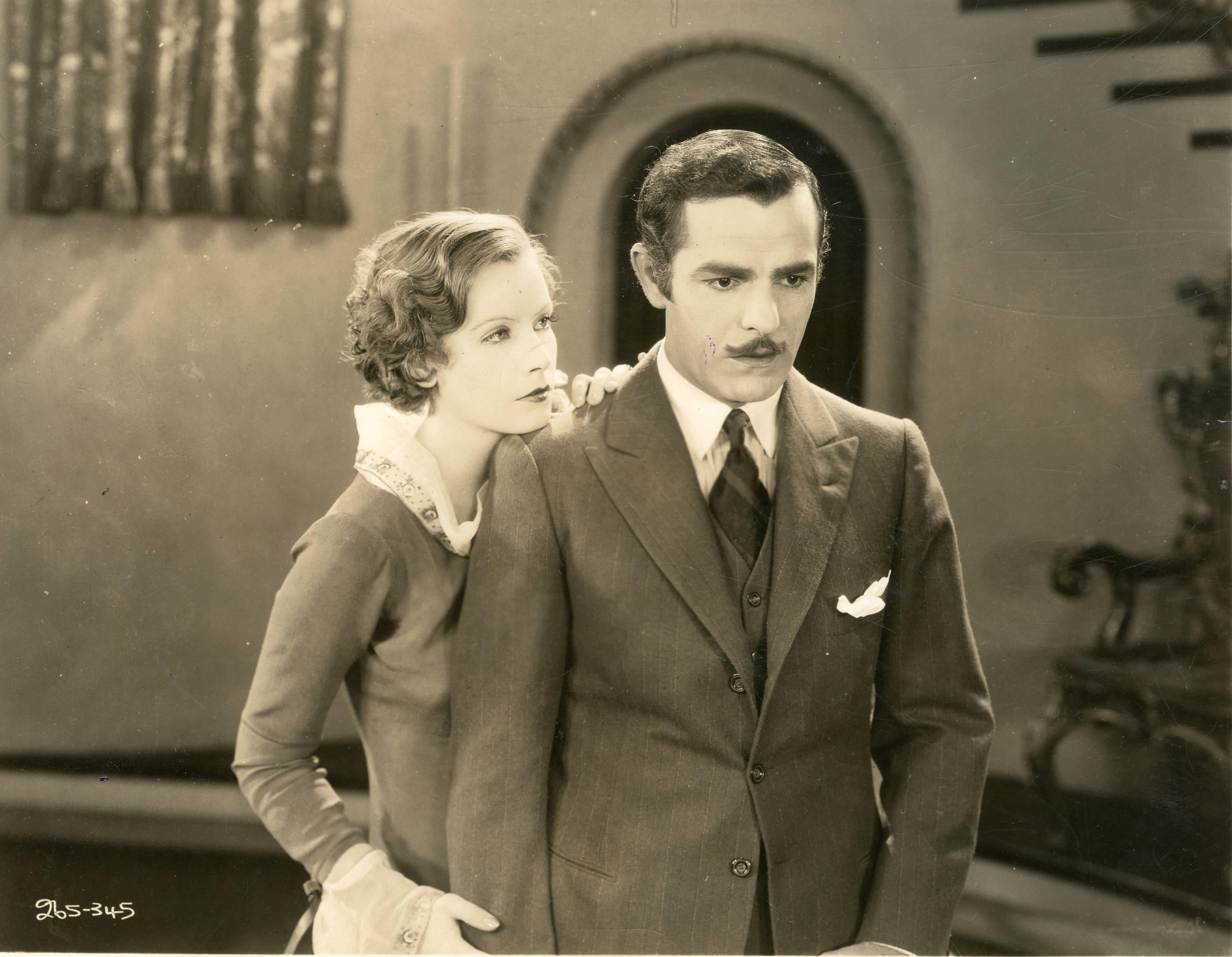
Garbo y Antonio Moreno en The Temptress (1926).

El estreno tuvo lugar el 21 de febrero de 1926 en el Teatro Capitol de Nueva York (Garbo asistió al estreno en el Teatro Estatal de Loew en Los Ángeles). Torrent fue un éxito y la actuación de Garbo recibió excelentes reseñas de los críticos estadounidenses; entre otros, Laurence Reid de Motion Picture la describió como «la persona más importante de la película, combinando las cualidades de una docena de nuestras estrellas más famosas». Pictures la aclamó como el descubrimiento del año, comparándola con Pola Negri, y Variety, que también la nombró el descubrimiento del año, elogió su capacidad de actuación y su personalidad. Otras comparaciones incluyeron las de Barbara La Marr y Norma Shearer, pero a pesar de las opiniones favorables, mantuvo una postura reservada de su propio desempeño. Según Gottlieb, la transformación que sufre la heroína de la película, pasando de ser una niña ingenua a una mujer sofisticada y encantadora, consolidó la imagen de Garbo como una vampiresa en la pantalla.
Torrent fue un éxito de taquilla, y su éxito se atribuyó enteramente a Garbo, a quien se la describió como «perfecta» y «que prendía fuego al corazón de Estados Unidos». El departamento de publicidad de MGM recibió solicitudes masivas de fotografías e información sobre Garbo, para lo cual la oficina no estaba preparada y, como parte de la difusión, participó en numerosas campañas y sesiones publicitarias.
Ese mismo año, fue elegida para el melodrama The Temptress (dirigido por Fred Niblo), también basado en la novela de Ibáñez. Su compañero en pantalla fue Antonio Moreno, cuya elección fue cuestionada por Stiller, que originalmente fue asignado para dirigir. El 26 de abril, el conflictuado mentor de Garbo fue reemplazado por Niblo. Según Bret, esa situación supuestamente la llevó a abandonar el set (y a amenazar con demandar a Mayer por despedir a Stiller), pero según Swenson, Garbo se presentó a tiempo el 3 de mayo y, después de una conversación privada con Niblo, «aceptó tranquilamente el cambio». Una vez finalizado el rodaje, le envió una foto suya con una dedicatoria, la única vez que lo hizo en su carrera. Antes del estreno, volvió a rechazar la oferta de Mayer de extender su contrato por dos años, porque quería regresar a Suecia.
El 23 de julio, asistió a un almuerzo de gala ofrecido en honor de Gustavo VI Adolfo de Suecia y Luisa Mountbatten con motivo de su visita a la sede del MGM. Tras el estreno de The Temptress, Robert E. Sherwood en la revista Life llamó la atención sobre la técnica de su actuación, mientras que Dorothy Herzog del New York Daily Mirror comparó la figura de Garbo con Cleopatra, destacando sus «labios encantadores y su mirada intensa e hipnotizante», mientras que el New York Times consideró la película como una obra sobresaliente. El filme de Niblo rompió récords de taquilla en su primera y segunda semana en el Teatro Capitol, y los críticos compararon la fuerza y la rapidez con la que evoluciona y la proyección de su talento con los de Rodolfo Valentino. La filmación de The Temptress fue costosa, y aunque se convirtió en una de las películas más taquilleras de la temporada 1926-1927, fue la única película de Garbo de ese período que perdió dinero.

#### Flesh and the Devil

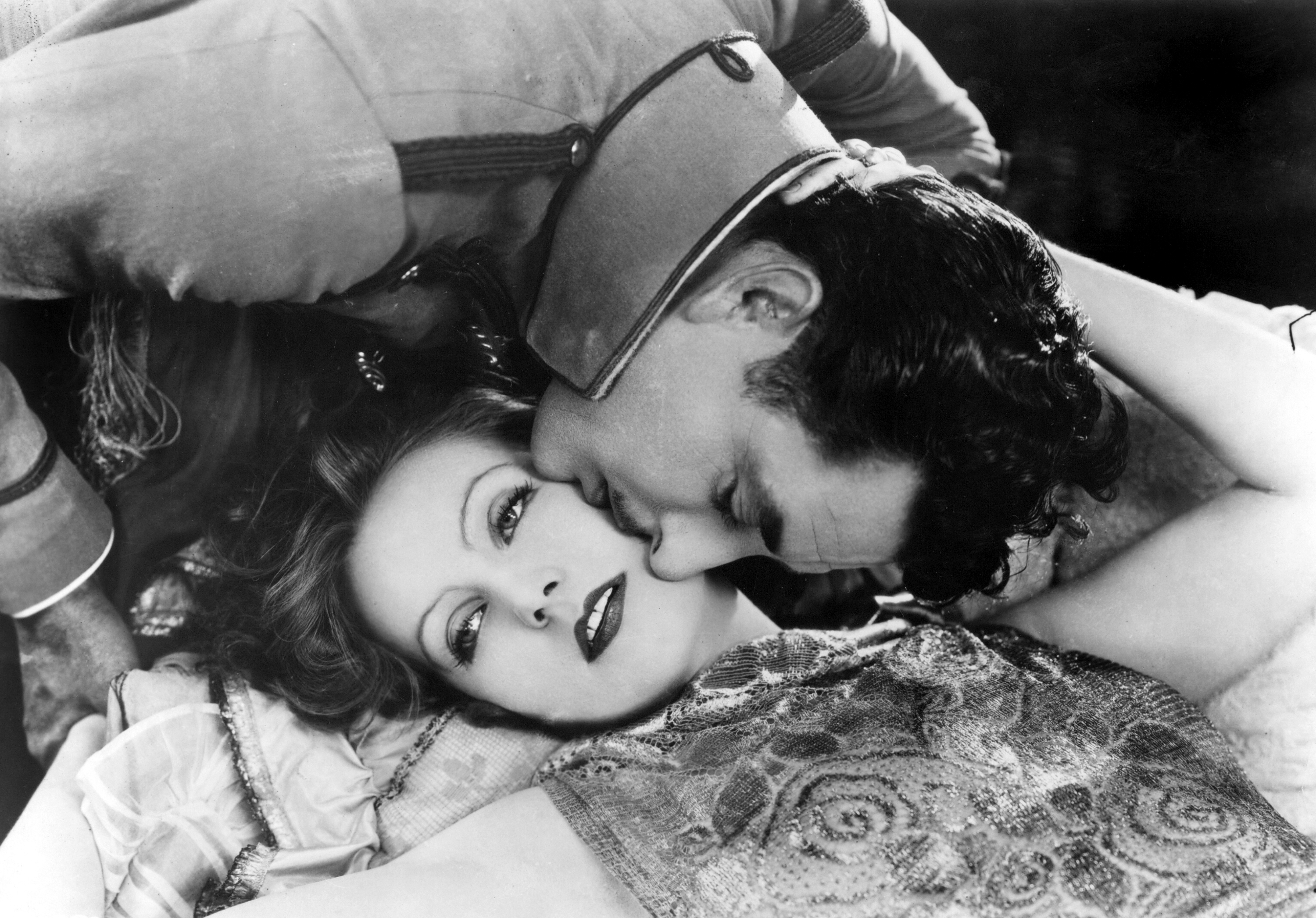
Greta Garbo y John Gilbert en una imagen publicitaria de Flesh and the Devil (1926).

Después de aparecer en The Temptress y Torrent, comenzó a encarnar un nuevo tipo de mujer en el cine y los ejecutivos de MGM la vieron como una nueva Eleonora Duse o Sarah Bernhardt, al percibir en ella las cualidades de una seductora cálida, fuerte y sensible al mismo tiempo. Su reserva en la vida privada y su renuencia a revelar detalles sobre sí misma crearon la visión de una figura alienada y misteriosa.
La tercera película de Garbo para MGM fue el melodrama Flesh and the Devil (dirigida por Clarence Brown), basada en un cuento de Hermann Sudermann. Inicialmente rechazó el papel, expresando su creencia de que Thalberg estaba tratando de perpetuar su imagen de mujer fatal. «No veo ningún sentido en interpretar papeles que sólo consisten en vestirse y seducir a los hombres», argumentó. El actor principal masculino, John Gilbert, también rechazó la oferta de participar, pero a instancias de Thalberg aceptó, con la condición de que Garbo actuara junto a él. El 4 de agosto, Mayer le escribió una carta ordenándole que se presentara inmediatamente en la oficina de Thalberg y en caso de negativa, amenazaba con suspensión inmediata. Garbo ignoró las órdenes del jefe de MGM y no se presentó en el set hasta varios días después, sorprendida por la cantidad de titulares negativos en la prensa y las acciones del estudio.
Tras su estreno en Nueva York el 9 de enero de 1927, Flesh and the Devil fue recibida con entusiastas reacciones críticas: el New York Herald Tribune escribió que «nunca antes había aparecido en la pantalla una mujer tan atractiva, dotada de un encanto tan seductor, mucho más poderoso que su belleza. Greta Garbo es la encarnación de la belleza, la personificación de la pasión». Un crítico de Variety predijo que si se la manejaba adecuadamente y se le daban buenos guiones, «se convertirá en un activo tan valioso como lo fue Theda Bara alguna vez para Fox». El experto en cine mudo Kevin Brownlow afirmó que «dio una de las actuaciones más eróticas que Hollywood jamás haya visto». Su química en pantalla con Gilbert pronto se tradujo en un romance fuera de cámara, y para el final de la producción, comenzaron a vivir juntos. La película también marcó un punto de inflexión en la carrera de Garbo y Vieira escribió: «El público estaba hipnotizado por su belleza y encandilado por sus escenas de amor con Gilbert. Fue un furor».
Según Mark A. Vieira, su papel en Flesh and the Devil la convirtió en una estrella internacional, mientras que Gottlieb creía que el éxito de la película la había ungido como una estrella principal, un título que nunca se dejó arrebatar, y la revista National Board of Review la aclamó como «un símbolo sexual y de glamur». A pesar de su tercer éxito consecutivo, se negó a conceder entrevistas y evitó a la prensa, aunque su contrato le exigía mantener relaciones con los medios. Después del estreno, los fanes de Garbo enviaron 5000 cartas por semana a la oficina de MGM exigiendo que volviera a aparecer con Gilbert en la pantalla grande.

#### Renovación del contrato de MGM

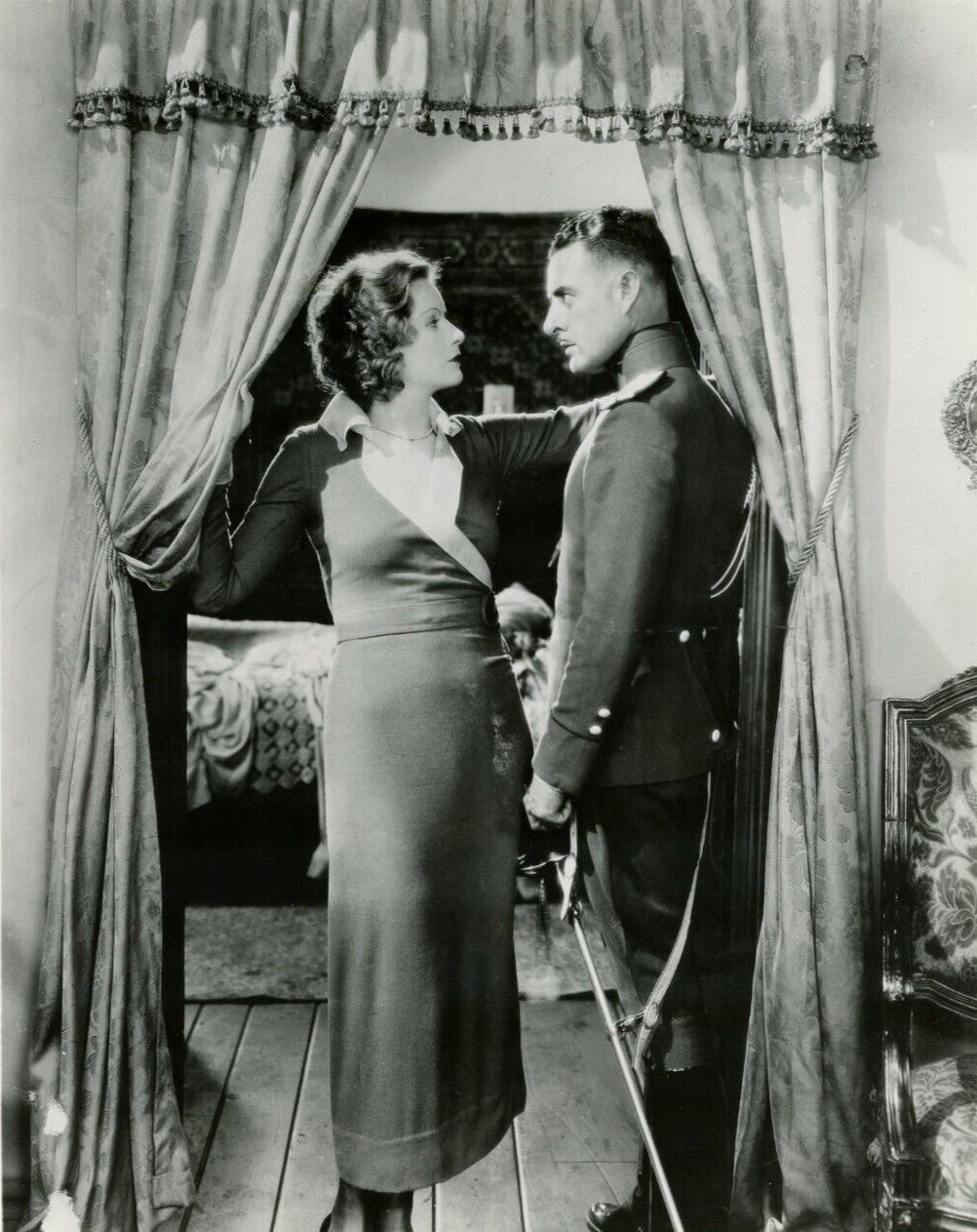
Greta Garbo y John Gilbert en el melodrama mudo Love (1927).

Las relaciones de Garbo con MGM se deterioraron después de que rechazara el papel principal en el melodrama Women Love Diamonds (1927, dirigida por Edmund Goulding). Mayer, irritado por su arrogancia, amenazó con retenerle el salario y deportarla. Garbo se fue y su paradero se mantuvo en secreto, lo que a su vez dio lugar a mucha especulación en la prensa y las autoridades de MGM la suspendieron y dejaron de pagarle su salario. El 6 de marzo de 1927, envió un telegrama al departamento jurídico del estudio acusando a Mayer de hostigamiento y en él, acusaba a la dirección de la MGM de presentarla desfavorablemente ante la prensa, así como de tener una agenda demasiado rigurosa, que suponía que apareciera en tres películas al año sin descansos (los periódicos publicaban caricaturas de ella como una sueca codiciosa con un puñado de dólares americanos en la mano).
Harry Edington, quien se convirtió en el agente de Garbo, se involucró en las negociaciones. Una disputa de meses con MGM terminó el 1 de junio cuando Garbo firmó un nuevo contrato de cinco años que implicaba, de acuerdo con su voluntad, aparecer en dos películas (MGM tampoco tenía derecho a contratarla para apariciones adicionales sin su consentimiento previo). A diferencia de la mayoría de los acuerdos, el contrato garantizaba que a Garbo se le pagaría un salario independientemente de si trabajaba o no. Como afirmó Swenson, MGM no logró someterla o subordinarla porque «el deseo tradicional de ser el centro de atención no dominaba los sentimientos de Greta sobre su trabajo».

#### Love

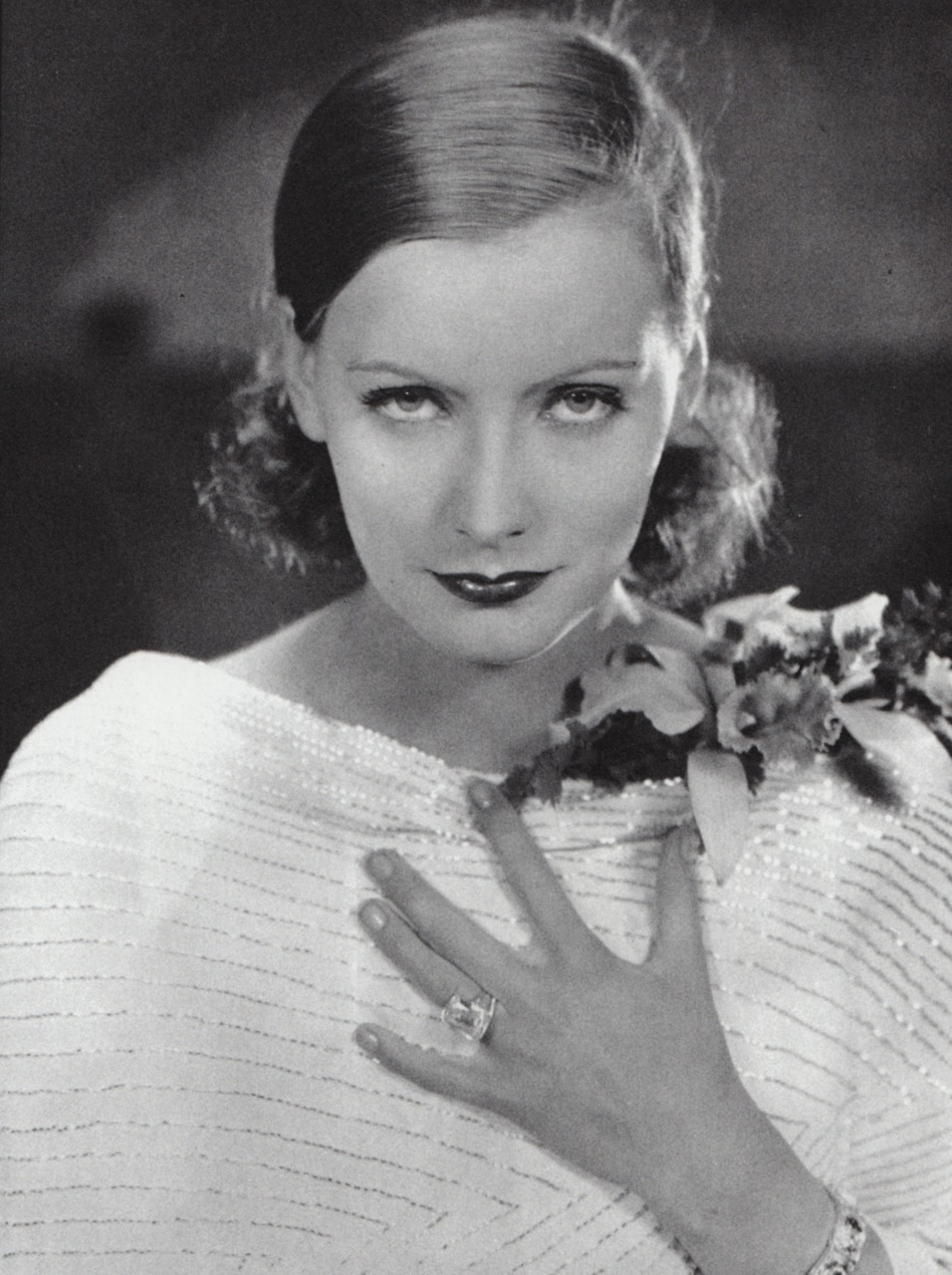
Greta Garbo en Wild Orchids (1929), retratada por Ruth Harriet Louise para los estudios Metro-Goldwyn-Mayer.

Love (1927, dirigida por Dimitri Buchowetzki) fue una adaptación de la novela homónima de León Tolstoi. Después de que se hubieran rodado la mayoría de las escenas, la producción de la película se suspendió debido a problemas de salud de Garbo (se sospechó erróneamente que tenía anemia perniciosa, una complicación de la gastroenteritis). La dirección de MGM, al considerar inadecuado el material grabado, suspendió la producción y decidió buscar un nuevo director y reemplazar a todo el elenco. El rodaje se reanudó en junio con Edmund Goulding seleccionado como director y a Garbo una vez más asociada a Gilbert en el papel principal femenino. Tres escenas donde aparecía con Philippe De Lacy (que interpretaba a Seryozha, el hijo del personaje principal) fueron objeto de una extensa censura (incluidas tomas de besos en la boca). Mordaunt Hall escribió en The New York Times que «la señorita Garbo puede levantar la cabeza una fracción de pulgada y el gesto significa más que la sonrisa falsa de John Gilbert», y Variety predijo que «los dos están en camino de convertirse en el dúo más taquillero que este país haya visto jamás». Love, a pesar de ser criticada por tomar poco de la novela de Tolstoi, fue la cuarta película muda más taquillera en la historia de MGM.
Aprovechando la cláusula del contrato que contemplaba, entre otras cosas, el derecho a elegir guiones, directores y compañeros de pantalla, manifestó su disposición a realizar una versión cinematográfica de la obra Starlight de Gladys Buchanan Unger, que originalmente pretendía presentar la historia de la actriz francesa Sarah Bernhardt. Eligió por voluntad propia a Victor Sjöström para dirigir y a Lars Hanson para interpretar el papel principal masculino. En su opinión, la película debía ser «una producción completamente sueca» y en ella, interpretó a Marianne, la hija de una anciana cortesana parisina (Dorothy Cumming), quien, a pesar del éxito en el teatro y de muchos altibajos, elige una vida con un pobre pero apasionado soldado-desertor, Lucien (Hanson). También fue la primera producción en la que su nombre apareció encima del título. El melodrama The Divine Woman (1928) recibió críticas mixtas y algunos enfatizaron la particular técnica cinematográfica de Garbo que perpetuaba con su personalidad y estilo. A pesar de disfrutar de su quinto éxito consecutivo en MGM, volvió a evitar los preestrenos. «Aunque [la película] no se conservó en la mente de la gente por mucho tiempo, un adjetivo permaneció con Garbo por el resto de su vida: "divina"», escribió Swenson.

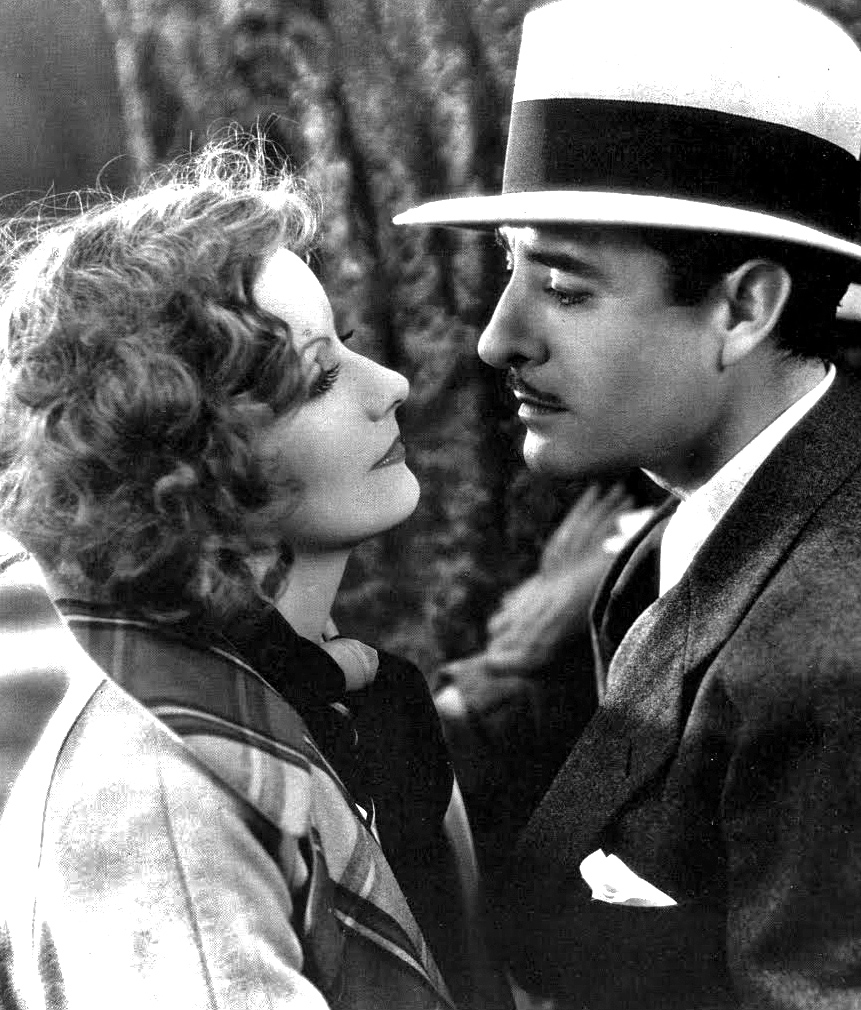
Greta Garbo y John Gilbert en A Woman of Affairs (1929), que fue su tercer proyecto juntos y la convirtió en la actriz más taquillera de la MGM de la temporada 1928/1929.

La trama del melodrama de espías The Mysterious Lady (1928, dirigida por Fred Niblo), basada en la novela Walk in the Dark de Ludwig Wolff, se centra en un oficial de inteligencia austríaco (Conrad Nagel) que se enamora de una espía rusa (Garbo). No aceptó que Gilbert desempeñara el papel principal con ella, las críticas de la película fueron mixtas y la opinión predominante fue que Garbo y Nagel no eran adecuados el uno para el otro como dúo en pantalla. Life elogió la obra de Niblo, que «la dirige [a Garbo] con imaginación y sensibilidad». Betty Colfax escribió a través del New York Graphic: «La señorita Garbo posa para los primeros planos como ninguna otra estrella de Hollywood. Supera los obstáculos de un vestuario horrible, los pies grandes y las caderas anchas con una actuación hábil que, aun así, le da clase».

#### A Woman of Affairs

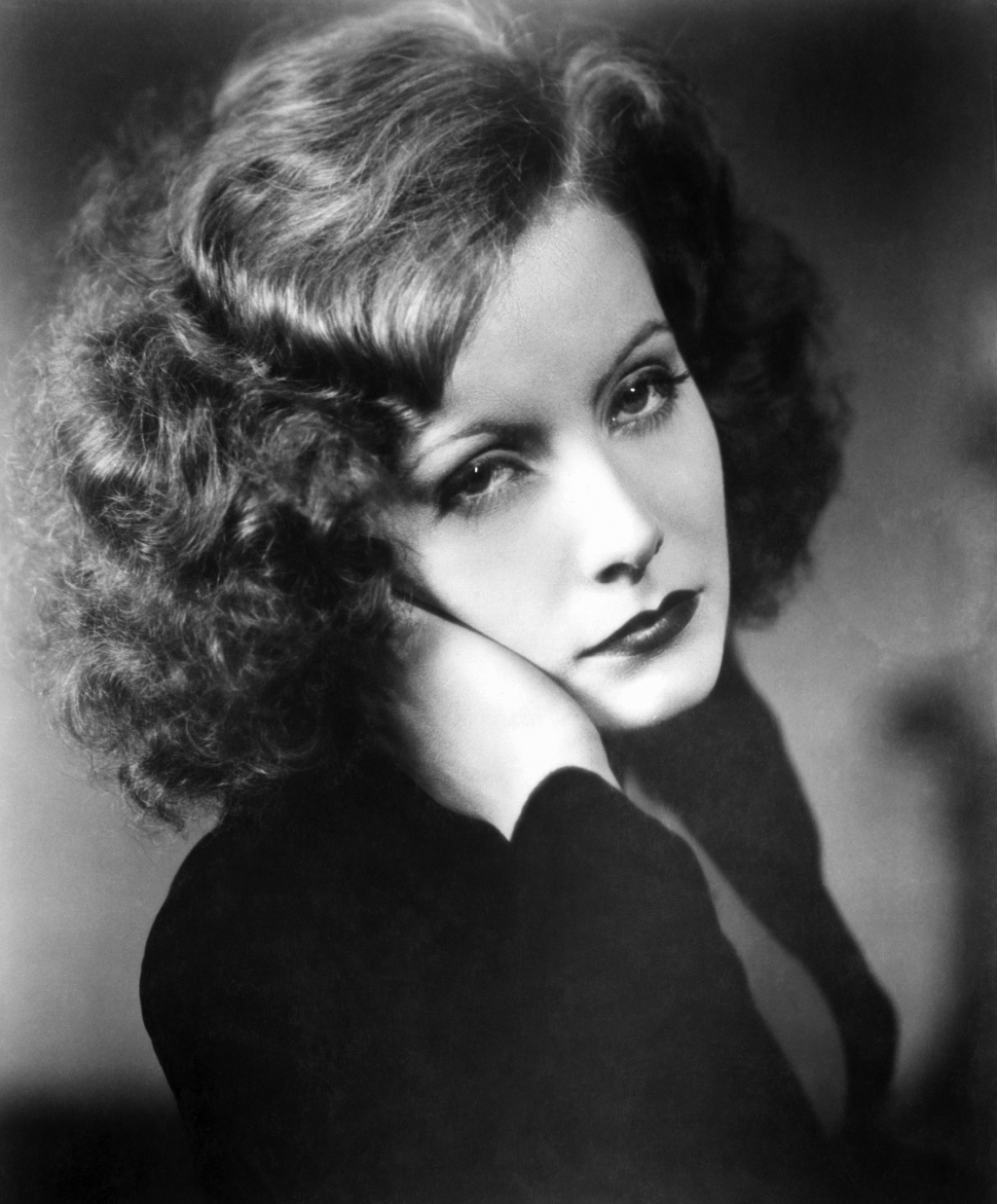
Greta Garbo en 1928, retratada por Ruth Harriet Louise.

A instancias suyas, MGM compró los derechos cinematográficos de la novela The Green Hat de Michael J. Arlen de 1924. Debido a una serie de inquietudes planteadas por la oficina de William H. Hays, después de dos años de negociaciones, Thalberg cambió el título a A Woman of Affairs y eliminó las referencias a Arlen y The Green Hat de los créditos y materiales publicitarios. «[Garbo] fue la única actriz que pudo superar a los censores puritanos con material sobre una mujer que "arde de amor"», escribió Swenson. Eligió a Gilbert para el papel principal masculino, y ambos fueron acompañados por Douglas Fairbanks, Jr.. La película, dirigida por Brown, recibió críticas favorables; Pare Lorentz escribió en Judge que «[Garbo] manejó las escenas largas, melancólicas y a veces hermosas con más gracia y sinceridad como nunca antes». Variety la describió como su «mejor película en mucho tiempo. Pero se habría desmoronado sin su elocuente actuación». A Woman of Affairs convirtió a Garbo en la estrella de MGM con mayor recaudación de taquilla de la temporada 1928-29, y recibió entre 4 y 5 millones de cartas al mes de parte de sus fanes, pero no contestó ninguna de ellas.
En el drama Wild Orchids (1929, dirigida por Sidney Franklin), basado en la novela Heat de John Colton (Garbo ya había sido contactada para una película basada en la novela mencionada dos años antes), interpretó por primera vez a una mujer estadounidense. La historia se centra en un triángulo amoroso y la acción se desarrolla en una tierra exótica: las selvas de Java. Lillie Sterling (Garbo), la esposa de John (Lewis Stone), intenta seducir al sádico príncipe javanés De Gace (Nils Asther). Algunos espectadores se indignaron con la escena en la que Stone, de 49 años, besa y consuela a Garbo, de 23 años. Los críticos se mostraron divididos respecto a la película; la mayoría creía que ella interpretaba un personaje que no era coherente con su tipo habitual, pero a pesar de eso, Wild Orchids fue una de las películas más taquilleras del año.
Después de completar cuatro meses de rodaje, regresó a Estocolmo; cuando no se presentó a las nuevas filmaciones de A Woman of Affairs y Wild Orchids en diciembre, MGM la suspendió nuevamente y retuvo su salario. Pasaba su tiempo libre con su madre, su hermano, sus amigos y antiguos conocidos del teatro. «Disfrutaba viendo a su madre, a su hermano y a sus viejos amigos, pero estaba aterrorizada por la multitud que la rodeaba, pidiéndole autógrafos, tirando de su ropa, estirando el cuello para ver más de cerca a la gran Garbo», recordó el portavoz de MGM, Howard Strickling. Tenía previsto protagonizar una adaptación teatral de Resurrección de Tolstoi junto a Gösta Ekman (para la que ensayó con John W. Brunius), pero se retiró antes del ensayo general. También consideró hacer un cameo como prima donna en un musical de Karl Gerhard, pero regresó a los Estados Unidos en marzo a bordo del SS Drottningholm.
Terminó el año 1929 apareciendo en dos producciones. En la primera, Thalberg y su equipo de producción –en referencia a la declaración de Garbo de que quería interpretar a «mujeres que sean encantadoras, interesantes, naturales y que sean ellas mismas»– la eligieron para el melodrama The Single Standard de Adela Rogers St. Johns (dir. John S. Robertson) con Nils Asther. A pesar de las críticas mixtas, fue un éxito de taquilla. En The Kiss (dirigida por Jacques Feyder), basada en una historia original de Feyder (figuró como George M. Saville), interpretó a Irene Guarry, una mujer dentro de un matrimonio infeliz que tiene aventuras con dos hombres rivales. Una secuencia de acontecimientos la lleva a terminar en el banquillo de los acusados por cargos de asesinato y sus compañeros fueron Conrad Nagel y Lew Ayres. La película de Feyder, a pesar de estrenarse diecisiete días después de la caída de la bolsa, recaudó 448 000 USD, convirtiéndose en la tercera película más taquillera de Garbo hasta la fecha. Screenland escribió: «La encantadora sueca levanta esta historia promedio sobre sus magníficos hombros y hace de The Kiss una película que vale la pena ver». En 1929, el crítico Pierre de Rohan escribió en el New York Telegraph: «Tiene un glamour y una fascinación por ambos sexos que nunca han sido igualados en la pantalla».
El impacto de la actuación y la presencia cinematográfica de Garbo la consolidaron rápidamente como una de las mejores actrices de Hollywood. El historiador y crítico de cine David Denby argumentó que Garbo introdujo una sutileza expresiva en la técnica de la actuación muda y que su efecto en el público fue innegable. «Agacha la cabeza para parecer calculadora o hace vibrar los labios», dijo. «Su rostro se oscurece con una ligera crispación alrededor de los ojos y la boca; registra una impresión fugaz con una contracción de las cejas o la caída de los párpados. Todo giraba en torno a sus movimientos». Durante ese período, Garbo comenzó a exigir condiciones inusuales durante el rodaje de sus escenas. Prohibió la entrada de visitantes a sus sets, incluidos los jefes de producción, y exigió que la rodearan pantallas para evitar que los extras y técnicos la observaran. Cuando se le preguntó sobre esas excéntricas exigencias, dijo: «Si estoy sola, mi cara hace cosas que de otra manera no podría hacer».
A pesar de su condición de estrella del cine mudo, el estudio temía que su acento sueco pudiera perjudicar su trabajo en el cine sonoro y retrasó el cambio lo más posible. La propia MGM fue el último estudio de Hollywood en convertirse al cine sonoro y la última película muda de Garbo, The Kiss (1929), también fue la del estudio. A pesar de los temores, Garbo se convertiría en uno de los mayores atractivos de taquilla de la década siguiente.

### Década de 1930

#### Anna Christie

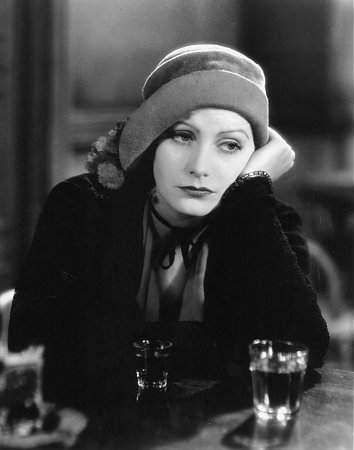
Garbo en la película sonora Anna Christie (1930).

Inicialmente, MGM quería que interpretara a Juana de Arco, pero los problemas para adquirir los derechos cinematográficos hicieron que la idea fuera abandonada. A finales de 1929, comenzó a trabajar en su primera película sonora, el drama pre-code Anna Christie (1930, dirigida por Clarence Brown), una adaptación de la obra de teatro homónima de Eugene O'Neill. Se negó a tomar lecciones de dicción y canto y, según el informe, como parte de su preparación y ensayo, se le pidió que realizara tres escenas de prueba frente a la cámara y con un micrófono: el monólogo de Margarita del Fausto de Johann Wolfgang von Goethe en alemán, la canción «Solvieg» de Peer Gynt de Ibsen en sueco y la escena alocada de Ofelia del Hamlet de William Shakespeare en inglés. Expresó una gran preocupación por la nueva tecnología: estaba convencida de que compartiría el destino de otras estrellas del cine mudo, como Clara Bow y Nita Naldi, cuyas carreras se derrumbaron con la introducción del sonido. Insegura de cómo sonarían sus líneas en inglés, pidió a MGM que hiciera una versión en alemán de la película (1930, dirigida por Jacques Feyder) en caso de que a los estadounidenses no les gustara la versión en inglés. La película, un hito en la historia de MGM, fue anunciada con el eslogan «¡Garbo habla!».

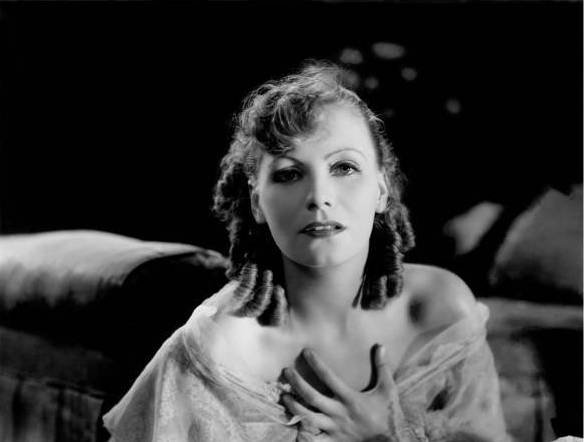
Garbo en Romance (1930).

Interpretó el papel de Anna, quien, violada por su primo, se ve obligada a prostituirse. Al regresar con su padre (George F. Marion), encuentra algo de paz y conoce a un marinero, Matt (Charles Bickford), por quien comienza a sentir algo. Todo el elenco, excepto Garbo, estuvo presente en el estreno en Hollywood el 22 de enero de 1930. Richard Watts Jr. escribió en el New York Herald Tribune: «Su voz emergió como una contralto baja, áspera y gutural, que aprovecha plenamente ese encanto poético que hizo de esta distante dama sueca una distinguida actriz de cine». Anna Christie resultó ser la película más taquillera de 1930 en la boletería estadounidense, recaudó más de un millón USD y rompió récords de taquilla en sus primeras tres semanas en el Teatro Capitol.
Luego, comenzó a trabajar en el melodrama Romance (1930, dirigido por Clarence Brown), basado en la obra de Edward Sheldon de 1913, al que se acercó con reticencia.  Inicialmente eligió a Gary Cooper como el personaje masculino principal, pero Paramount Pictures no estuvo de acuerdo con su participación en la producción, así que después de ver el material de la prueba de cámara de Gavin Gordon, aceptó su participación. El estreno tuvo lugar el 25 de abril y por su interpretación de la soprano italiana Rita Cavallini, recibió críticas favorables: Mordaunt Hall elogió sus expresiones faciales y sus «movimientos elegantes», y Norbert Lusk admitió en Picture Play que la actuación de Garbo fue «pura belleza, una combinación inspiradora de brillantez mental y sentimentalismo». Richard Corliss de Time criticó Romance diciendo que era la única película de Garbo que carecía un poco del dramatismo o del encanto en pantalla que la habría salvado.
Las críticas mixtas no restaron valor al éxito de la película, que, a pesar de una pequeña campaña de publicidad, atrajo a la mayor multitud desde Anna Christie al Teatro Capitol. Garbo no estaba contenta con su papel y con su intento de fingir un acento italiano. Por sus papeles en Anna Christie y Romance, recibió su primera nominación al Premio de la Academia en la categoría de Mejor Actriz en un Papel Protagónico, perdiendo ante Norma Shearer (quien ganó por su actuación en el drama biográfico The Divorcee; dirigida por Robert Z. Leonard).

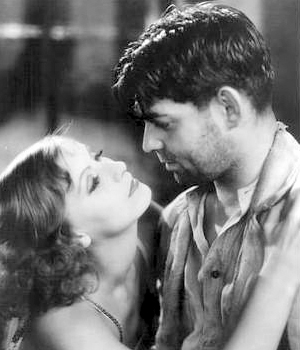
Garbo junto a Clark Gable en Susan Lenox (1931).

A mediados de octubre comenzó a trabajar en el rodaje de la película Inspiration (1931, dirigida por Clarence Brown). Una versión moderna del guion, basada en la novela Safo de Alphonse Daudet, describía el destino de una parisina, Yvonne Valbret (Garbo), una mujer mantenida que inspiró a los artistas, poetas, escritores y escultores más talentosos de Francia. Su compañero de pantalla fue Robert Montgomery (como André Montell), quien inicialmente presumió de trabajar con Garbo, pero ella se negó a trabajar con él nuevamente porque arruinaba constantemente sus escenas amorosas. También tuvo una relación conflictiva con el director, incluso respecto al cronograma de ensayos y el guion. La película recibió críticas mixtas, aunque la actuación de la actriz fue reseñada favorablemente. Paris llamó a Inspiration «un calco desvergonzado» que más bien debería llamarse Romance II: «Rara vez el atractivo sexual ha sido tan artificial, el drama tan aburrido, el diálogo tan acartonado».
Después del estreno (Inspiration recaudó un millón USD), temiendo ser eclipsada por Marlene Dietrich (fue catalogada como la solución de Paramount a Garbo), consideró mudarse a Suecia de manera permanente (hubo especulaciones en la prensa de que planeaba retirarse de la actuación).
En 1931, MGM la contrató para protagonizar el melodrama Susan Lenox (dirigido por Robert Z. Leonard), basado en la novela de David Graham Phillips. Inicialmente quería contratar a Brown como director, pero el cineasta se negó debido a los conflictos en torno a Inspiration. El papel principal masculino fue interpretado por Clark Gable (era escéptico acerca de trabajar con Garbo, temiendo que los críticos lo recordaran sólo como un compañero de pantalla). La producción fue problemática: 22 escritores trabajaron en el guion y Garbo abandonó el set seis veces. Swenson describió la película, en la que interpretó a una prostituta por tercera vez en dieciocho meses, como «una historia oscura de una mujer que fue víctima de una "manada de lobos"», y una parte significativa de la trama fue el motivo de la fuga y la reintroducción de la idea del destino que empuja a sus personajes hacia un final infeliz. «Cada vez más, el "destino trágico" de Garbo adquiría un significado mayor en sus películas dramáticas, asumiendo literalmente el papel de un tercer personaje en la historia», argumentó.
Las críticas escépticas durante la proyección previa al estreno llevaron a MGM a ordenar nuevas filmaciones. Al igual que con Inspiration, las críticas de la película fueron mixtas, incluyendo lo absurdo del guion. Garbo recibió reseñas en su mayoría positivas, aunque Mordaunt Hall criticó su actuación, diciendo que «se estrenó sobre una adaptación cinematográfica basada en la novela de David Graham Phillips que salió mal». Variety, comparando su papel en Anna Christie con el de Susan Lenox, escribió que «[Garbo] una vez más logra el efecto actoral de provocar y confundir a la audiencia». Las ganancias de la película se estimaron en 806 000 USD en Estados Unidos y 700 000 USD en el mundo.

#### Mata HariyGrand Hotel

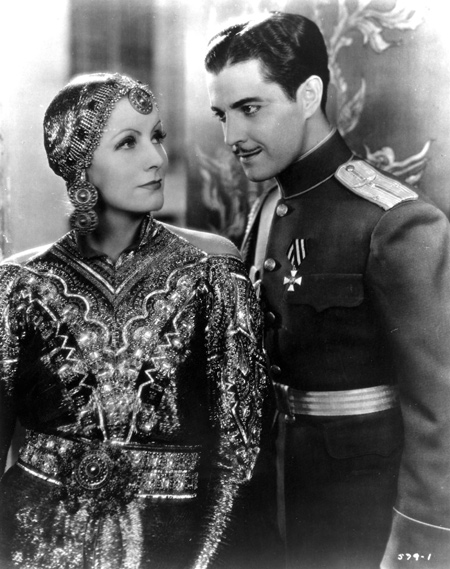
Garbo y Ramón Novarro en un fotograma de Mata Hari (1931).

La colaboración positiva entre Garbo y Gable llevó a Mayer y Thalberg a querer contratar nuevamente a los dos actores para la comedia romántica Red Dust (1932, dirigida por Victor Fleming), pero Gable no quería aparecer de nuevo en segundo lugar y el papel de Vantina Jefferson le fue otorgado a Jean Harlow. Aunque Romance, Inspiration y Susanna Lenox lograron éxito de taquilla, Gottlieb dijo que eran «películas poco ambiciosas» y MGM decidió limitar el número de películas protagonizadas por Garbo, quien comenzó a trabajar en el melodrama de espionaje Mata Hari (1931, dirigida por George Fitzmaurice), interpretando al personaje principal. Sus compañeros de elenco fueron Ramón Novarro y Lionel Barrymore; el primero expresó su entusiasmo por la oportunidad de actuar juntos y aceptó un salario bajo.
En opinión de Bret, fue «la producción más basura que Garbo haya protagonizado jamás», y su parecido con la historia real de Mata Hari era insignificante. En su estreno, la película recibió críticas promedio, pero resultó ser un éxito, generando para MGM ingresos de recaudación estimados de 879 000 hasta 906 000 USD. «Es sorprendente que una película por la que Garbo sentía poco afecto, y que hizo más o menos para divertirse, se convirtiera en el mayor éxito de su carrera hasta la fecha», escribió Swenson. Screen Book reconoció la actuación de Mata Hari como la mejor de toda su obra y Mary Cass Canfield, de Theatre Arts Monthly, acusó a Garbo de actuar como si fuera sonámbula y la llamó «un maniquí al que no le importa nada».

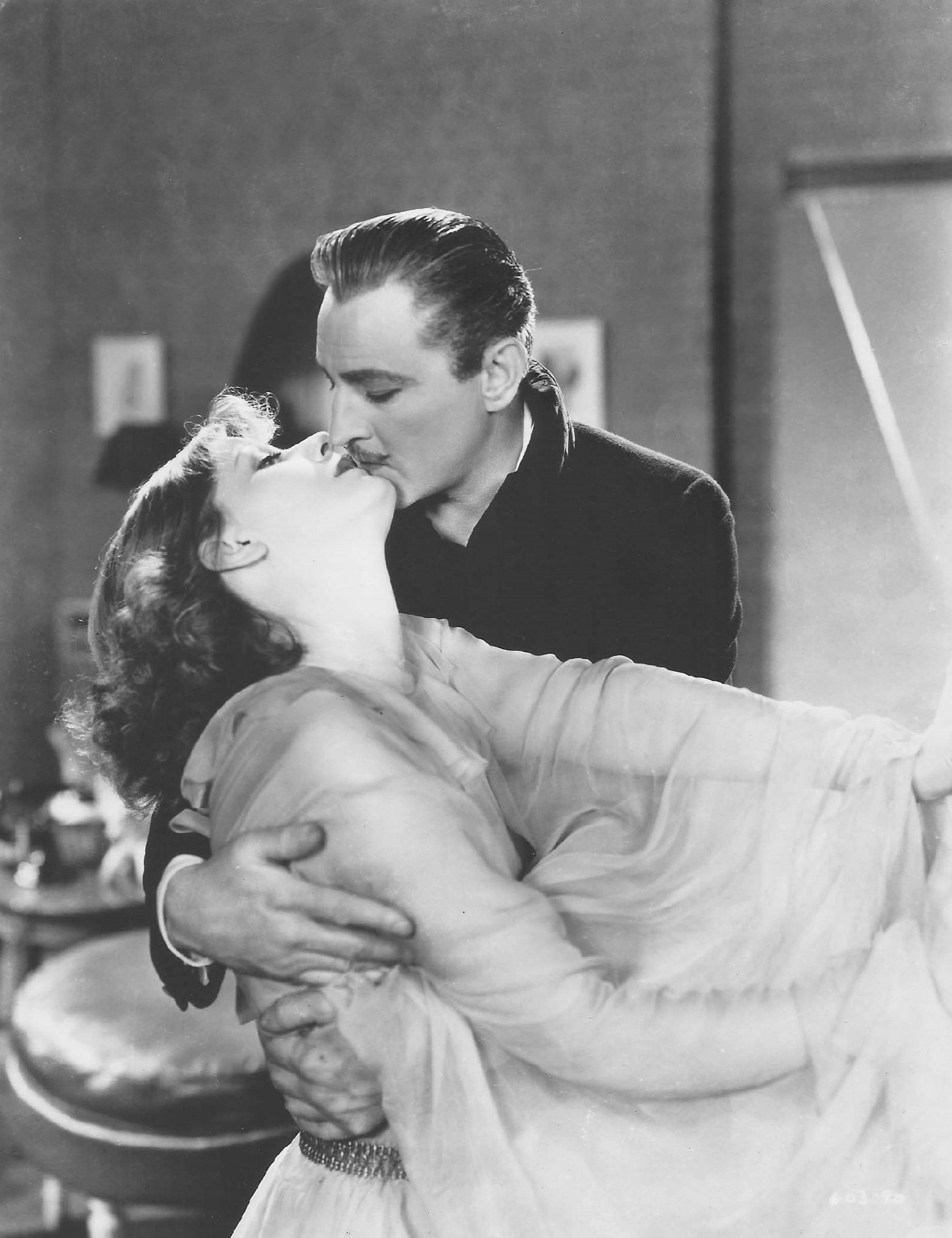
Garbo y John Barrymore en Grand Hotel (1932).

En 1930, Thalberg, pensando en la actriz, compró por 13 500 USD los derechos de la adaptación cinematográfica de la novela Grand Hotel de Vicki Baum. Después del exitoso estreno de la obra en Broadway, pagó 35 000 USD más y adquirió todos los derechos para hacer la película, que –en opinión de Swenson–, era «la más representativa de su supremacía [de Garbo] como icono del cine». Cuando fue elegida para interpretar a la olvidada bailarina georgiana, John Barrymore y su hermano Lionel, Jean Hersholt, Lewis Stone, Wallace Beery y Joan Crawford se unieron al proyecto. Bajo la amenaza de retirarse de la película, Garbo se negó a hacer escenas con Crawford, por temor a que intentara eclipsar su papel en la pantalla. Cuando Mayer y Baum llegaron al set, detuvo sus escenas y se negó a seguir actuando. El melodrama Grand Hotel (1932, dirigida por Edmund Goulding) despertó un gran interés el día de su estreno, que tuvo lugar en el Grauman's Chinese Theatre con la asistencia de una amplia gama de estrellas de la pantalla. Según Bret, fue el acontecimiento más importante del mundo del espectáculo en 1932 y más de 25 000 personas se reunieron en las puertas del cine para saludar al equipo de filmación. Cuando se anunció en una broma organizada por Will Rogers que Garbo también había llegado al estreno, se desató un alboroto entre la multitud. Cientos de reporteros y fotógrafos acudieron al escenario, donde resultó que Beery estaba disfrazada de la actriz.
El tono de las críticas fue en general favorable; John Mosher de The New Yorker admitió que Garbo «domina toda la película, devolviendo a los demás actores al nivel de meros intérpretes básicos». Baum también expresó una opinión favorable, la película ganó el Premio de la Academia a la Mejor Película y fue, junto con Mata Hari, la producción de MGM de mayor recaudación de la temporada 1931-32 (recaudó 2594 millones USD), lo que llevó a que se hiciera referencia a Garbo como «la mayor máquina de hacer dinero en la pantalla».
Luego de ver la obra de Luigi Pirandello protagonizada por Judith Anderson, expresó su deseo de que la adaptaran para la gran pantalla. Thalberg eligió a Melvyn Douglas y Owen Moore para los papeles principales y, a instancias suyas, a Rafaela Ottiano y Erich von Stroheim (su contratación fue cuestionada y Garbo amenazó con parar su trabajo si lo despedían). Ahí, interpretó a Zara, una cantante de cabaret amnésica que perdió la memoria debido al shock sufrido durante la Primera Guerra Mundial. Junto con un conde italiano que finge ser su marido (Douglas), va a Florencia para recuperar ahí su memoria. La producción del drama As You Want Me (1932, dirigida por George Fitzmaurice) fue caótica y problemática; algunos de los actores se quejaron del «escenario y guion confusos». Bret escribió que «si dejamos afuera a Garbo y a él [Douglas], las actuaciones de los actores se ven disminuidas, y sus gestos a menudo tienen una conexión tan ambigua con la acción que realizan que todo tiene la sensación de una película mal editada del período del cine mudo».

#### Extensión del contrato de MGM

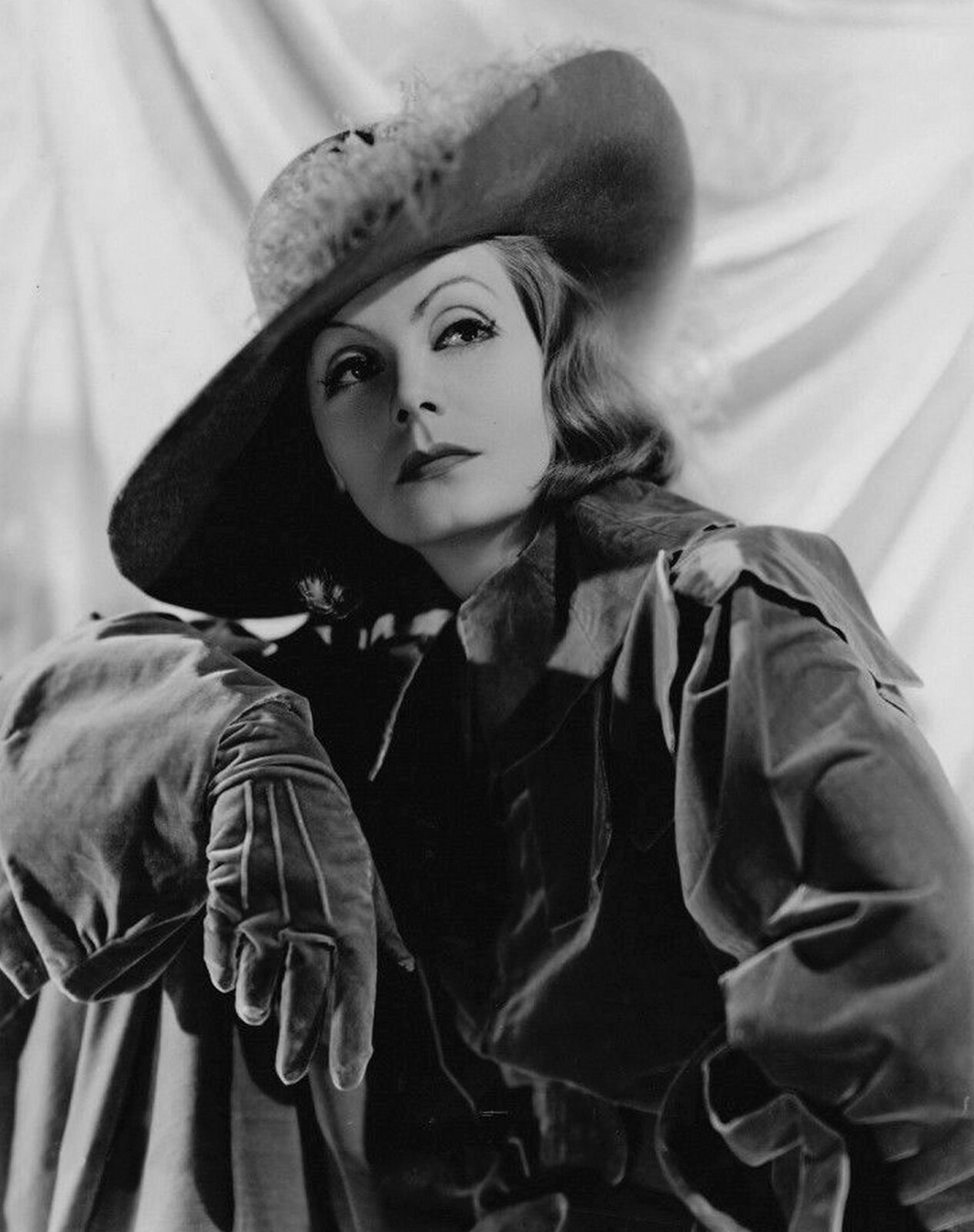
Garbo como Cristina de Suecia en la película Queen Christina (1933).

La cuestión de si firmaría un nuevo contrato con MGM o si regresaría a Suecia de forma permanente fue un tema mediático. Aunque insinuó públicamente que pronto dejaría Hollywood, entre bastidores Edington discutía la posibilidad de trabajar con Joseph Schenck de United Artists, y el abogado neoyorquino de Garbo le pasó una oferta de Paramount a su agente. El 8 de julio de 1932, extendió su contrato con MGM, que le garantizaba plena autonomía, por dos producciones cinematográficas más con un salario de 250 000 USD cada una. En virtud de una cláusula del 4 de febrero de 1933, se le dio la oportunidad de elegir a su director y compañero de pantalla, y el contrato obligaba a MGM a establecer una productora especial para ella, Canyon Productions (liquidada el 12 de agosto de 1934), gracias a la cual podía decidir su propio horario de trabajo. Los detalles de las negociaciones y la firma del contrato se mantuvieron en estricto secreto. El estudio quería crear suspenso para su próxima película y evitar que otras estrellas exigieran términos similares (los detalles del contrato no se revelaron durante casi medio siglo).

#### Queen Christina
Después de firmar el contrato, viajó a Suecia durante nueve meses y en su tiempo libre estudió el guion de su próxima película, el drama histórico biográfico Queen Christina (1933, dirigida por Rouben Mamoulian). Luego de encarar el proyecto con gran entusiasmo, como parte de sus preparativos, visitó la Biblioteca Nacional de Suecia, los castillos de Tistad y Uppsala, y preparó, entre otras cosas, notas y bocetos de interiores, vestuarios y museos nacionales de arte e historia. Gilbert fue elegido para el papel principal masculino, reemplazando al originalmente elegido Laurence Olivier. La MGM no quiso aceptar su postulación por temor a que el declive de la carrera del actor se tradujera en pérdidas económicas (otra razón fue el conflicto entre él y Mayer).

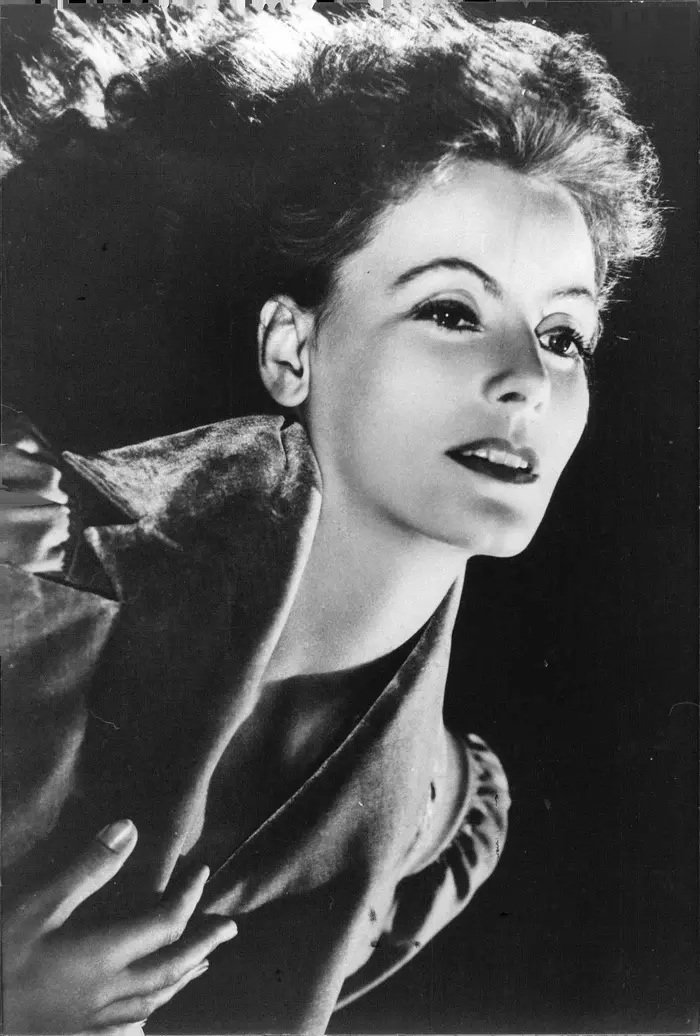
Garbo en 1934.

Antes de su estreno, la película generó preocupación en el administrador de la oficina de Will H. Hays, Joseph Breen, y su personal, quienes se negaron a certificar Queen Christina. La escena en la posada del pueblo despertó oposición y MGM cortó algunas otras para cumplir con las recomendaciones de los censores de Nueva York, y lanzó la película sin el sello del Código de Administración de Producción (PCA). MGM apeló a un jurado de tres personas, de acuerdo con las reglas de la PCA, que aprobó la película después de una proyección especialmente organizada el 11 de enero de 1934 y los tráileres aparecieron con el lema «Garbo ha vuelto».
Tras su estreno el 26 de diciembre en el Teatro Astor de Nueva York, recibió críticas favorables, y los críticos suecos destacaron que Garbo era carismática y convincente en el papel de la reina Cristina. The New Yorker escribió que «Queen Christina es la película de la temporada, y Garbo ofrece una actuación magnífica», mientras que Photoplay la elogió por su «magnífico regreso a la pantalla» y por su «misterio insondable». Sin embargo, la Liga Nacional de la Decencia solicitó sin éxito que su nombre se añadiera al «libro de denuncias» de la oficina de Hays. Queen Christina fue un éxito de taquilla, colocándola en tercer lugar en los logros cinematográficos de Garbo hasta la fecha, después de Mata Hari y Grand Hotel. Los ingresos generados fueron de 767 000 USD en Estados Unidos y 1 843 000 USD en el exterior, resultando en ganancias para MGM de 632 000 USD. El papel principal fue, según Paris, «probablemente [su] mejor y ciertamente el más cercano a su interior».
Los biógrafos destacaron que después de sus papeles como damas del inframundo, mujeres fatales y adúlteras, su actuación en Queen Christina la elevó a niveles artísticos sin precedentes y la convirtió en la «reina indiscutible de Hollywood» y un «icono sagrado». En 1934, actuó en el melodrama The Painted Curtain (dirigido por Ryszard Bolesławski), una versión cinematográfica de la novela de William Somerset Maugham de 1925. Entre sus coprotagonistas se encontraban Herbert Marshall y George Brent, e interpretó a Katherina Koerber Fane, la esposa insatisfecha del doctor Walter Fane (Marshall), quien la lleva con él a China para realizar un trabajo médico misionero. La película, que Garbo calificó de «inservible», recibió críticas en su mayoría negativas y obtuvo pocas ganancias en taquilla.

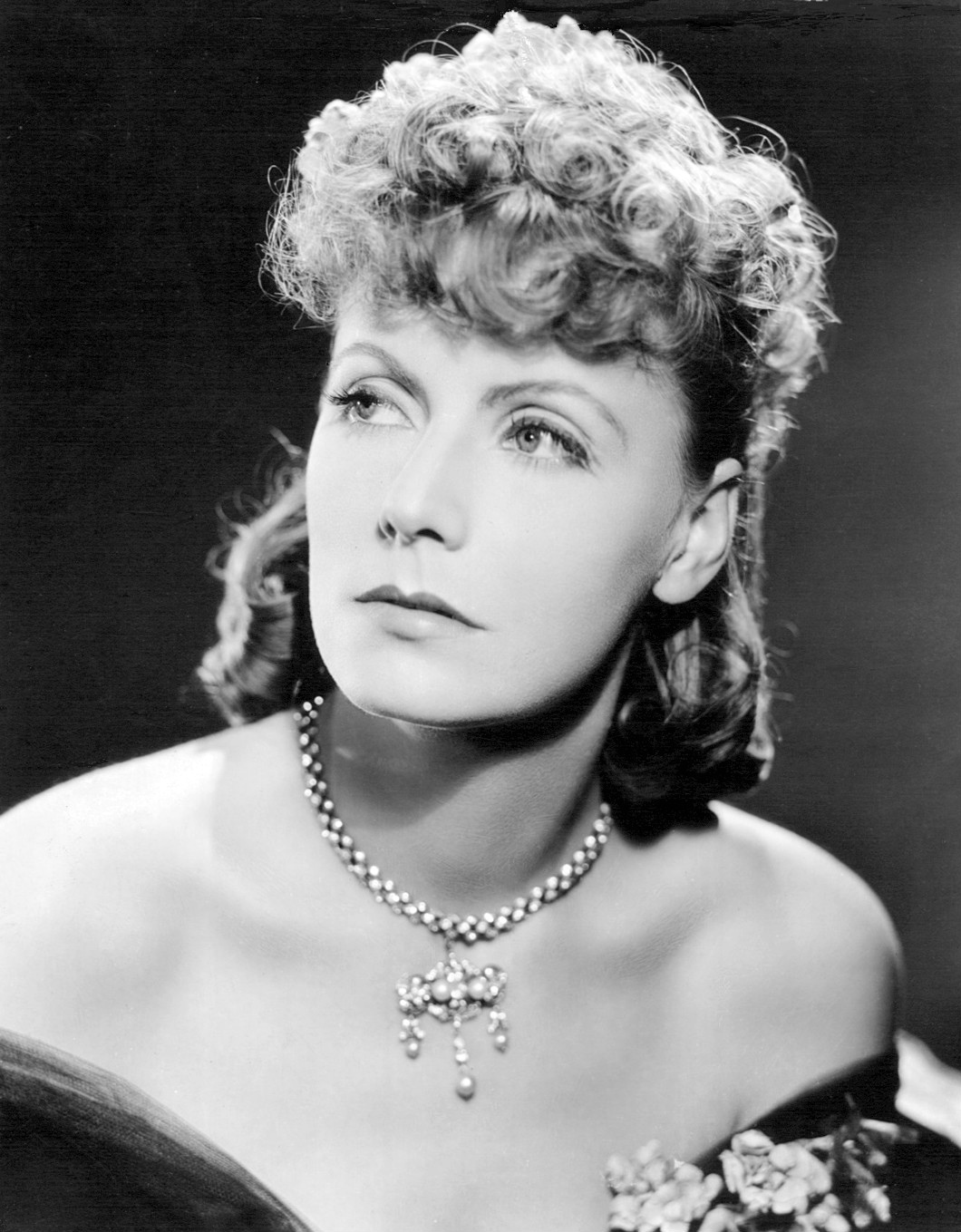
Garbo en Anna Karenina (1935).

Mientras filmaba The Painted Curtain, MGM comenzó a hacerle ofertas para otro contrato. En esa época, la imagen pública de Garbo estaba perdiendo interés entre los estadounidenses que, cansados de la Gran Depresión y exigiendo mensajes más positivos en las películas, centraban cada vez más su atención en artistas locales como Bing Crosby, Fred Astaire, Ginger Rogers, Jeanette MacDonald, Nelson Eddy y Shirley Temple, y la posición desventajosa de Thalberg en MGM la obligó a trabajar con David O. Selznick.

#### Anna Karenina
El 23 de octubre de 1934, firmó un contrato con MGM para aparecer en una película y en aquel momento su salario rozaba una suma récord de 275 000 USD. A petición de la actriz, Selznick sirvió como productor de la nueva versión de 1927 de Anna Karenina. Fredric March, que interpretó al conde Wronski, inicialmente rechazó el papel en la película, expresando su creencia de que toda la atención de los críticos y el público se centrarían en Garbo. Para desanimarlo (March había intentado sin éxito tener una aventura con ella), Garbo se ponía un trozo de ajo en la boca antes de cada escena de amor (eso también podría haber sido como resultado de su nueva dieta). El resto del reparto lo completaron Basil Rathbone, Maureen O'Sullivan y Freddie Bartholomew. La producción y el desarrollo del guion estuvieron a cargo de la estricta supervisión de Breen en PCA.
Anna Karenina, dirigida por Brown –que sustituyó a George Cukor–, recibió el premio Copa Mussolini a la mejor película extranjera en el 3º Festival Internacional de Cine de Venecia y Garbo fue galardonada con el premio del Círculo de Críticos de Cine de Nueva York a la mejor actriz. En la prensa predominaron las críticas positivas, aunque resaltaron la intromisión de la censura, que provocó que la historia careciera de dinámica y tensión sexual. Para Eileen Creelman de The New York Sun, el papel de Anna Karenina le permitió a la actriz regresar a «su particular mundo de glamour y romance trágico». Photoplay calificó a la película de «débil y aburrida», pero el prodigio de Garbo la elevó al rango de obra maestra. El éxito internacional de Anna Karenina sorprendió a MGM, pero la recaudación bruta de la película (estimada en 320 000 USD) se vio significativamente reducida por el exorbitante salario de la actriz, que la colocó en segundo lugar (después de Gable) en la lista de luminarias de MGM.
Cuando los preparativos para la siguiente producción estaban en marcha, rechazó el papel de la femme fatale inglesa Domini Enfilden (finalmente interpretada por Dietrich) en el drama romántico de aventuras The Garden of Allah (1936, dirigida por Ryszard Bolesławski). El 30 de mayo de 1935, aceptó firmar otro contrato con MGM por dos películas que le garantizaba 250 000 USD por cada una de ellas, tras lo cual tomó un ferry a Suecia para descansar unos meses.

#### Camille

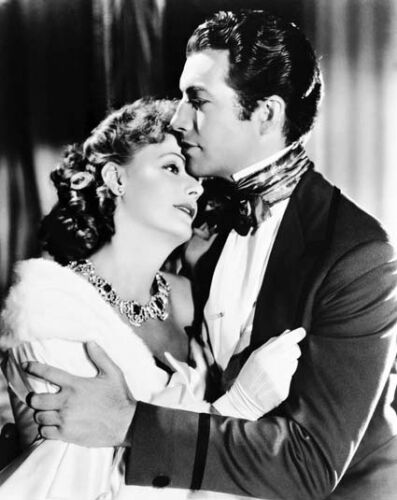
Garbo y Robert Taylor en Camille (1936).

Su siguiente proyecto fue el melodrama Camille (1936, dirigida por George Cukor), basada en la novela homónima de 1848 de Alexandre Dumas (hijo). En ella, interpretó a la cortesana francesa Marguerite Gautier, un papel interpretado anteriormente, entre otras, por Alla Nazimova, Eleonora Duse, Ethel Barrymore, Eva Le Gallienne, Helena Modjeska, Sarah Bernhardt y Tallulah Bankhead. Aunque según Paris ese era el único papel que Garbo quería interpretar y ella misma lo ofreció a la compañía, inicialmente prefirió el proyecto sobre Maria Walewska. Su compañero fue Robert Taylor en el rol de Armand Duvall. James Hilton, Frances Marion y Zoe Akins prepararon una versión modernizada del guion, pero la realización de la película fue un proceso turbulento: Garbo sufrió fuertes dolores menstruales que la llevaron al hospital varias veces. Durante el rodaje, Thalberg murió y el productor fue Bernard H. Hyman, cuyos numerosos cambios se desviaron significativamente de la visión del anterior y «casi hundieron la película», como recordó el asistente David Lewis. Su dolor por Thalberg, según algunos, fue más profundo que por John Gilbert, quien falleció ese mismo año. Garbo había estrechado lazos con él y su esposa, Norma Shearer, y solía pasar por la casa de ambos sin avisar. Las proyecciones previas al estreno, que fueron evaluadas críticamente, obligaron al equipo a volver a filmar varias escenas de la película, a la que Garbo consideró su favorita.
Los críticos volvieron a entusiasmarse con su actuación en sus reseñas: Howard Barnes escribió en el New York Herald Tribune que «[Garbo] domina las sutilezas del personaje incluso mejor que en el pasado, y su modulación vocal ha alcanzado un nuevo nivel». Para Barnes, convirtió a la dama de las camelias en una heroína y un crítico de Variety dijo que «ninguna dama de las camelias fatalmente atractiva ha honrado jamás el escenario o la pantalla tanto como la que Greta Garbo presenta aquí». En opinión de Paris, «Camille fue su primer, último y único papel puramente clásico: su contribución más duradera a la historia del cine, un personaje que ofrece la oportunidad de expresar una gama de emociones sin precedentes». Los ingresos de taquilla combinados de Estados Unidos, Canadá y los mercados extranjeros ascendieron a 2842 millones USD.
Ganó el premio del Círculo de Críticos de Cine de Nueva York a la Mejor Actriz por segunda vez consecutiva y también fue nominada a un premio de la Academia como Mejor Actriz en un Papel Protagónico, pero perdió ante Luise Rainer (que ganó por su actuación en el drama social The Good Earth; dirigida por Sidney Franklin).

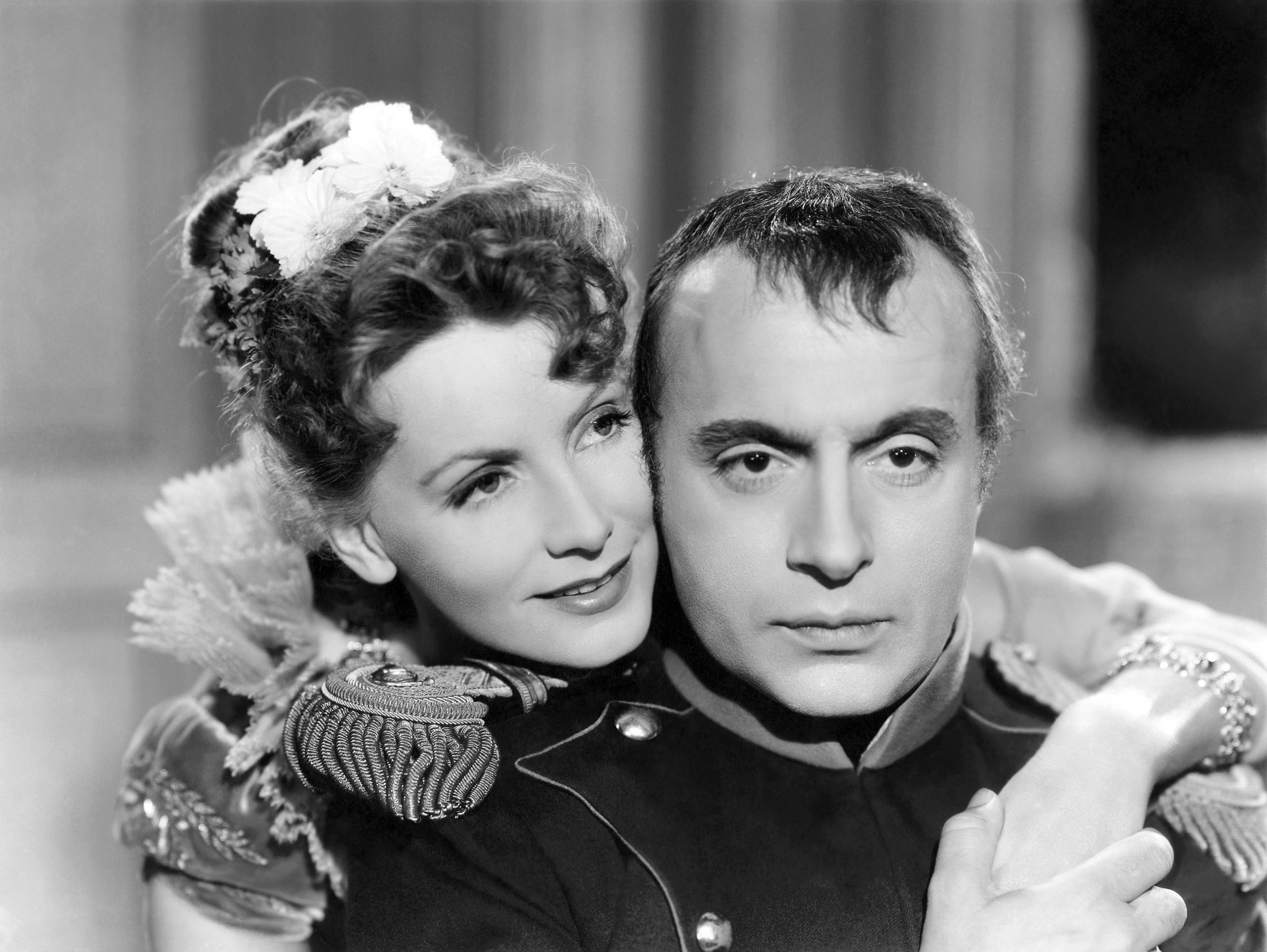
Garbo y Charles Boyer en un fotograma de la película Conquest (1937).

En 1937, apareció en el drama histórico romántico Conquest (dirigido por Clarence Brown) basado en la novela de Wacław Gąsiorowski, interpretando el personaje principal. Para el papel de Napoleón Bonaparte, eligió a Charles Boyer, un francés de origen, aunque según Paris tenía serias dudas sobre la representación del emperador. Cuando se enteró de que Paramount le ofreció a Dietrich 450 000 USD por su participación en la película Knight Without Armour (1937, dirigida por Jacques Feyder), utilizó una cláusula del contrato que le garantizaba 10 000 USD adicionales por semana por cualquier retraso y refilmación de tomas ya grabadas. La prolongada producción y su ausencia del set durante 19 días dieron como resultado una recaudación de 472 000 USD.
La trama presenta el destino de una condesa polaca (Garbo) que, bajo presión y contra su voluntad, entabla un romance con Bonaparte (Boyer). La película de Brown –su séptimo y último proyecto con la actriz– resultó ser la producción más cara de MGM y un fracaso financiero y de crítica; Louella Parsons consideró que la actuación de Boyer eclipsó a Garbo y John Mosher comentó en un tono similar en The New Yorker: «Creo que por primera vez, la pareja de la Sra. Garbo aporta más vida y parece más interesante en la película que ella».  Conquest produjo 1 397 000 USD en pérdidas y en octubre, Garbo partió nuevamente hacia Suecia para descansar y ver a su familia (era la primera vez que salía de Estados Unidos sin un nuevo contrato con MGM).
Impresionada por la actuación de Charles Laughton en la película biográfica Rembrandt (1936, dirigida por Alexander Korda) y de Flora Robson como Isabel I en la película de guerra y aventuras Fire Over England (1937, dirigida por William K. Howard), decidió abandonar la actuación en producciones históricas y centrarse en el género de la comedia. En 1938, se la consideró para el papel de Marie Curie, pero el estudio no aprobó el proyecto (la película se hizo cinco años después con Greer Garson).
El 3 de mayo de 1938, The Hollywood Reporter publicó un artículo titulado «Veneno de taquilla» en el que compilaba una lista de las estrellas de cine mejor pagadas que no eran atractivas para el público, pero que recibían grandes salarios bajo sus contratos. Además de Garbo, la lista incluía a Edward Arnold, Fred Astaire, Joan Crawford, Katharine Hepburn, Kay Francis, Mae West y Marlene Dietrich.

#### Ninotchka

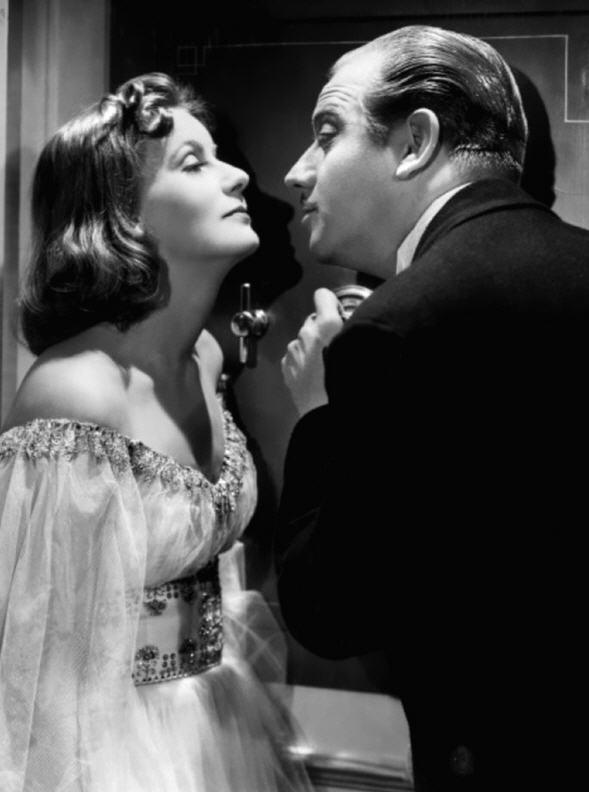
Garbo y Melvyn Douglas en Ninotchka (1939).

La penúltima producción en la que apareció fue Ninotchka (1939, dirigida por Ernst Lubitsch), su primera comedia desde que llegó a Hollywood en 1925. Debido a su etiqueta de «veneno de taquilla», Mayer redujo el salario de Garbo a 125 000 USD como parte de su nuevo contrato (se reservó el derecho de aprobar el reparto y elegir al director). Aceptó aparecer en la película en las primeras etapas del desarrollo del guion y Cary Grant, quien fue elegido para el papel principal masculino, declinó debido a compromisos previos y fue reemplazado por Melvyn Douglas, con quien había trabajado en el set de As You Desire Me. Durante el rodaje, Garbo discutía a menudo con el director en alemán (aunque, en su opinión, él era «demasiado dominante», Garbo confiaba plenamente en su orientación y apoyo). Lubitsch, por otro lado, se mostró positivo sobre trabajar con Garbo, diciendo: «No tiene artificialidad, no tiene encanto de estrella. Es la única estrella con la que he trabajado a la que no tuve que apartarla del espejo».
La trama se centra en una diplomática rusa, Nina Ivanovna «Ninotchka» Yakushova (Garbo), que vive una historia de amor en París. El guion de la película, coescrito por Billy Wilder, Charles Brackett y Walter Reisch, tenía como objetivo burlarse del régimen comunista y de la Unión Soviética, así como desacreditar el mito de Garbo como una femme fatale. Al igual que en el caso de Anne Christie, la película fue anunciada en carteles publicitarios y en tráileres con el lema «Garbo ríe».
Ninotchka recibió excelentes críticas y se convirtió en un éxito de taquilla. Los críticos destacaron el talento cómico de Garbo y Howard Barnes, para quien Ninotchka fue «la comedia más cautivadora del año», escribió: «En esta alegre parodia sobre los bolcheviques en el extranjero, la gran actriz muestra un sentido del humor totalmente equivalente a la profundidad emocional y al decir dramático de sus triunfos anteriores». Frank Nugent, a su vez, comparó la bravura y la confianza en sí misma de Garbo en la pantalla con las de Buster Keaton. La actriz no compartió el entusiasmo de la prensa de la industria, creyendo que podría haber actuado mejor, y dijo sobre la película que en sí «no significa mucho». Ninotchka fue nominada a cuatro premios de la Academia, incluyendo el de Mejor Película, y Garbo recibió la última nominación en su carrera como Mejor Actriz (perdiendo ante Vivien Leigh por su interpretación de Scarlett O'Hara en Gone with the Wind; dirigida por Victor Fleming). Cuando estalló la Segunda Guerra Mundial, con la ayuda de MGM, trajo a su familia a Estados Unidos y también siguió los acontecimientos en Suecia.

### Década de 1940

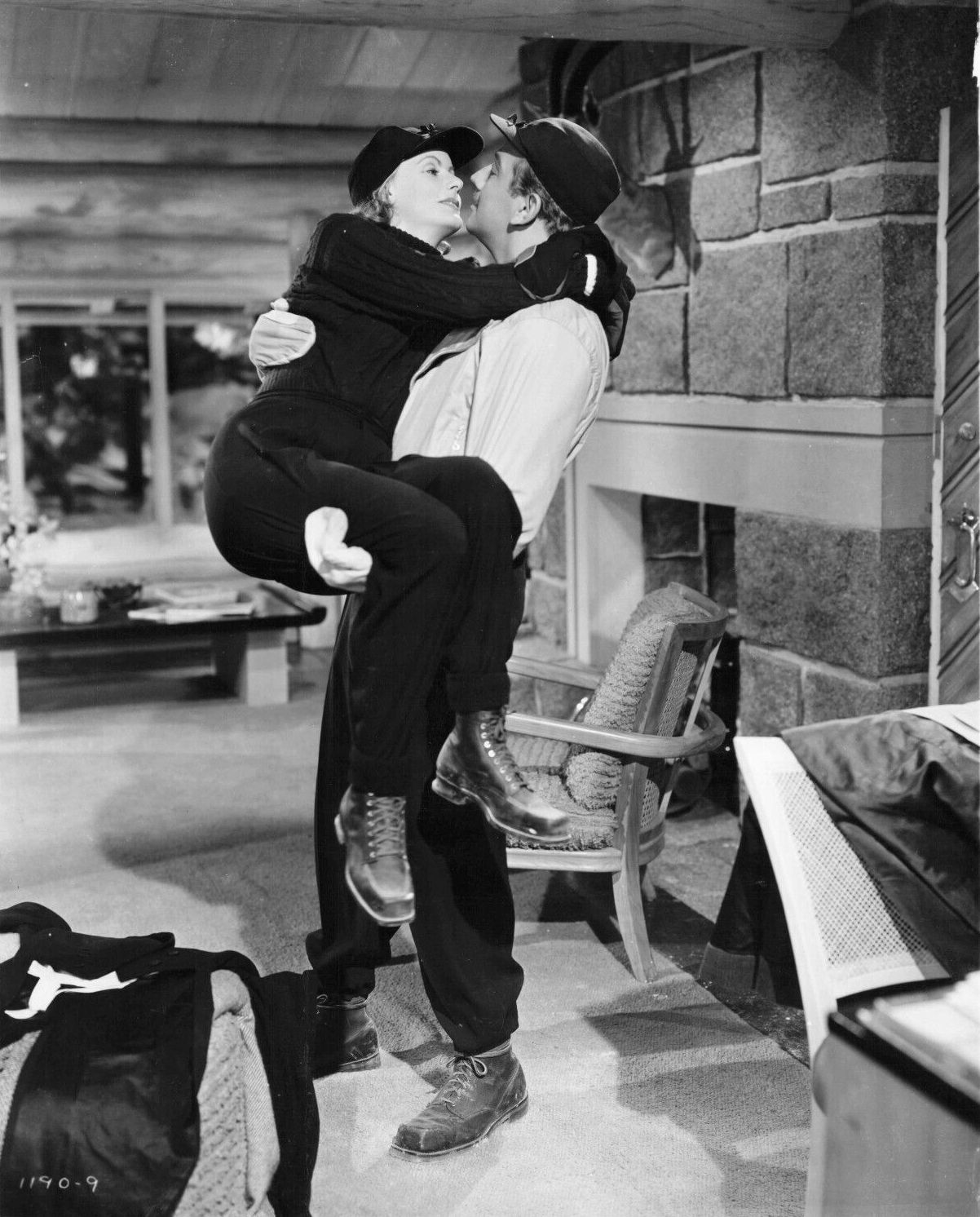
Garbo y Melvyn Douglas en Two-Faced Woman (1941), que fue la última producción de su carrera.

Después de la guerra de Invierno, el 12 de diciembre de 1939, donó anónimamente 5000 USD al Fondo de Ayuda a los Huérfanos de Guerra de Finlandia. A instancias de Zoltan Korda –un agente del servicio de inteligencia británico MI6– aceptó recopilar información sobre Axel Wenner-Gren, que estaba en la lista negra estadounidense y era sospechoso de tener contactos fascistas en Estados Unidos. Aunque los ingresos por sus películas disminuyeron durante el primer año de la guerra, el éxito de Ninotchka convenció a MGM de revertir su decisión anterior de dejar marchar a Garbo. El estudio quería darle el papel principal en el drama negro A Woman's Face (1941, dirigida por George Cukor), una nueva versión de la película de 1938 con Ingrid Bergman, pero lo rechazó, explicando que no quería interpretar el papel de una mujer que lastima a un niño. El 20 de noviembre de 1940, firmó un nuevo contrato con MGM que, según se especula, le garantizaba desde 10 000 hasta 25 000 USD por semana.
La última película de su carrera fue la comedia romántica Two-Faced Woman (1941, dirigida por George Cukor). Por su participación recibió unos honorarios de 150 000 USD y por primera vez actuó sin la ayuda de un doble, realizando las escenas de esquí y el exótico baile de chica-choca por su cuenta. Eligió nuevamente a Melvyn Douglas como su compañero de pantalla luego de su experiencia positiva tras haber trabajado juntos en Ninotchka. La trama de la película sigue la historia de la ambiciosa instructora de esquí Karin Borg Blake (Garbo), quien inventa una hermana gemela, Katherine, para alejar a su marido Larry Blake (Douglas) de su amante (Constance Bennett).
En el momento de su estreno, Two-Faced Woman fue condenada por la Liga de la Decencia, que le otorgó una calificación «C». Numerosas intervenciones de organizaciones católicas dieron como resultado que se prohibiera la exhibición de la película en Massachusetts, Misuri, Nueva York y Rhode Island. Una situación similar ocurrió en Australia y Nueva Zelanda, donde el congresista Martin J. Kennedy exigió detener su distribución en el país, considerando a Two-Faced Woman una afrenta al Congreso y «una amenaza a la moral pública». A su vez, una asociación religiosa llamó públicamente «puta sueca» a Garbo y bajo una fuerte presión, los ejecutivos de MGM retiraron la película de su distribución el 6 de diciembre. El escarnio público lo encabezó el arzobispo de Nueva York, Francis Spellman, quien no escatimó en ataques contra Garbo. La actriz fue personalmente a las oficinas de MGM y se reunió con Mayer. En una conversación con amigos afirmó que «están tratando de matarme... han cavado mi tumba».
Para Time, la campaña masiva contra Two-Faced Woman fue «una súplica oportunista para aumentar el poder de la Liga a expensas de una estrella de alto perfil» (las comedias sexualmente provocativas estrenadas al mismo tiempo no despertaron objeciones por parte de la Liga). MGM decidió volver a filmar algunas escenas y revisar el guion, lo que, según Paris, hizo que «la historia, ya de por sí endeble, fuera aún menos coherente y entretenida». Después de las revisiones, la película recibió una calificación «B» de parte de la Liga, lo que significaba «parcialmente inaceptable».
El estreno de la versión revisada tuvo lugar el 31 de diciembre de 1941 y Cecelia Ager de PM admitió que Two-Faced Woman destruyó el símbolo y la leyenda de Garbo: «La trama, en un esfuerzo frenético por ocultar su propio vacío, desolación y falta de comentarios sutiles, transforma a Garbo en una bufona, una comediante, un mono en un palo». Un crítico de Time expresó un tono similar, calificando la película de «una elección de papel absurda para Greta Garbo». El New York Herald Tribune calificó a Two-Faced Woman como «uno de los papeles peor elegidos de su carrera», pero a pesar de las críticas desfavorables, la película logró un éxito de taquilla moderado (las ganancias se duplicaron).

#### Renuncia a la carrera actoral

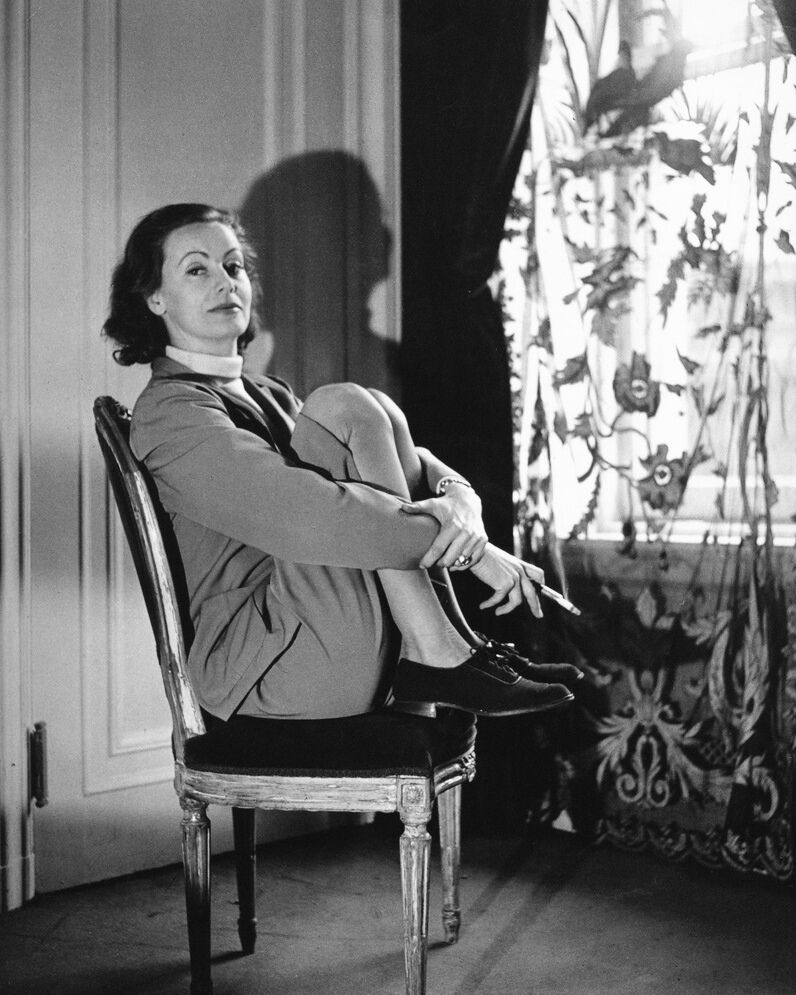
Garbo en 1946 (foto de Cecil Beaton) durante una sesión en el Hotel Plaza de Nueva York.

Según sus biógrafos, al principio no tenía intención de abandonar su carrera y su contrato la obligaba a aparecer en una película más. Tras leer críticas desfavorables sobre la última producción, decidió tomarse un descanso hasta el fin de la guerra (aunque Mercedes de Acosta, su amiga íntima, sostenía que había decidido poner fin a su carrera definitivamente). El 6 de diciembre de 1941, firmó un contrato con Leland Hayward, quien reemplazó a Harry Edington como su agente y en enero de 1942, donó anónimamente 10 000 USD al fondo de recaudación que llevaba el nombre de Carole Lombard, quien murió en un accidente aéreo mientras cumplía una misión patriótica, y también le envió a Gable (su esposo) una carta de condolencias. Se especuló que había recibido una invitación del Hollywood Victory Committee para aparecer en un programa de radio a transmitirse el 24 de enero para apoyar la campaña contra la polio junto a una gran cantidad de estrellas, entre ellas Bob Hope y Ronald Colman. Aunque el citado comité no confirmó la invitación, diversas fuentes informaron que sí se presentó o que una suplente podría haberla sustituido. En 1942, expresó su deseo de interpretar a la emperatriz Isabel de Baviera y el proyecto iba a ser financiado por Selznick, pero no se realizó.
Según Bret, en 1942 iba a actuar para el ejército británico junto a Henry Hull en el centro de entrenamiento militar Catterick Garrison cerca de Richmond, pero Paris puso en duda cualquier participación que Garbo tuviera en campañas de bonos de guerra y actuaciones para las tropas, argumentando sobre el miedo de la actriz a hablar en público (también se negó a grabar una transmisión de radio patriota para ser emitida en Escandinavia). Expresó interés en un papel de la versión inglesa de la película The Girl from Leningrad, sobre una guerrera de la resistencia soviética durante la Guerra de Invierno. Sus películas dependían del mercado europeo, y cuando estas fracasaron debido a la guerra, encontrar un instrumento fue problemático para MGM. El 20 de diciembre, firmó un contrato con MGM y recibió 70 000 USD por adelantado (después de terminar el rodaje, recibiría 80 000 USD adicionales), pero se retiró del proyecto y ordenó al estudio que donara la primera parte de los honorarios a un fondo de bonos de guerra. El proyecto The Girl from Leningrad nunca pasó de la fase de guion.

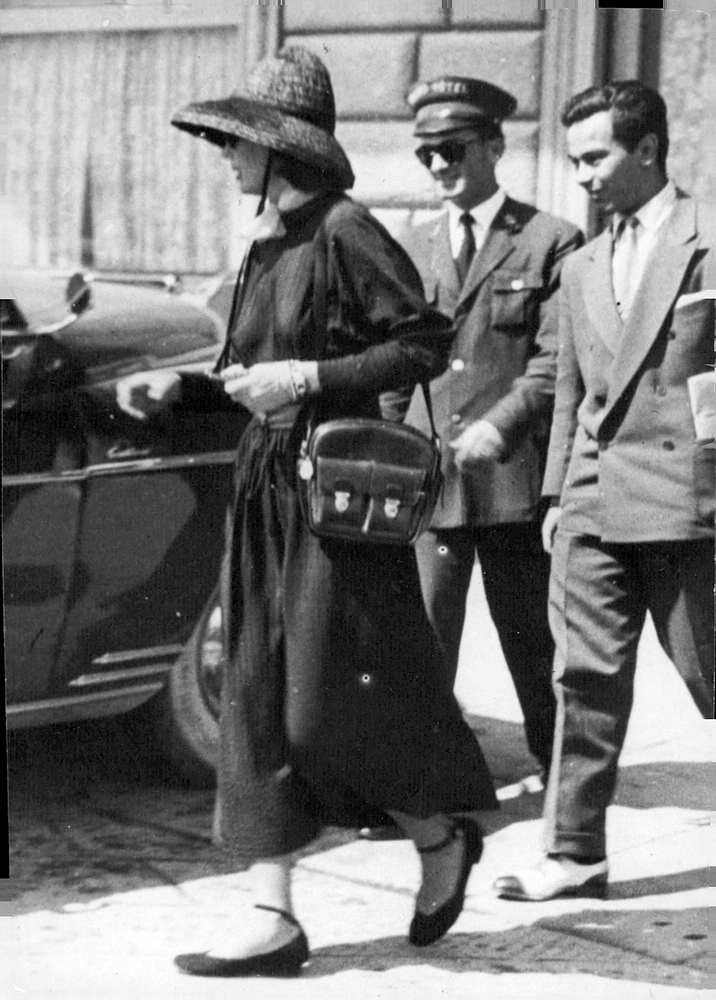
Garbo en Florencia, 1949.

En 1942, durante una estancia en Nueva York y a instancias de Barbara Barondess, se interesó por coleccionar pinturas y antigüedades. Un año después, Katherine Hepburn quiso protagonizar con Garbo la adaptación de 1931 de la obra de Eugene O'Neill Mourning Becomes Elektra, pero Mayer no estaba interesado. También rechazó (así como otros 26 guiones) una oferta para aparecer en la película Women of the Sea (que iba a tratar sobre una capitana de la marina mercante noruega). En 1945, Selznick le propuso un proyecto basado en el libro Scarlet Lily de Muriel Elwood, Elsa Maxwell le ofreció una adaptación de Anna Lucasta de Philip Yordan de 1944 y Bing Crosby la animó a aparecer con él en The Emperor Waltz (1948, dirigida por Billy Wilder). La propia Garbo también tenía la intención de hacer una película sobre Eleonora Duse.
«No creo que vuelva a hacer otra película. Le teme tanto a las películas como a las actuaciones personales y a cualquier cosa que la ponga en contacto con la gente», afirmó Wilder en 1946. Su inactividad en la guerra fue criticada, lo que, según Jimmie Fidler, le hizo perder su atractivo y personalidad. «Su persistente descortesía hacia el público, que, después de todo, le pagó cada centavo que tenía, ahora despierta resentimiento en lugar de curiosidad» (un grupo de ciudadanos estadounidenses le escribió al Departamento de Inmigración exigiendo su deportación porque ella «no acepta nuestro país»). A pesar de su actitud, las ofertas profesionales siguieron llegando: Lubitsch quería contratarla para la película A Royal Scandal (1945, dirigida por Otto Preminger), MGM estaba planeando una biografía de George Sand y el productor David Lewis le ofreció el papel principal en una adaptación cinematográfica de Arch of Triumph de Erich Maria Remarque.
En julio de 1946, viajó a Suecia durante un mes y a finales de septiembre, recibió una oferta de Selznick para aparecer en el drama legal criminal con elementos de cine negro The Paradine Case (1947, dirigida por Alfred Hitchcock). Según Bret, consideró seriamente aceptar el papel (Alida Valli fue contratada), aunque ya había rechazado esa oferta en 1942, así como el papel ofrecido en Song of Russia (1944, dirigida por Gregory Ratoff). El productor también estaba considerando un proyecto para Garbo sobre Sarah Bernhardt con Gregory Peck y Cukor estaba planificando una película biográfica de George Sand que se filmaría en el Reino Unido. Cuando Walter Wanger se hizo cargo de la supervisión de la película prevista sobre la escritora francesa, Garbo, después de muchas negociaciones, firmó un contrato con su compañía productora el 26 de agosto de 1948. El diario Los Angeles Times informó sobre su regreso a la actuación después de una pausa de siete años. A pesar de los avances, por instancias de Wanger, los esfuerzos se trasladaron a los ensayos para una adaptación de la novela de Honoré de Balzac La Duchesse de Langeais, que James Mason iba a protagonizar junto a Garbo bajo dirección de Max Ophüls. El 5 y el 25 de mayo de 1949, la película fue sometida a pruebas de rodaje en Hollywood, filmadas por los directores de fotografía James Wong Howe y William H. Daniels (las cintas fueron descubiertas en 1990 por los historiadores de cine Leonard Maltin y Jeanine Basinger). Garbo hizo pruebas de cámara, se aprendió el guion y llegó a Roma en el verano de 1949 para rodar la película. Las crecientes tensiones y malentendidos entre Wanger, George Schlee (agente de Garbo; cuando supo que Hayward la calumniaba ante sus empleados, lo despidió) y el resto del equipo, así como otros problemas, incluso con los inversores, llevaron al abandono de la producción. Se dice que ese fracaso fue la causa de que tomara la decisión final de abstenerse de futuros intentos de volver a actuar.
Otro papel que rechazó fue el protagónico del drama I Remember Mama (1948, dirigida por George Stevens), que recibió Irene Dunne. Entre las muchas otras propuestas preparadas para ella estaban, entre otras, el doble papel de Penélope y Circe en una nueva versión de la Odisea de Homero, que iba a ser dirigida por Pabst. Según Salka Viertel, su amiga íntima de muchos años, aunque expresó su deseo de regresar a la pantalla grande, tenía miedo: «El trabajo es un hábito y lo había perdido», admitió. Viertel también dijo en 1945: «Greta está impaciente por trabajar. Pero, por otro lado, tiene miedo». A Garbo también le preocupaba su edad: «El tiempo deja huellas en nuestros pequeños rostros y cuerpos. Ya no es lo mismo poder lograrlo». George Cukor, director de Two-Faced Woman, y a menudo culpado por su fracaso, dijo: «La gente suele decir con ligereza que el fracaso de Two-Faced Woman acabó con la carrera de Garbo. Es una simplificación grotesca. Sin duda la desanimó, pero creo que lo que realmente sucedió fue que simplemente se dio por vencida. No quiso seguir adelante».
Al final de la guerra, Gabriel Pascal la invitó a protagonizar Saint Joan de George Bernard Shaw, pero el fracaso financiero de Caesar and Cleopatra (1945) hizo que el proyecto se abandonara (la prensa ya había informado de los planes para filmar la obra en 1943, pero Shaw y Pascal consideraron que Garbo era demasiado «californiana» para el papel de la aldeana sencilla, genuina y mundana Juana de Arco). En 1949, le ofrecieron el papel de la estrella ficticia del cine mudo Norma Desmond en Sunset Boulevard, dirigida por Billy Wilder, coguionista de Ninotchka. Sin embargo, tras reunirse con el productor cinematográfico Charles Brackett, insistió en que no le interesaba en absoluto el papel. Aunque se negó toda su vida a hablar con sus amigos sobre sus motivos para retirarse, cuatro años antes de morir, le dijo al biógrafo sueco Sven Broman: «Estaba cansada de Hollywood. No me gustaba mi trabajo. Había muchos días en los que tenía que obligarme a ir al estudio... Realmente quería vivir otra vida».

### Décadas de 1950 y 1960

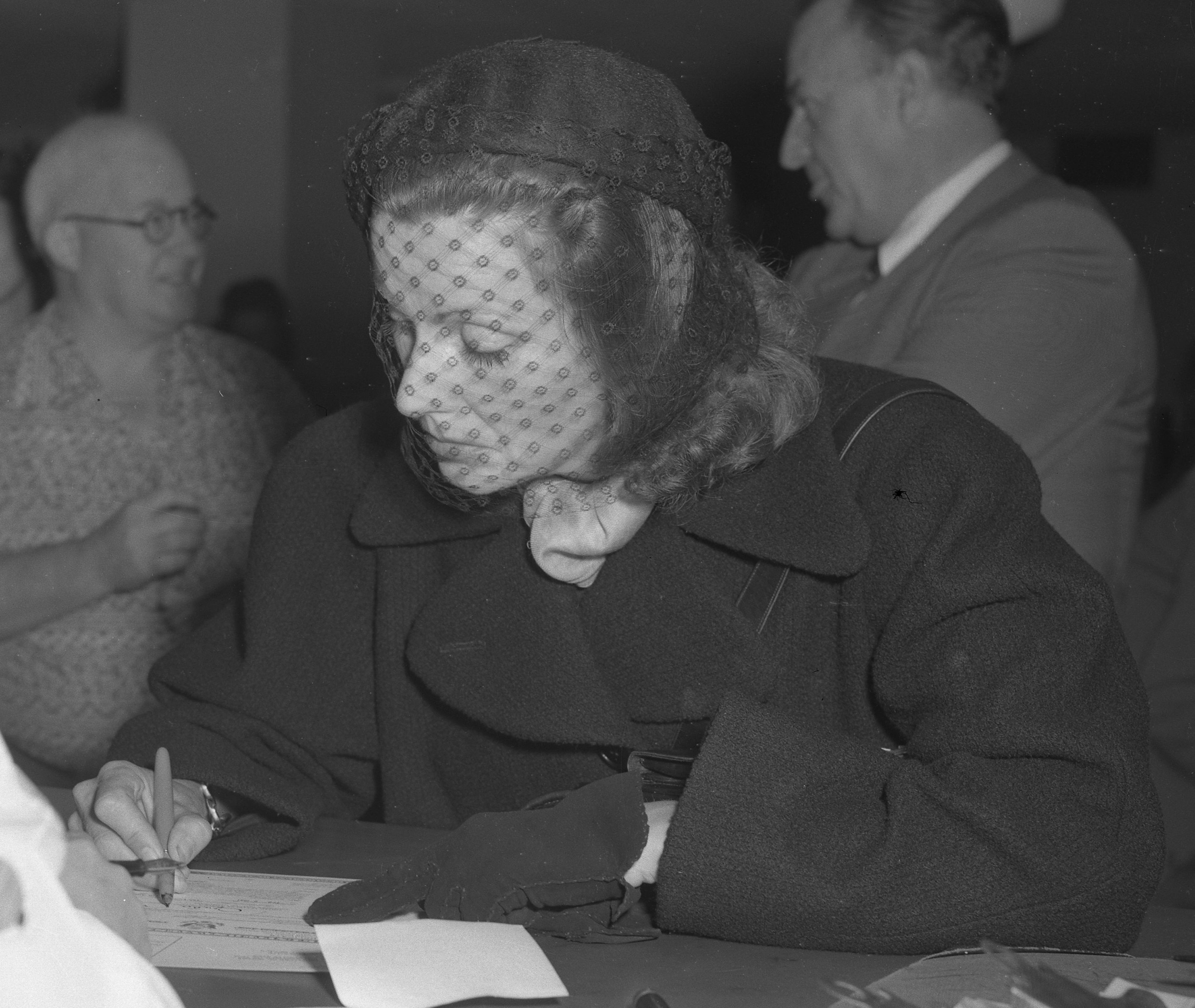
Greta Garbo firmando su ciudadanía estadounidense, 1951.

Tennessee Williams intentó sin éxito persuadir a Garbo para que aceptara el papel de Blanche DuBois en la adaptación cinematográfica de 1951 de A Streetcar named Desire y en la obra The Pink Bedroom, que él escribió. Zoltan Korda le ofreció un papel en la película The Two-Headed Eagle (el proyecto no se realizó) y en la obra Las tres hermanas de Anton Chéjov, pero debido a su pánico a hablar en público, no aceptó la oferta (según Paris, era el drama de Chéjov de 1903 El jardín de los cerezos, pero también rechazó el papel de Ranevskaya, creyendo que tal papel podría desacreditarla). Billy Wilder pretendía hacer una película basada en el personaje de La desconocida del Sena, pero no estaba interesada, y Salvador Dalí la vio como Teresa de Ávila. Rechazó una oferta para protagonizar la adaptación cinematográfica de 1949 de Death Be Not Proud de John Gunther y expresó interés en interpretar a Columbine en Pagliacci, pero la idea fue descartada por falta de atractivo.

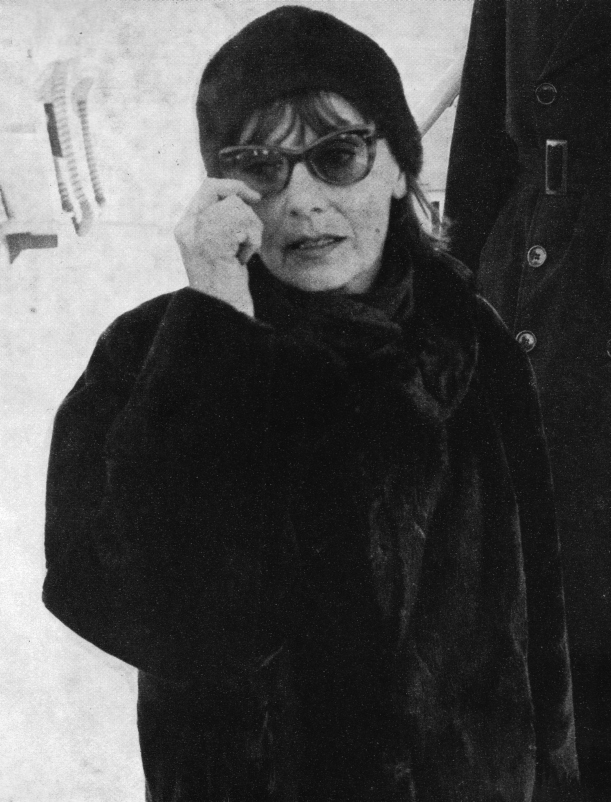
Greta Garbo durante una visita a Estocolmo, 1961.

Otros papeles rechazados o no realizados incluyeron The Lost Moment y SN Behrman la consideró para el drama histórico Quo vadis? (1951, dirigido por Mervyn LeRoy). Los intentos de Garbo por protagonizar Lady Chatterley's Lover (1928) de D. H. Lawrence y los intentos de Selznick por reclutarla para los papeles de Eleanora Duse y Sarah Bernhardt también fracasaron. Vieira creía que su retiro de la actuación fue resultado de una combinación de pereza, miedo y narcisismo que paralizó su toma de decisiones y que su talento no potenció sus habilidades, sino que minó su energía y se convirtió en una carga.
El 9 de febrero de 1951, obtuvo la ciudadanía estadounidense en el Servicio de Inmigración y Naturalización de Nueva York. Se cubrió el rostro con un velo y aceptó que le tomaran una fotografía mientras firmaba el documento. En 1953, compró un apartamento de siete habitaciones en el número 450 de la calle 52 Este de Manhattan, donde vivió el resto de su vida. El timbre de su apartamento en Nueva York estaba identificado por una G solitaria y el interior era un «estudio luminoso y espacioso en color rosa». Para proteger su privacidad, prefería que la llamaran «Señorita [Harriet] Brown», sus amigos cercanos solo podían llamarla señorita Garbo o GG; si la llamaban Greta, no respondía al timbre. En la década de 1950, rechazó ofertas para aparecer en dos programas de televisión: This is Show Business de CBS y The Kate Smith Evening Hour de NBC, por las que le ofrecían 45 000 USD.
En la década de 1950, sólo Marilyn Monroe disfrutó de más atención de los medios; The Angeles Mirror comenzó una serie de artículos semanales, «Garbo: La eterna extraña», centrándose en las últimas noticias de su vida (fue el primero en informar que los asesores de Garbo habían creado un fondo fiduciario a su nombre que le proporcionaría a la actriz un ingreso anual estimado de 100 000 USD).
Fue considerada para un papel en el thriller romántico My Cousin Rachel (1952, dirigida por Henry Koster), basada en la novela de Daphne du Maurier, pero rechazó la oferta. También rechazó una aparición de siete minutos en la serie educativa Omnibus de CBS, por la que le ofrecieron 50 000 USD. Orson Welles escribió un guion para la película La Femme d'Annunzio pensando en Charles Chaplin, pero ambos lo rechazaron, e Ida Lupino y Collier Young consideraron hacer el drama La sétima casa de Garbo, pero no respondió a la carta que le enviaron. Rechazó un papel en el drama negro de Stanley Kramer Million Dollar Baby (1955) y en el drama histórico del productor Darryl F. Zanuck Anastasia (1956, dirigida por Anatole Litvak), y también pasó por alto una oferta para interpretar a Catalina II de Rusia en una película para televisión, a pesar de que le ofrecieron 100 000 USD. Muchos de sus amigos la consideraron «inactiva durante los mejores años de mi vida» y Roddy McDowall afirmó que no pudo soportar la derrota y la humillación que experimentó tras el estreno de Two-Faced Woman.
En la primavera de 1955, la Academia de Artes y Ciencias Cinematográficas (AMPAS) le otorgó a Garbo un Óscar por su trayectoria y Nancy Kelly aceptó la estatuilla en su nombre. En 1960, Jean Cocteau le ofreció a la actriz un papel en una escena de Le Testament d'Orphée, pero no estuvo interesada y a fines de 1961, visitó Suecia nuevamente, donde conoció a Mimi Pollak y Vera Schmiterlöw. El 4 de enero de 1962, conoció a Ingmar Bergman, cuyo trabajo apreció, especialmente las películas Smultronstället (1957) y Såsom i en spegel (1961), y se suponía que le ofrecería un papel en Tystnaden (1963). El 15 de enero de 1962 o el 21 de octubre de 1963, por invitación de la primera dama Jackie Kennedy, visitó la Casa Blanca (anteriormente había declinado la invitación tres veces), tras lo cual mantuvo una relación amistosa con ella desde entonces, y luego del asesinato de Kennedy, envió una carta de condolencias a su viuda. La sobrina de Garbo contó que su tía siempre se refirió a ese encuentro como una «noche mágica». En 1964, rechazó una oferta para protagonizar la comedia The Trouble with Angels (1966, dirigida por Ida Lupino). Garbo, cuyo patrimonio neto en 1964 se estimaba en 15 millones USD, invirtió en una colección de pinturas y antigüedades, y también obtuvo una ganancia de 20 000 USD al mes por el alquiler de bienes raíces.

### Últimos años

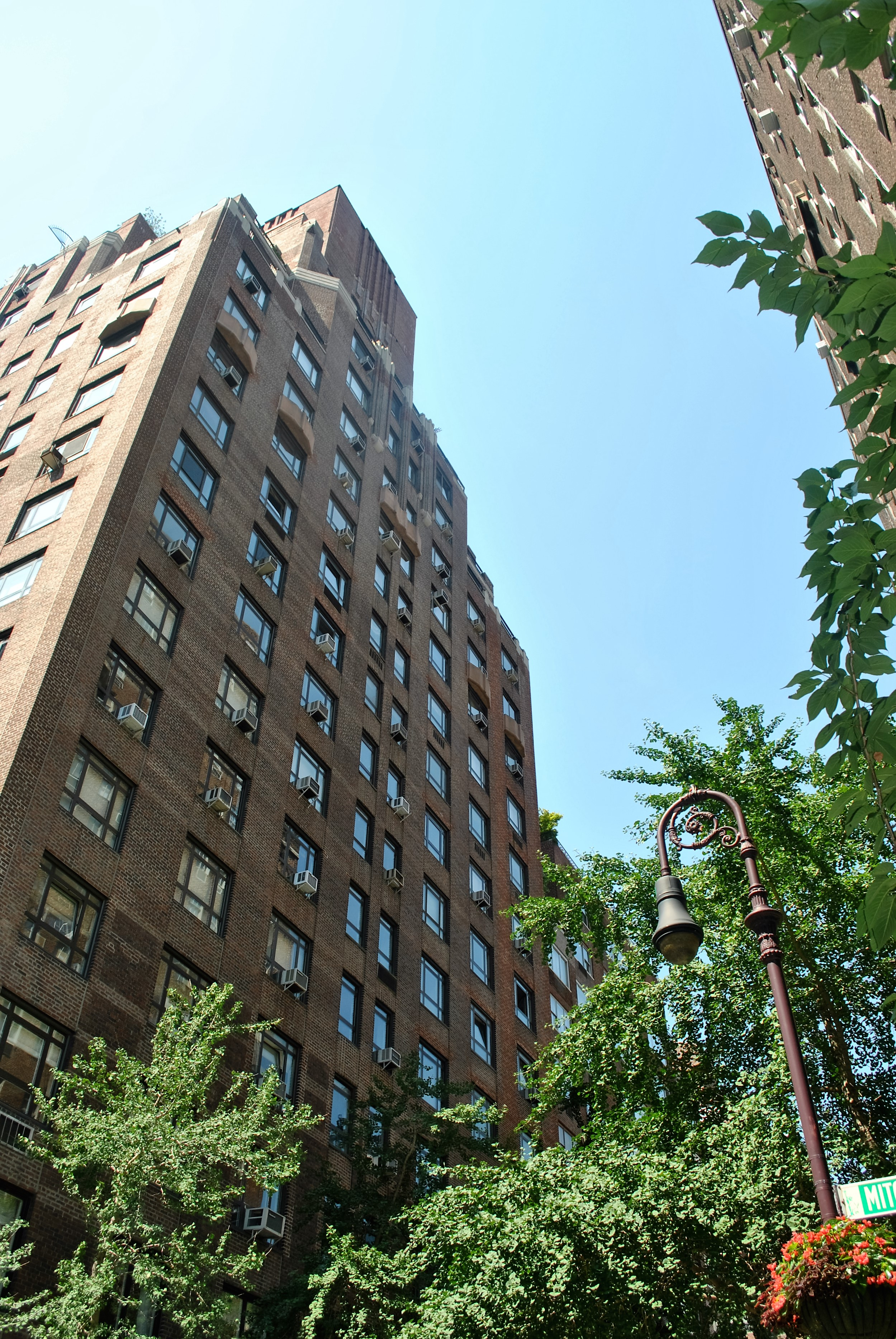
El edificio de Manhattan, Nueva York donde Garbo vivió desde 1953 hasta su muerte, completamente alejada de la prensa.

Durante su retiro, Garbo generalmente llevó una vida privada de sencillez y ocio, no hizo apariciones públicas y evitó con ahínco la publicidad, que detestaba. Contrariamente a lo que se cree, desde el principio tuvo muchos amigos y conocidos con quienes socializaba y viajaba, aunque también se dijo en años posteriores que desconfiaba de mucha gente y, por lo tanto, no tenía muchos amigos cercanos. Su respuesta habitual a cualquiera que le preguntara sobre su regreso era: «Ya he hecho suficientes muecas», como le dijo una vez a David Niven. Garbo a menudo estaba perpleja sobre qué hacer y cómo pasar su tiempo, siempre luchando con sus muchas excentricidades, su melancolía y mal humor de toda la vida («deriva» era la palabra que usaba con frecuencia; en 1946 le dijo a los periodistas: «No tengo planes, ni para el cine ni para nada más. Simplemente estoy a la deriva»). Cuando se acercaba a su sexagésimo cumpleaños en 1965, le dijo a un compañero de caminata frecuente: «En unos días, será el aniversario del dolor que nunca me abandona, que nunca me abandonará por el resto de mi vida» y le dijo a otra amiga en 1971: «Supongo que sufro de una depresión muy profunda». A partir de la década de 1940, Garbo se convirtió en coleccionista de arte. Aunque muchas de sus pinturas eran de escaso valor monetario, también poseía valiosas obras de Renoir, Rouault, Kandinsky, Bonnard y Jawlensky, y su colección de arte valía millones de USD cuando falleció en 1990.
En la década de 1970, muchas revistas, incluidas Life y Vogue, la presentaron en sus portadas y, como escribió Swanson, «el rostro de Garbo... vendía su misticismo, así como sus revistas». En marzo de 1971, viajó a Roma, donde conoció al director Luchino Visconti, quien le ofreció un cameo como la Reina de Nápoles en la adaptación cinematográfica franco-italiana de la novela de Marcel Proust, À la recherche du temps perdu —En busca del tiempo perdido—. Visconti exclamó en esa ocasión: «Me complace enormemente la idea de que esta mujer, con su presencia severa y autoritaria, figure en el clima decadente y enrarecido del mundo descrito por Proust», y la revista Time lo describió como el mayor presagio de regreso desde el anuncio de Douglas MacArthur, pero debido a los altos costos, se abandonó la producción de la película. El propio Spiegel quería que interpretara a la Emperatriz en Nicholas and Alexandra (1971, dirigida por Franklin J. Schaffner), pero Garbo pasaba la mayor parte de su tiempo libre caminando, mirando escaparates y visitando galerías. En 1974, el productor William Frye le ofreció un papel en la película de catástrofe Airport 1975 (dirigida por Jack Smight), sin embargo, después de varios días de dudas, rechazó la oferta y su lugar en el reparto fue ocupado por Gloria Swanson. Ese mismo año, fue filmada durante uno de sus paseos (sin su conocimiento) por el camarógrafo Jack Deveau y las imágenes fueron utilizadas en la película pornográfica gay Adam & Yves (dir. Peter de Rome).
En 1971, Garbo vacacionó en el sur de Francia en la casa de verano de su amiga íntima, la baronesa Cécile de Rothschild, quien le presentó a Samuel Adams Green, un coleccionista y curador de arte en la ciudad de Nueva York. Green se convirtió en un importante amigo y compañero de caminatas, y tenía la costumbre de grabar todas sus llamadas telefónicas, incluidas muchas de sus conversaciones con Garbo. Lo hizo con su permiso, pero Garbo terminó la amistad en 1981 después de que le dijeran falsamente que Green había reproducido las cintas a sus amigos. En su último testamento, Green legó todas las cintas en 2011 a los archivos cinematográficos de la Universidad Wesleyana. Las cintas revelan la personalidad de Garbo en etapas posteriores de su vida, su sentido del humor y varias excentricidades. En 1977, Garbo le escribió a Frederick Sands: «Siempre estoy huyendo de algo o de alguien... Inconscientemente, siempre he sabido que no estaba destinada a una felicidad real y duradera».
En julio de 1975, visitó Suecia por última vez, se reunió con amigos y asistió a un recital de Birgit Nilsson. Fue fotografiada contra su voluntad, lo que la llevó a recibir nuevamente ofertas para aparecer en películas, pero las rechazó todas. Garbo, que llegó a su país natal por invitación de Carlos Juan Bernadotte y su esposa Kerstin Wijkmark, fue fotografiada por la condesa y sus fotos fueron publicadas en Ladies' Home Journal en abril de 1976. Garbo, que se sintió utilizada por la familia real, se irritó y nunca más regresó a Suecia. A lo largo de su vida, Garbo fue conocida por sus largos paseos diarios, ya sea sola o acompañada. Tras su retiro, recorría las calles de Nueva York vestida de manera informal y con grandes gafas de sol. Observar a Garbo se convirtió en un deporte para fotógrafos, medios de comunicación, admiradores y neoyorquinos curiosos, pero mantuvo estrictamente su privacidad y su elusiva mística la acompañó hasta el final. Aunque se volvió cada vez más retraída en sus últimos años, Garbo se hizo amiga de su cocinera y ama de llaves, Claire Koger, quien trabajó para ella durante 31 años y en una oportunidad señaló: «Éramos muy unidas, como hermanas». La actriz noruega Liv Ullmann, apodada «La nueva Greta Garbo» y que interpretó Anna Christie en Broadway en 1977, vio a Garbo en la calle y corrió tras ella con la esperanza de encontrarla y decirle que interpretaba su personaje. Garbo huyó y desapareció en Central Park; Ullmann abandonó la persecución al ver que Garbo parecía «asustada»: «Sí, me sobrepasó. Pero cuando se giró y se veía tan asustada, me di por vencida y no la seguí. Era más joven; podría haberlo logrado, pero no lo hice», dijo.

### Muerte

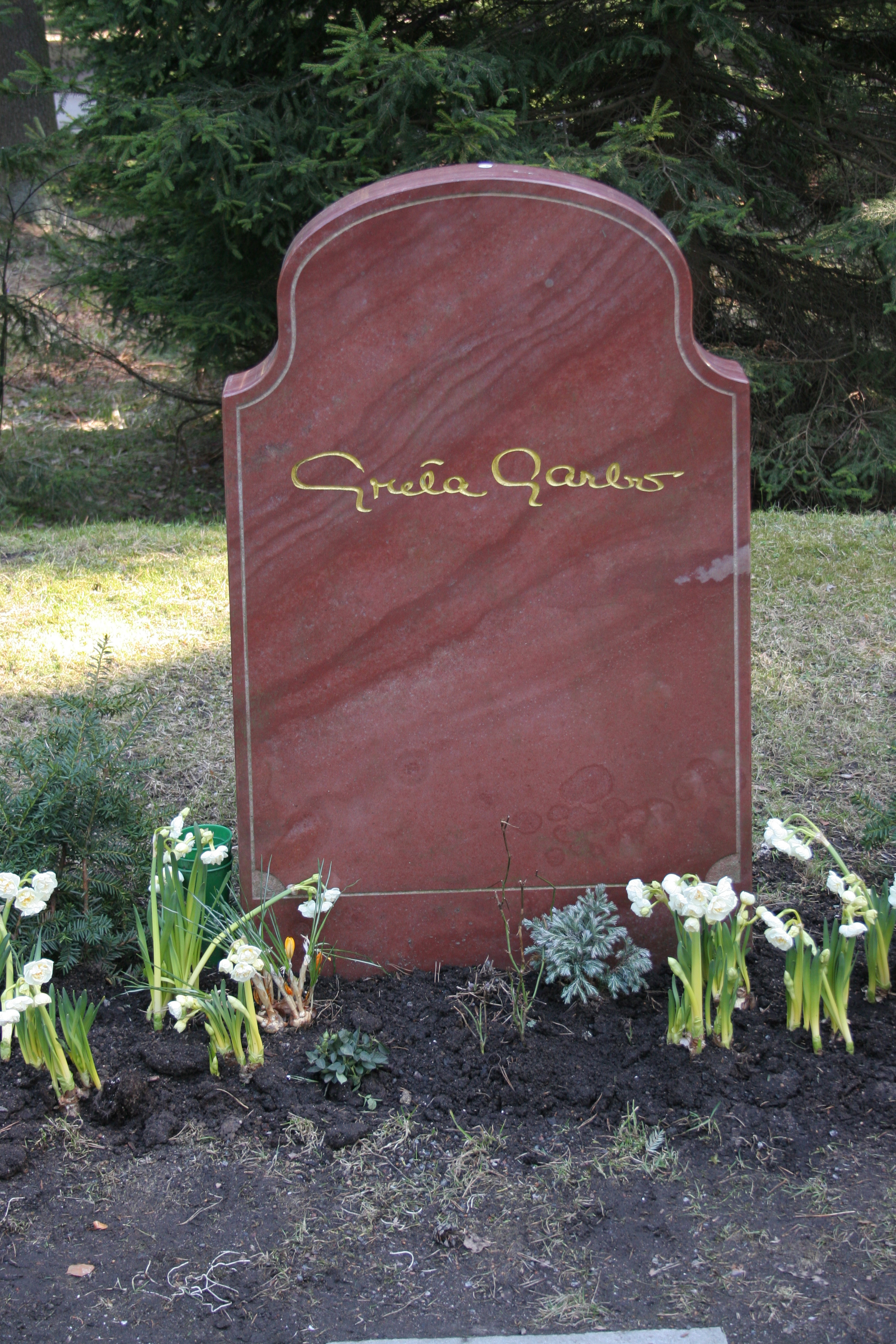
Tumba de Greta Garbo en Skogskyrkogården (2005).

En enero de 1984, se sometió con éxito a una mastectomía parcial después de que le diagnosticaran cáncer de mama. En marzo de 1987, se torció el tobillo al tropezar con una aspiradora y tuvo que limitar sus caminatas; desde entonces caminó con ayuda de un bastón. En abril de 1988, el rey Carlos XVI Gustavo de Suecia y la reina Silvia conocieron a Garbo durante una visita oficial a Nueva York para celebrar el 350.º aniversario de la fundación de Nueva Suecia, la colonia sueca en Delaware, y la reunión tuvo lugar en su apartamento, sin la participación de la prensa. En agosto, mientras estaba en Suiza, sufrió un ataque cardíaco leve y minimizó los síntomas. El 5 de enero de 1989, ingresó en el Hospital de Nueva York debido a dolores y los médicos le diagnosticaron insuficiencia renal. Rechazó el tratamiento y regresó a su casa, donde una enfermera privada la visitó regularmente durante varios meses. Cuando su estado de salud empeoró (se le diagnosticó una diverticulitis), acudió a diálisis tres veces por semana al Instituto Rogosin. El 11 de abril de 1990, fue readmitida en el Hospital de Nueva York, donde fue ubicada en una habitación privada y murió el 15 de abril, Domingo de Pascua, a las once y media de la mañana como consecuencia de una neumonía, a la edad de 84 años.
Los restos de Garbo fueron incinerados, de acuerdo con su voluntad, y el 17 de abril se celebró un funeral privado en la funeraria Campbell's Funeral Home con la presencia de familiares y amigos. Dejó todo su patrimonio (estimado entre 32 y 55 millones USD) a su sobrina Gray Reisfield. El New York Times la llamó «la mejor actriz de cine que ha retratado a mujeres que sufren». Tras varios años de batallas legales, en 1999, las cenizas de Garbo fueron enterradas en el cementerio forestal de Skogskyrkogården en Estocolmo. La tumba está decorada con una sencilla placa roja en la que está grabado «Greta Garbo».
Tras la muerte de la actriz, la familia Reisfield comercializó el nombre Garbo y prestó los derechos para utilizarlo en numerosas empresas, y en los nombres de varias líneas de ropa y joyas, aunque, en opinión de una de sus amigas, la actriz «quería que su nombre muriera con ella».

### Vida privada

#### Personalidad, intereses y amistades

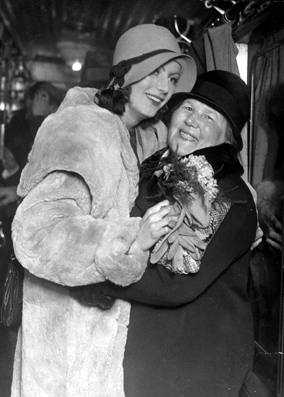
Garbo con su madre Anna Lovisa Gustafsson en Suecia (1928).

Desde muy joven, mostró aversión a la violencia y las discusiones. Según Bret, eso se debía a un incidente de su infancia en el que su padre, bajo los efectos del alcohol, supuestamente se había peleado con un hombre. A su vez, un periodista que la entrevistó argumentó que «esta niña estaba herida, profunda y terriblemente herida». Tras su muerte, se volvió posesiva y entró en pánico por la pérdida de su madre y su hermana. A menudo distraía y alejaba a su madre cuando hablaba con los vecinos en la calle, y desde pequeña, fue retraída, como explicó: «Que yo recuerde, siempre estaba triste. Odiaba las multitudes y me gustaba sentarme sola en un rincón a pensar... sobre todo, me gustaba pasar tiempo sola». Su falta de educación profundizó sus complejos y su timidez, tuvo dificultades para hacer amigos, especialmente durante su estancia en la escuela de interpretación del Teatro Real Dramático (1922-1924), y su intensa ansiedad a menudo obligaba a un amigo a acompañarla en sus paseos, aunque Swenson objetó su aislamiento durante los estudios y enumeró las amistades que forjó con Mimi Pollak, Mona Mårtenson y Vera Schmiterlöw. En opinión del autor, Garbo era la «tranquila» de ese grupo: escuchaba y absorbía; Alf Sjöberg también estaba entre sus amigos estudiantiles.
Paris afirmó que Garbo se sintió emocionalmente alienada en su adolescencia y permaneció así por el resto de su vida, aunque según numerosos relatos y recuerdos de amigos, durante el período inicial de su relación con Gilbert era extrovertida, sociable y solía ir a fiestas. A principios de la década de 1930, a medida que los periodistas se interesaban cada vez más en su vida privada, comenzó a distanciarse de la vida pública y además le pagó a sus sirvientes (dos criadas y un chófer) para que no hablaran con la prensa sobre ella. Tenía la costumbre de referirse a sí misma en género masculino, en concordancia con su sentido del humor (juego de palabras) y emulaciones sexuales.

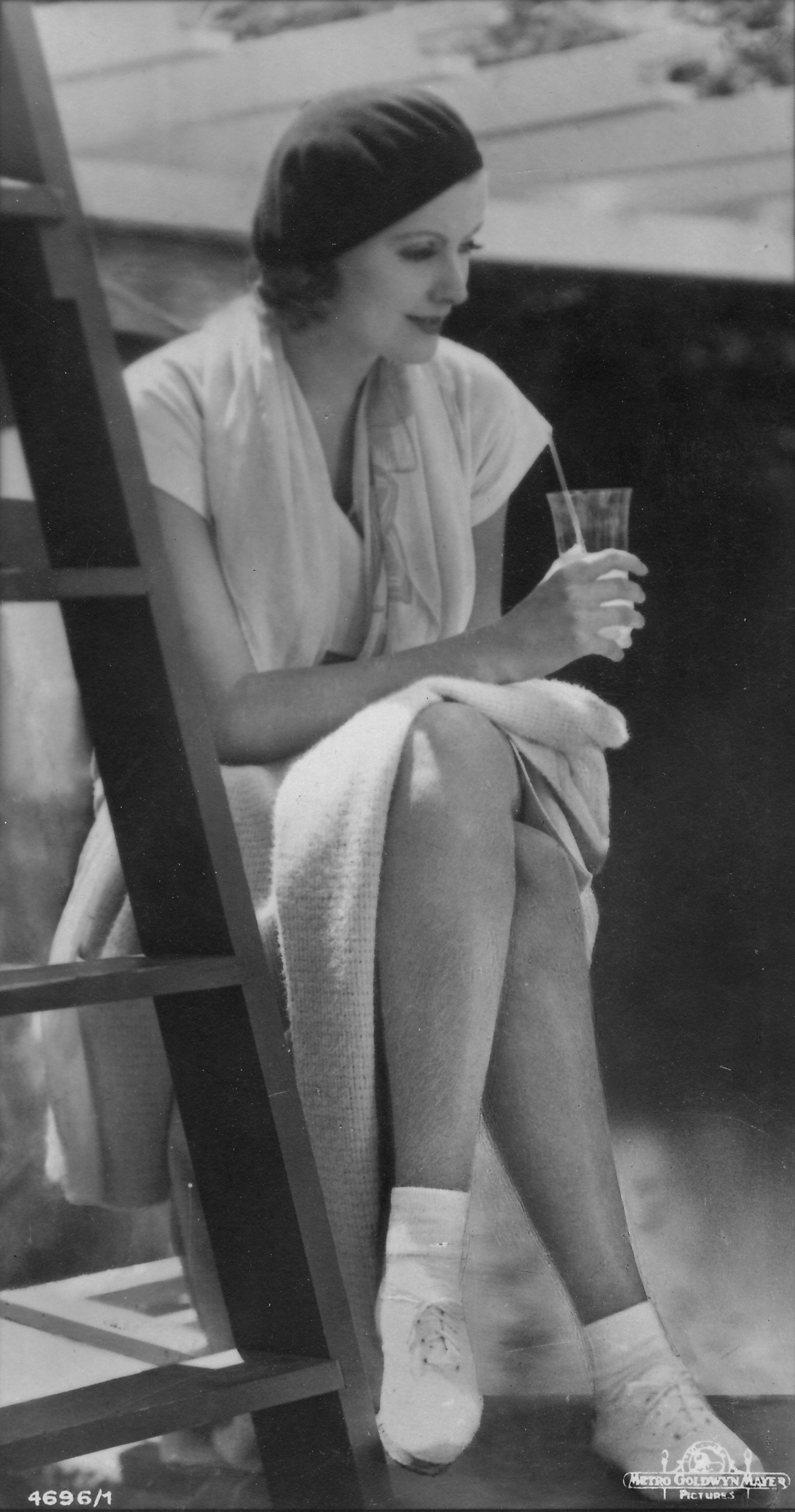
Garbo en una foto de 1930.

A medida que su carrera progresaba, comenzó a evitar a la prensa y se negó a conceder entrevistas. Como ella misma dijo: «No me gusta ver mi alma desnuda sobre el papel»; de 1924 a 1938 concedió once entrevistas. Desapareció de los sets de rodaje, se encerró en sus habitaciones y rechazó todas las invitaciones a banquetes, estrenos y otras celebraciones. Nunca abrió correspondencia con sus fanes; en la década de 1930 recibía 15 000 cartas a la semana. Le dio su único autógrafo a una niña de 10 años que le regaló un álbum de fotos y recortes de prensa (su reticencia a conceder autógrafos se explicaba por su disgusto por su letra).
A menudo utilizaba seudónimos (incluidos Alice Smith, Greta Norin, Gussie Berge, Harriet Brown, Karin Lund, Margaret Luisa Gustafsson, Mary Homquist, Mary Jones) y vestuario para pasar desapercibida. No aparecía en público y evitaba asiduamente la publicidad, que odiaba. Sus distintivos inseparables eran las gafas de sol, un periódico y un sombrero, que usaba para cubrirse la cara cuando no quería que le tomaran una foto.
A diferencia de las estrellas de cine de su época, era famosa por su estilo de vida frugal. Casi no gastaba dinero en joyas ni ropa (le gustaba usar trajes sencillos y a medida, pijamas de hombre, suéteres, trajes de tweed, camisas de hombre, corbatas y leggings de lana, así como zapatos planos, zapatos de bailarina, zapatos oxford y zapatillas deportivas). No recibía invitados en su casa, salvo en algunas fiestas, incluyendo la tradicional Nochebuena sueca, y a menudo se presentaba sin invitación ni anuncio en casa de sus amigos. La llamaban una «ermitaña social» y tenía un solo coche: un Packard negro usado. Debido a la constante vigilancia y seguimiento de sus fanes, cambiaba de casa a menudo. Vivió, entre otras, en el 1027 de Chevy Chase Drive en Beverly Hills, en North Rockingham Drive en el barrio de Brentwood, en el 1201 de San Vicente Boulevard en Santa Mónica y en North Carmelina Drive en Brentwood. Desde 1953 hasta el final de su vida, vivió en un apartamento de siete habitaciones en el quinto piso de The Campanile en el 450 de East 52nd Street en la ciudad de Nueva York.
En 1971, admitió en una carta a Viertel que sufría de una depresión muy profunda; según Paris, podría haber sido trastorno afectivo bipolar. En una entrevista de 1933, declaró: «En un momento soy muy feliz, y al siguiente no queda nada de mí». Durante su carrera, le diagnosticaron problemas psicológicos derivados de una gran timidez, incapacidad para comunicarse con desconocidos y un miedo obsesivo a las multitudes. Creía que la tristeza nunca la abandonaría y la acompañaría el resto de su vida, Alastair Forbes la describió como «la escandinava más triste desde Hamlet» y para Paris era «la mayor solitaria de todos los tiempos». «Un día es una niña infantil, ingenua e inmadura de diez años. Al día siguiente es una misteriosa mujer milenaria, una sabelotodo», recordó Gilbert.
Era una muy buena nadadora (practicó ese deporte desde su infancia hasta los 80 años) y también disfrutaba de jugar al tenis —donde demostró tenacidad y valentía—, montar a caballo, esquiar, dibujar y diseñar. Aparte de eso, como escribió Swenson, disfrutaba de la ociosidad; leía sentada en su casa en el sofá frente a la chimenea (incluyendo obras de Emily Brontë, Ernest Hemingway, Francis Scott Fitzgerald, Joseph Conrad y Walt Whitman; citaba a Goethe, Heinrich Heine y Safo de memoria) y escuchaba música. En la década de 1940, se interesó en coleccionar arte y antigüedades, y su colección incluía pinturas de Alexei Jawlensky, Auguste Renoir, Georges Rouault, Pierre Bonnard y Vasili Kandinski. Tenía un perro Chow Chow llamado Flimsy, dos gatos, Pinten y Mira, y un loro llamado Polly. Se consideraba una amante de la naturaleza y su pasatiempo favorito era caminar, lo que atrajo la atención de fotoperiodistas, medios de comunicación y residentes de Nueva York (a menudo apoyaba económicamente a personas sin hogar en las calles), incluyendo a Andy Warhol, que la siguió durante años para tomarle fotos secretas.

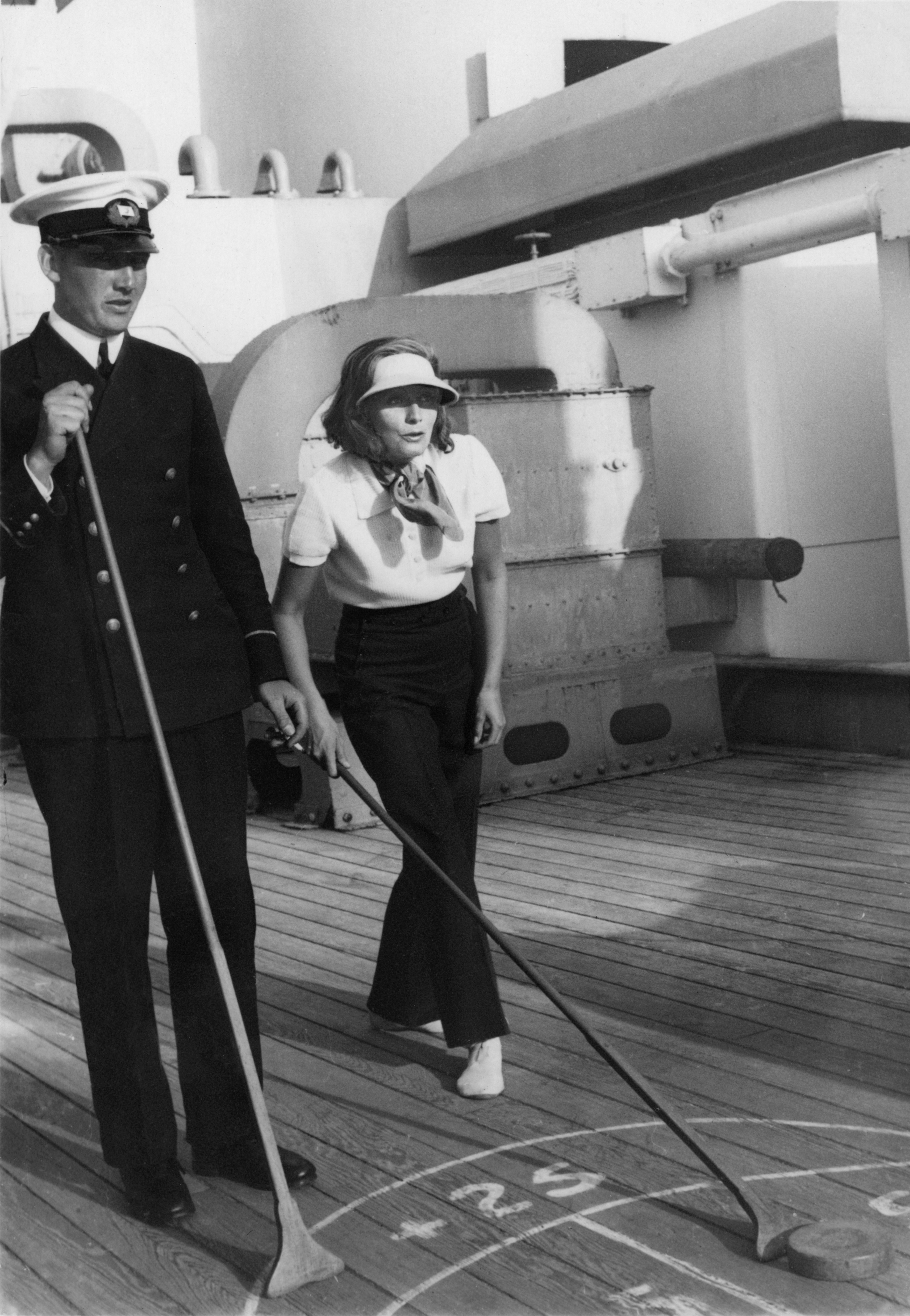
Garbo jugando al tejo en la cubierta de un barco (década de 1950).

Se negó a firmar documentos o recibos de entrega por temor a que algún comerciante vendiera su autógrafo a coleccionistas por una gran suma de dinero. Estaba obsesionada con las vitaminas y pociones, temiendo morir joven como su hermana Alva y Stiller, pero a pesar de eso, no dejó el tabaco (fue una gran fumadora desde que asistió a la escuela de actuación a principios de la década de 1920), consumiendo hasta dos paquetes al día, aunque en la década de 1970, se inclinó por los cigarrillos sin nicotina. Sufría de anemia leve y en 1927, se le diagnosticó una enfermedad intestinal, probablemente intoxicación por tomaína; también tenía trastornos menstruales graves, insomnio persistente y bronquitis crónica. Se interesaba por la filosofía india y el yoga, y ansiaba conocer el sentido de la vida (consultó a un astrólogo, un clarividente y un adivino, entre otros). Durante varios años utilizó la acupuntura y practicó la meditación trascendental, y Sam Green recordó: «Siempre le interesó lo extraño, lo anormal».

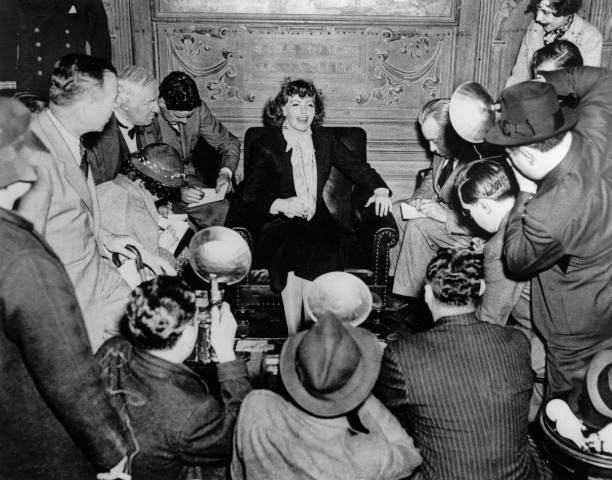
Garbo durante un encuentro con periodistas (1935).

Sus colegas y amigos enfatizaron su estilo de vida solitario (mientras que sus amigos en Suecia habían aceptado la soledad de Garbo, al llegar a Estados Unidos, su retraimiento y estrecho círculo de conocidos fueron recibidos con sorpresa). Algunos afirmaron que era «incapaz de amar» e hicieron referencia a su naturaleza egoísta y desconfiada, así como su incapacidad para hacer amigos. Swenson creía que su comportamiento se debía a «una necesidad casi patológica de mantener su vida privada en privado, incluso de amigos y familiares», y agregó: «A medida que el yo público de Greta era objeto de un escrutinio cada vez mayor, la necesidad de proteger su yo privado se volvió aún más importante». Su frase «Quiero estar sola» en la película Grand Hotel (1932) ayudó a consolidar su imagen de solitaria y aunque ella lo negó, para sus seguidores, las personalidades pública y privada de Garbo eran la misma cosa. Edmund Goulding creía que su fama la había obligado a ser excesivamente cautelosa, especialmente en materia de contacto social: «La curiosidad del público es profunda y la hiere como si fuera algo tangible».
Algunos de sus conocidos señalaron que, contrariamente a la imagen pública de la «mujer misteriosa», poseía un gran sentido del humor, sensibilidad y una gran predilección por las bromas, y a menudo se la describía como «infantil». Conrad Nagel consideraba a Garbo «la mejor y más auténtica compañera que he tenido», añadiendo que «tenía una personalidad muy fuerte y el coraje para demostrarlo». Nils Asther la describió como «una mujer educada, encantadora y reservada» con una gran humanidad en sus respuestas emocionales. Su aislamiento fue explotado regularmente por la prensa, que publicó rumores falsos sobre su vida hasta finales de la década de 1980. Desde que se retiró del cine, recopilaba comunicados de prensa y leía sobre sí misma, pero según Green, lo hizo —a diferencia del a menudo litigioso Dietrich— por curiosidad y por falta de algo mejor que hacer.
Tras dejar la industria cinematográfica, llevó un estilo de vida activo y exigía a sus amigos que la llamaran Harriet Brown. Iba a fiestas, al cine, viajaba, visitaba tiendas de antigüedades y socializaba con sus amigos, la mayoría de los cuales no eran actores, aunque las fuentes afirman que tenía relaciones sociales con Brian Aherne, David Niven y su esposa, la sueca Hjördis Genberg, Deborah Kerr, Emil Jannings y su esposa Gussy Holl, Jessica Dragonette, Friedrich Wilhelm Murnau, Katharine Hepburn, Montgomery Clift y Tallulah Bankhead. También era amiga de la baronesa Cécile de Rothschild, Nils y Märta Wachtmeister, primos de la familia real, y del dietista Gayelord Hauser, quien tuvo una influencia significativa en su dieta; fue por consejo suyo que abandonó su «vegetarianismo obsesivo». Pasaban tiempo y viajaban juntos, y Gottlieb admitió: «La relación con Hauser fue una de las más refrescantes y positivas en la vida de Garbo» (existieron rumores de un romance y matrimonio entre la pareja, a pesar de que Hauser era homosexual). La animó a invertir su capital en acciones, obras de arte, bienes raíces (había estado invirtiendo en ellos desde 1942, desde Los Ángeles hasta Milwaukee, Wisconsin) y bonos, lo que con el tiempo le proporcionó seguridad financiera (en la década de 1970, Anthony Palermo asumió el cargo de mediador, tratando con bancos, corredores de inversiones, administradores de bienes raíces y agentes de seguros). Siguieron siendo amigos [con Hauser] hasta su muerte en 1984. Hombres educados de Nueva York y de círculos sociales europeos competían por su atención, y entre sus admiradores se encontraban Adlai Ewing Stevenson II y Winston Churchill.
Su relación más estrecha fue con Salka Viertel, a quien conoció en 1929 y con quien mantuvo contacto hasta su muerte en 1978. Además de coescribir los guiones de varias películas de Garbo, también actuó como su portavoz ante Mayer y Thalberg, como su asesora y fue su guía intelectual y cultural.
El artista James Montgomery Flagg contó en 1933 que cuando le permitieron retratar a Garbo en una fiesta de directores en Hollywood algunos años antes, ella le confesó que sufría de melancolía. En aquel entonces, tenía un disco sueco con risas de todo tipo que ponía durante sus visitas para observar la reacción de sus anfitriones. En 1937, en una carta a su amiga, la actriz y escritora austriaca Salka Viertel, escribió: «No voy a ninguna parte, no veo a nadie... Es duro y triste estar sola, pero a veces es aún más difícil estar con alguien...». En otra carta de 1970, escribió: «Me siento muy cansada y no logro recomponerme para planear adónde ir... Lo siento, pero siempre parece que algo anda un poco mal conmigo, y tampoco está en mi cabeza...».
Debido a que Garbo desconfiaba de los medios de comunicación y a menudo se enfrentaba a los ejecutivos de la MGM, desdeñó las normas de publicidad de Hollywood. La prensa la llamaba habitualmente la «Esfinge sueca», y su reticencia y miedo a los desconocidos perpetuaron el misterio y la mística que proyectaba tanto en la pantalla como en la vida real. La MGM finalmente lo capitalizó, ya que reforzó la imagen de la mujer silenciosa y solitaria, llena de misterio. A pesar de sus denodados esfuerzos por evitar la publicidad, Garbo, paradójicamente, se convirtió en una de las mujeres más publicitadas del siglo XX y quedó estrechamente relacionada con una frase de Grand Hotel, que el American Film Institute votó en 2005 como la trigésima cita cinematográfica más memorable de todos los tiempos: «Quiero estar sola, solo quiero estar sola». El tema era una broma recurrente en sus películas que comenzaron durante el período mudo.
Tras protagonizar Torrent (1926), a Garbo se la conoció como «la diva del Art déco», se le atribuyó la popularización del «sombrero de ala ancha» y su estilo fue descrito como «gabardina, zapatos sencillos, camisas, pantalones pitillo, sombrero de ala ancha y gafas de sol grandes».

#### Romances

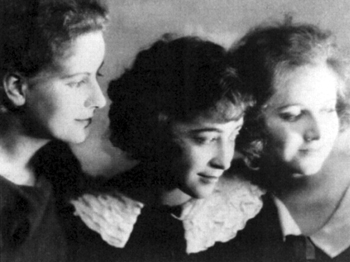
Garbo, Mimi Pollak y Vera Schmiterlöw en su época de estudiantes de actuación (1922/1923).

La orientación sexual de Garbo fue tema de debate entre los biógrafos, quienes la describieron como bisexual o lesbiana. Según Paris, la mayoría de los romances que se le atribuyeron con mujeres y hombres fueron rumores (existían incluso hipótesis sobre relaciones físicas con su hermana mayor, Alva, durante la adolescencia), y creía que Garbo comenzó a hablar de sexo a más tardar a los 14 años, como lo demostraron sus alusiones al amor lésbico en sus cartas escritas a Eva Blomgren.
En 1922, tuvo un romance con Max Gumpel, un jugador de waterpolo sueco. Tras su ruptura, mantuvieron una amistad que duró toda la vida del atleta y también conservó como recuerdo un anillo de oro con un diamante que le regaló. Durante sus dos años de estudios en la escuela de interpretación del Teatro Real Dramático, gozó de popularidad entre los hombres, quienes a menudo la invitaban a cenar. Como admitió Vera Schmiterlöw: «Cuando aceptaba, en varias ocasiones dejaba claro que tenía que irse temprano a casa». Entre sus admiradores en aquella época se encontraban Johannes Poulsen, Gosta Kyhlberg, Lars Saxon (a quien trataba como amigo y con quien concertó una cita con su hermana) y Hans Spiro. Según Bret, los romances de Garbo durante sus años de estudiante eran de naturaleza lésbica y entre sus parejas se encontraban Mimi Pollak, Mona Mårtenson y Vera Schmiterlöw, siendo su vínculo más cercano con Pollak (Swenson afirmó que no había evidencia para sostener su relación con Mårtenson, pero sí admitió que era el tipo de Garbo). En 2005, los herederos de Mimi Pollak publicaron 60 cartas que Garbo le había escrito en su extensa correspondencia y varias de ellas sugirieron que pudo haber experimentado sentimientos románticos por Pollak durante muchos años. Tras enterarse de su embarazo en 1930, por ejemplo, Garbo escribió: «No podemos evitar nuestra naturaleza, tal como Dios la creó. Pero siempre he creído que tú y yo estábamos hechas la una para la otra». En 1975, escribió un poema sobre no poder tocar la mano de su amiga, con quien podría haber estado caminando por la vida.
Durante el rodaje de Die freudlose Gasse (1925) en Berlín, inició un breve romance con la cantante francesa Marianne Oswald. También mantuvo una relación con el traductor sueco Sven-Hugo Borg, quien actuó como su guardaespaldas y confidente, y dijo una vez: «Si alguna vez amara a alguien, sería a Mauritz Stiller».

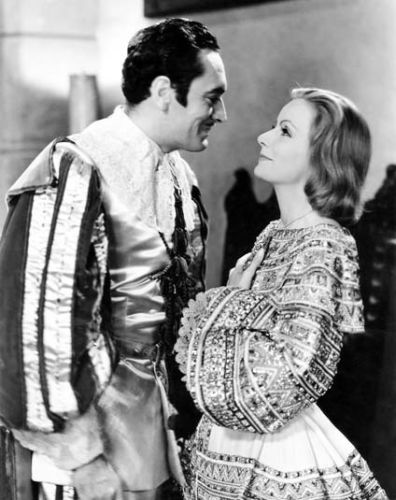
Gilbert y Garbo en Queen Christina (1933).

En el set de Flesh and the Devil (1926), comenzó una relación con John Gilbert, su compañero de pantalla, con quien trabajó cuatro veces durante su carrera. Poco después de que comenzara su romance, Gilbert comenzó a ayudarla a desarrollar sus habilidades actorales en el set y a enseñarle a comportarse como una estrella, socializar en fiestas y tratar con los jefes del estudio. Su romance es considerado uno de los más notorios del siglo XX, pero Gilbert, por el contrario, tenía reputación de ser arrogante, explosivo, luchar contra la adicción al alcohol y abusar de la violencia: durante una de sus discusiones, mientras estaba borracho, supuestamente apuntó con un revólver a Garbo, que se había mudado a su residencia en el 1400 de Tower Grove Road, renovada por sugerencia suya. En 1926, cuando los rumores de la supuesta boda de la pareja se filtraron a la prensa, recibió cientos de cartas de fanáticos expresando su oposición a Gilbert, que era considerado un mujeriego. Se especuló mucho sobre si Garbo estaba embarazada, si tuvo un aborto o si tuvo un aborto espontáneo (SN Behrman afirmó que tuvo varios abortos, lo que supuestamente explicaba su «miedo al sexo»). Los biógrafos cuestionaron la credibilidad de esas especulaciones y citaron como prueba sus instintos maternales y su deseo de tener hijos. Rechazó las propuestas de Gilbert una docena de veces durante el tiempo que estuvieron juntos y atribuyó su negativa a casarse a que estaba demasiado nerviosa, tenía un temperamento inestable y, como creía Swenson, «temía que quien se casara con ella pronto descubriera lo despistada que era». Otras teorías aseguran que Gilbert le propuso matrimonio a Garbo en numerosas ocasiones y ella finalmente aceptó, pero se echó atrás justo antes de la boda. Los columnistas informaron de su supuesto casamiento en sus artículos. «Ni siquiera estamos comprometidos. Pienso mucho en el Sr. Gilbert. Lo admiro mucho, como amigo. No como posible amante o marido», respondió cuando los periodistas le preguntaron por el estado de su relación. A finales de 1928, su romance se había convertido en amistad, y cuando se separaron y Garbo se mudó de su casa —lo hizo después de que él se casara con Ina Claire en 1929—, su círculo íntimo de amigos incluía a bisexuales y gays. «Estaba enamorada de él. Pero me paralicé. Tenía miedo de que me dijera qué hacer y me mandara. Siempre quise ser la jefa», dijo. Años después, cuando le preguntaron por Gilbert, Garbo comentó: «No recuerdo que vi en él». Según la autobiografía de Ava Gardner, Garbo le admitió que Gilbert era el único hombre al que realmente había amado, pero que la había «decepcionado» al tener una «aventura supersticiosa» con «una extra» durante su última película y nunca lo había perdonado.
De 1927 a 1930 mantuvo un romance con la actriz Lilyan Tashman y la estrella del cine mudo Louise Brooks declaró que tuvieron una breve relación en 1928. También se le atribuyó una relación íntima con el príncipe Sigvard Bernadotte, que supuestamente tuvo lugar durante un viaje en barco de Estados Unidos a Suecia y durante su estancia en su país natal en diciembre de 1928, aunque según fuentes, eran solo conocidos. Durante el rodaje de The Single Standard (1929), tuvo un romance fugaz con Nils Asther, cuya propuesta de casamiento también rechazó (según Swenson, ambos se conocieron en la escuela de interpretación y fue entonces cuando ella lo rechazó por primera vez). «Me rechazó sin piedad. Dijo que definitivamente no se casaría conmigo ni con nadie más. Decidió dedicarse a su arte, el cine y el teatro», recordó Asther.
De enero a abril de 1930, salió con Fifi D'Orsay, pero tras enterarse de que su pareja hablaba con la prensa sobre su relación a sus espaldas, terminó la relación. Un año después, conoció a Mercedes de Acosta, con quien mantuvo una relación intermitente e inestable (algunos biógrafos creían que su relación se basaba únicamente en la amistad). Swenson escribió que «ambas eran “personas desesperadamente infelices e inadaptadas” que vivían en un estado casi constante de melancolía». Mantuvieron una relación amistosa durante treinta años y durante ese tiempo, Garbo le escribió 181 cartas y telegramas (conservados en el Museo y Biblioteca Rosenbach de Filadelfia, Pensilvania). Su relación terminó después de que de Acosta, al encontrarse en dificultades económicas, publicara sus memorias Aquí yace el corazón (1960).

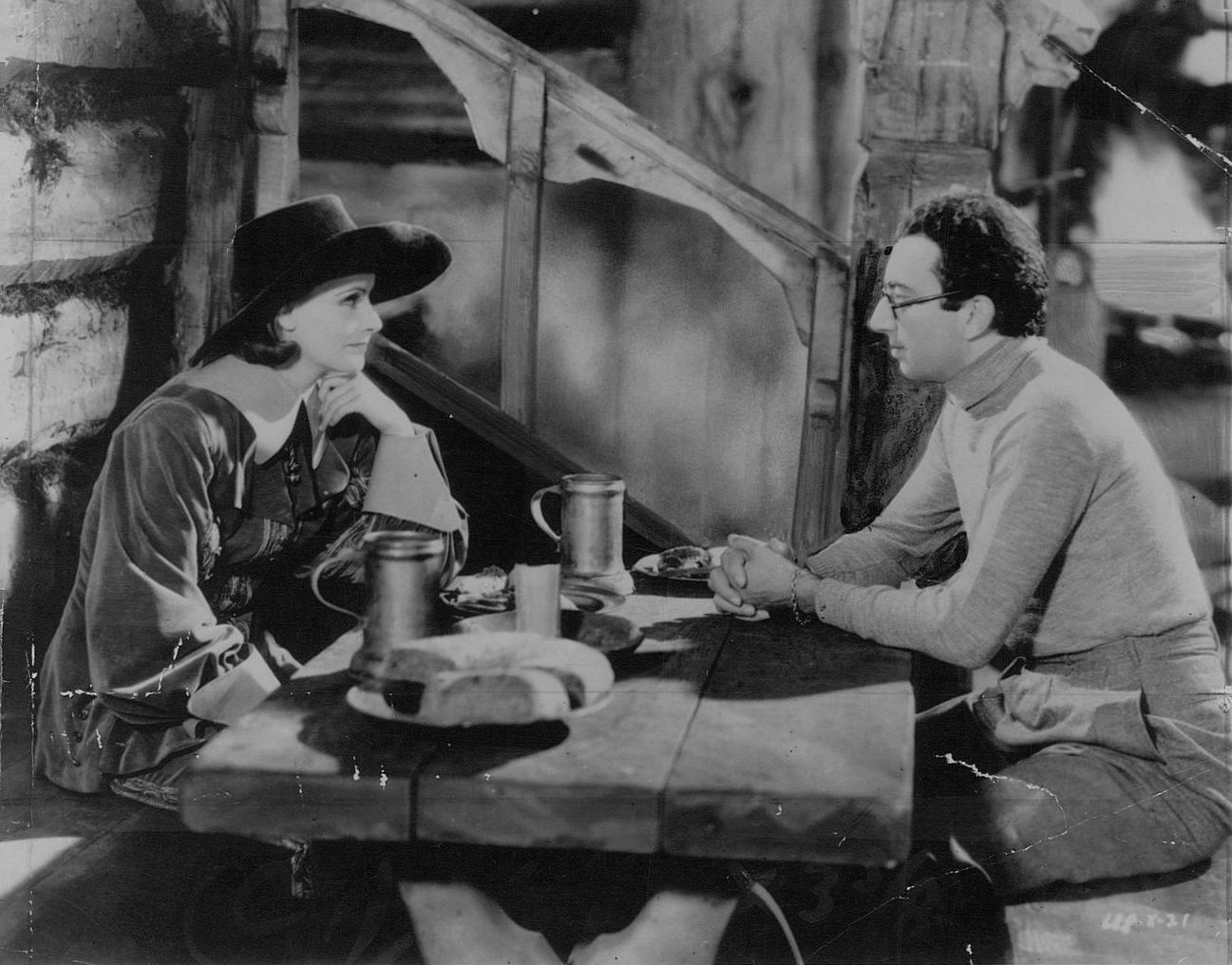
Garbo y Mamoulian en el set de Queen Christina (1933).

Tras terminar Queen Christina (1933), se fue de vacaciones con Robert Mamoulian y visitaron el Gran Cañón de Arizona. Se vieron obligados a interrumpir sus vacaciones debido al excesivo interés de los periodistas y las multitudes de admiradores (una situación similar ocurrió a su llegada a Victorville, California, durante la producción de la película mencionada). Durante sus viajes juntos, usaron nombres y apellidos falsos, como «Mary Jones» y «Robert Bonji», o «Sr. y Sra. Brown». El círculo más cercano de Garbo los consideraba «grandes amigos», mientras que los amigos del director afirmaban que él se había enamorado perdidamente de ella. De agosto a noviembre de 1933, salió con Max Baer y a mediados de la década de 1930, conoció y mantuvo una breve relación con George Brent, con quien compartía su carácter introvertido y su amor por los deportes y la soledad (se mudó con él durante un tiempo).

Greta Garbo y George Schlee en 1959.

Durante el rodaje de Camille (1936), pasó su tiempo libre con el director de orquesta británico Leopold Stokowski. Viajaron al norte de África, Italia, Francia, el Reich alemán y Suecia (la cobertura de prensa de la pareja sobre sus visitas a Italia a menudo eclipsaba acontecimientos políticos importantes, como la anexión del Estado Federal Austriaco por Hitler en 1938). Aunque su relación era platónica, la prensa informó sobre su vínculo y matrimonio (se especuló que Garbo contribuyó al divorcio de Stokowski con Evangeline Johnson en 1937). «No negaré que el Sr. Stokowski y yo somos muy buenos amigos. Pero en cuanto a mi matrimonio con él, no», admitió Garbo. A cambio de una promesa de paz de los periodistas, ambos organizaron una rueda de prensa, durante la cual exclamó: «Solo quiero que me dejen en paz». Su relación terminó en 1938.
En la primera mitad de la década de 1940, mantuvo una estrecha relación con Gilbert Roland, mientras que Erich Maria Remarque admitió en sus diarios haber tenido un romance con Garbo en 1941. Cecil Beaton también describió su larga relación con ella —incluyendo un romance— en sus memorias The Happy Years (1972), que abarcaron los años 1940-1948. Compitió con él por los favores de George Schlee y en 1965, terminó su amistad, negándose a hablar por teléfono o a reunirse con Beaton hasta 1974, cuando (a instancias de Green) lo visitó por última vez en Londres después de que él sufriera un derrame cerebral y quedara parcialmente paralizado. En las décadas de 1950 y 1960, mantuvo una relación amistosa con el millonario griego Aristóteles Onassis, cuya propuesta también rechazó.
De 1942 a 1964, mantuvo una amistad con su agente, George Schlee —quien estaba casado con la diseñadora Valentina—, lo que alimentó los rumores de una aventura. Además de supervisar sus finanzas (le hizo adquirir la lujosa villa Le Rock en Cap-d'Ail, construida por Faruk I, donde veraneaban juntos), era dominante y celoso de Garbo (según numerosos relatos, la dominaba y controlaba, emulando a Stiller). Nicholas Turner, amigo íntimo de Garbo durante 33 años, dijo que, después de que la actriz comprara un apartamento en el mismo edificio donde vivía el matrimonio Schlee, «Garbo se mudó y le arrebató a Schlee a Valentina de inmediato». El millonario ruso dividiría su tiempo entre ambas, convirtiéndose en el compañero cercano y consejero de la actriz hasta su muerte a causa de un infarto en 1964.
Raymond Daum, su compañero habitual de paseo, negó que fuera soltera o célibe. Walter Wanger la consideraba «la mujer más sexualmente activa con la que he trabajado» y Beaton escribió algo similar en sus diarios, pero señaló, citando a Cukor, que «reservaba su verdadera sensualidad para la cámara».

## Filmografía
En una carrera que duró 21 años, apareció en 29 largometrajes, 24 de los cuales se realizaron en los Estados Unidos.
En 1932, fue incluida entre las diez actrices estadounidenses más taquilleras y 11 de sus películas figuraron entre las diez más taquilleras de Estados Unidos ese año. Seis de sus películas fueron nominadas al menos a un Óscar en cada categoría y otras seis también recaudaron más de 100 millones USD en Estados Unidos, ajustados a la inflación.
Tres de sus películas —Flesh and the Devil (1926), Grand Hotel (1932) y Ninotchka (1939)— fueron inscritas en el Registro Nacional de Cine (NFR).
| Año  | Título                 | Papel                          | Notas |
| ---- | ---------------------- | ------------------------------ | --- |
| 1920 | Herr och fru Stockholm | Hermana mayor                  | Un anuncio. El segmento de Garbo es conocido como How Not to Dress.                                                                                |
| 1921 | En lyckoriddare        | Extra                          | Sin créditos; filme perdido. |
| 1921 | Konsum Stockholm Promo | Compañera                      | Filme publicitario. |
| 1922 | Luffar-Petter          | Greta                          | Primer papel de Garbo en un filme comercial. |
| 1924 | Gösta Berlings saga    | Elizabeth Dohna                | Primer rol destacado de Garbo en una película de cine muda sueca, dir. Mauritz Stiller.                                                            |
| 1925 | Die Freudlose Gasse    | Greta Rumfort                  | Filme alemán dirigido por G.W. Pabst |
| 1926 | Torrent                | Leonora Moreno alias La Brunna | Primer filme norteamericano de Garbo. Todas las siguientes películas de Garbo fueron realizadas en Hollywood y producidas por Metro-Goldwyn-Mayer. |
| 1926 | The Temptress          | Elena                          | |
| 1926 | Flesh and the Devil    | Felicitas                      | La primera de las siete películas de Garbo dirigidas por Clarence Brown, y la primera de las cuatro películas con su coestrella John Gilbert.      |
| 1927 | Love                   | Anna Karenina                  | Adaptado de la novela Anna Karenina de Tolstoi |
| 1928 | The Divine Woman       | Marianne                       | El filme está extraviado; solo existe un rollo de nueve minutos.                                                                                   |
| 1928 | The Mysterious Lady    | Tania Fedorova                 | |
| 1928 | A Woman of Affairs     | Diana Merrick Furness          | La primera de las siete películas con el actor Lewis Stone, quien, con la excepción de Wild Orchids, interpretaba roles secundarios.               |
| 1929 | Wild Orchids           | Lillie Sterling                | |
| 1929 | A Man's Man            | A sí misma                     | Garbo y John Gilbert aparecieron en cameos; el filme está perdido.                                                                                 |
| 1929 | The Single Standard    | Arden Stuart Hewlett           | |
| 1929 | The Kiss               | Irene Guarry                   | Última película muda de Garbo y MGM. |

| Año  | Título                          | Personaje                           |
| ---- | ------------------------------- | ----------------------------------- |
| 1930 | Anna Christie                   | Anna Christie                       |
| 1930 | Romance                         | Madame Rita Cavallini               |
| 1931 | Inspiration                     | Yvonne Valbret                      |
| 1931 | Susan Lenox (Her Fall and Rise) | Susan Lenox                         |
| 1931 | Mata Hari                       | Mata Hari                           |
| 1932 | Grand Hotel                     | Grusinskaya                         |
| 1932 | As You Desire Me                | Zara alias Marie                    |
| 1933 | Queen Christina                 | Cristina de Suecia                  |
| 1934 | El velo pintado                 | Katrin Koerber Fane                 |
| 1935 | Anna Karenina                   | Anna Karenina                       |
| 1936 | Camille                         | Margarita Gautier                   |
| 1937 | Maria Walewska                  | Condesa Marie Walewska              |
| 1939 | Ninotchka                       | Nina Ivanovna «Ninotchka» Yakushova |
| 1941 | Two-Faced Woman                 | Karin Borg Blake / Katherine Borg   |

## Estilo de actuación e imagen

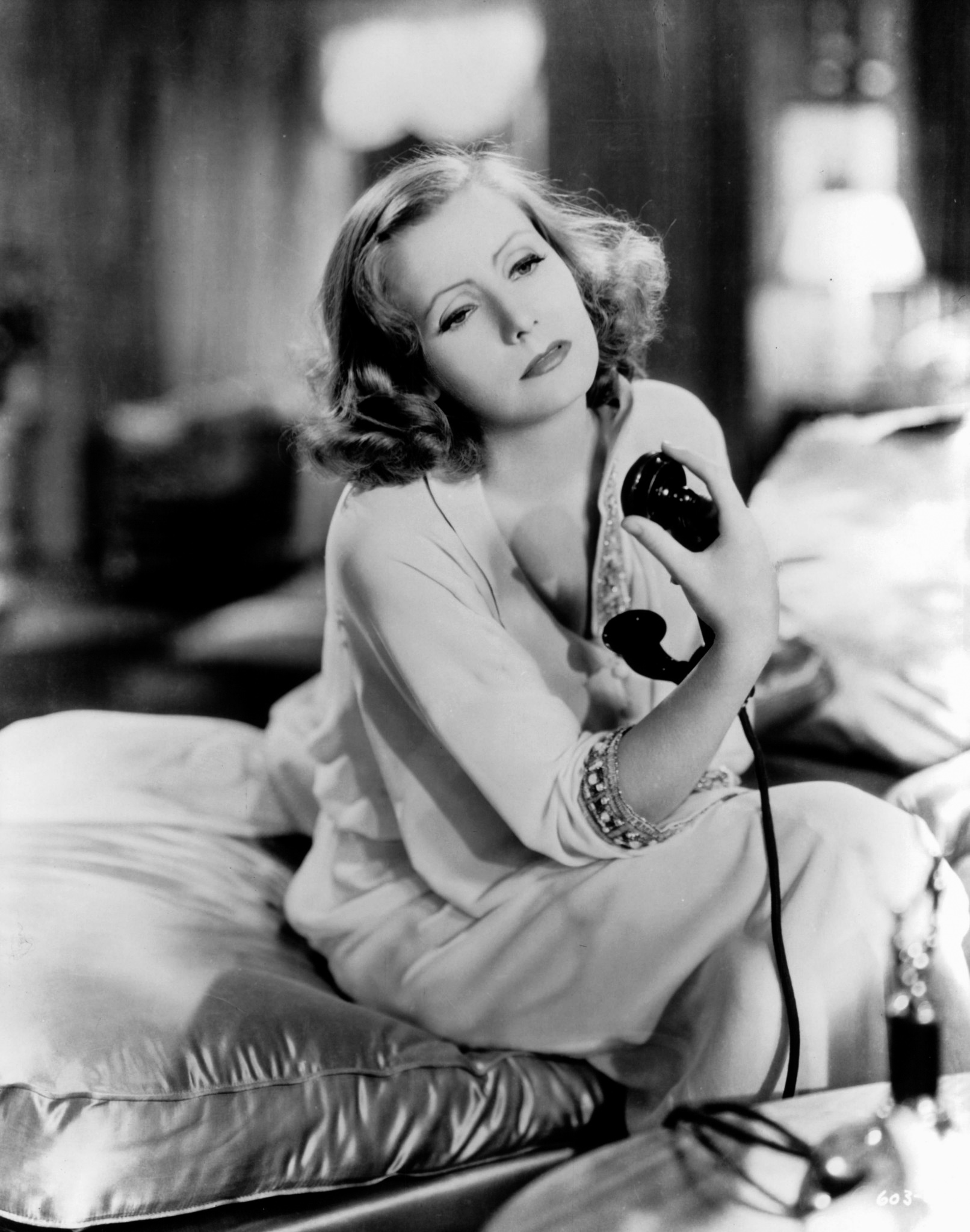
Garbo en una pose melancólica en un fotograma de la película Grand Hotel (1932).

Durante sus años en la escuela de interpretación del Teatro Real Dramático (1922-1924), concedió especial importancia a la jugada escénica, que requería reflejar las emociones. Como escribió en sus notas, «actuar sin palabras es el arte de exteriorizar expresivamente diferentes estados de ánimo, pensamientos y deseos mediante movimientos faciales y gestos». La base fundamental para eso fue el sistema Delsarte/Dalcroze, según el cual la gesticulación nace de instintos internos, gracias a los cuales puede desglosarse analítica y científicamente a partes individuales del cuerpo y a sus posiciones. En la era del cine mudo, utilizó a menudo el sistema de simbolismo gestual, que asumía que cada movimiento del cuerpo y la cabeza tenía su propio significado. Concedió una importancia similar a la voz: el profesor de canto Karl Nygren admitió que su voz despertó «grandes expectativas», incluyendo la teoría de que la risa puede tener diferentes significados, dependiendo de la vocal dominante. Sus anotaciones de la época en la escuela de interpretación se conservan en el Instituto Sueco del Cine (SFI).
A partir de su trabajo en el melodrama Gösta Berlings saga (1924), se involucró plenamente en el personaje que interpretaba, experimentando sus emociones y dilemas. «Necesito soledad. Si alguien me habla, o me interrumpe en estos momentos, pierdo el contacto con mi personaje», argumentó. Walker creía que sentía instintivamente el papel y cada parte de él antes de que la cámara comenzara a rodar. No le gustaba que la observaran mientras grababa una escena determinada (en ese momento dejaba de rodar) y Paris notó su capacidad para interpretar emociones con autenticidad en la película dirigida por Stiller. «Desde el primer momento de la película, su extraña, cautivadora y a la vez creíble distancia de sí misma y del mundo es evidente», afirmó. Swenson enfatizó que en la película Anna Karenina (1927) la complejidad de las emociones que transmitía, en comparación con producciones anteriores, mostró un aumento significativo.

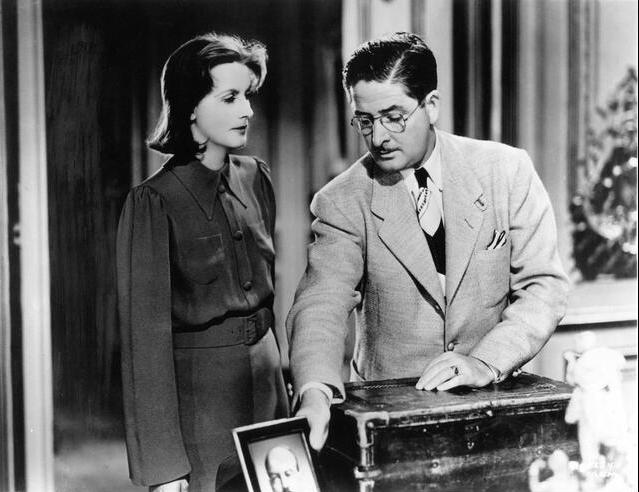
Garbo y el director de fotografía William H. Daniels (con quien había trabajado desde 1926) en el set de Ninotchka (1939).

A partir de sus primeras películas mudas de la década de 1920, su estilo actoral estuvo marcado por una moderación que impactó al público de la época. Paris argumentó que era tan vulnerable como su personaje en Gösta Berlings saga, un estilo que se convertiría en una seña de identidad al comenzar su carrera en Hollywood. Para Swenson, su actuación discreta presagiaba un estilo menos melodramático y más natural en la pantalla. Eso, combinado con su encanto, atraía tanto a las mujeres que querían imitarla como a los hombres que querían poseerla. «Su comportamiento íntimo y sus besos sugerían una mujer —no una vampiresa— que confiaba en su sexualidad», afirmó Swenson. Sin embargo, un historiador de cine creía que ninguna actriz, antes o después, había combinado de forma tan íntima las preferencias masculina y femenina en un solo abrazo. Rouben Mamoulian destacó la capacidad de Garbo para usar «recuerdos sensoriales» (momentos del pasado como pistas emocionales en el set). Era a la vez fotogénica e intuitiva, y comprendía con precisión la calidad poética que exigía la escena y reproducía emociones tanto física como estéticamente.
Su estilo, peinado y su característico énfasis en los ojos azules —erróneamente considerados más oscuros debido a sus largas pestañas— influyeron significativamente en la moda y la apariencia de toda una generación. Las mujeres, imitándola, hicieron de las pestañas postizas un elemento básico de su maquillaje, al igual que las gafas de sol, y los sombreros (boinas y cloche) se convirtieron en parte esencial de su vestuario.
El vestuario de Garbo en Hollywood fue diseñado por Adrian (colaboraron en 18 películas, comenzando con A Woman of Affairs). En su opinión, la característica de su imagen era «una mirada hermosa y lánguida». «Cuando la conocí, parecía tan efímera e inaccesible como la había imaginado», y añadió que su «[rostro] era un óvalo perfecto, que encajaba a la perfección con las nuevas tendencias en sombrerería», y la clave de su completa libertad y de su naturalidad al vestir ropa formal residía en la reserva y compostura innatas de Garbo, que daban carácter a prendas sencillas. William H. Daniels, director de fotografía que había trabajado con ella desde Torrent (1926), recordó:

«Buscamos con mucho ahínco para encontrar los mejores rasgos [de actuación] y acentuarlos con fuerza. Especialmente los ojos. Y Garbo tenía unos ojos maravillosos. [Ella también] tenía pestañas naturalmente largas y en ciertos estados de ánimo pude proyectar la luz muy arriba y mostrar las sombras de las pestañas cayendo sobre las mejillas: se convirtió en una especie de marca registrada para ella».

### Ruth Harriet Louise

Fotos de Garbo por Ruth Harriet Louise
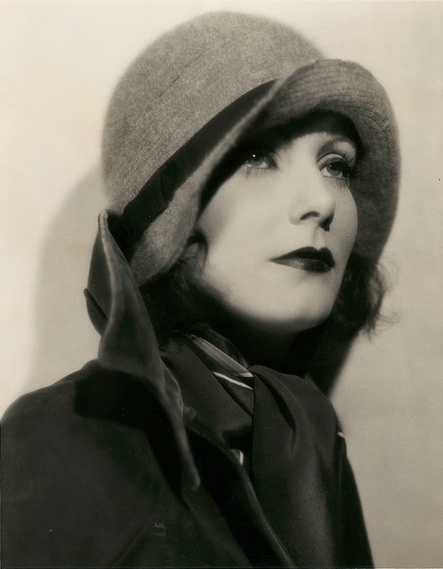
c. 1930.
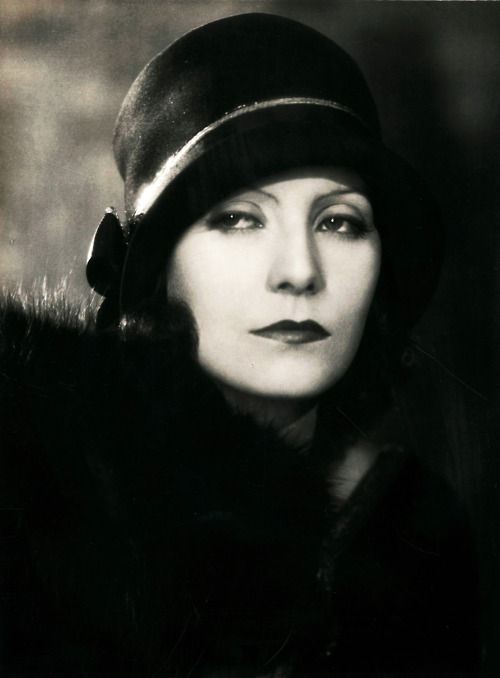
c. 1930.
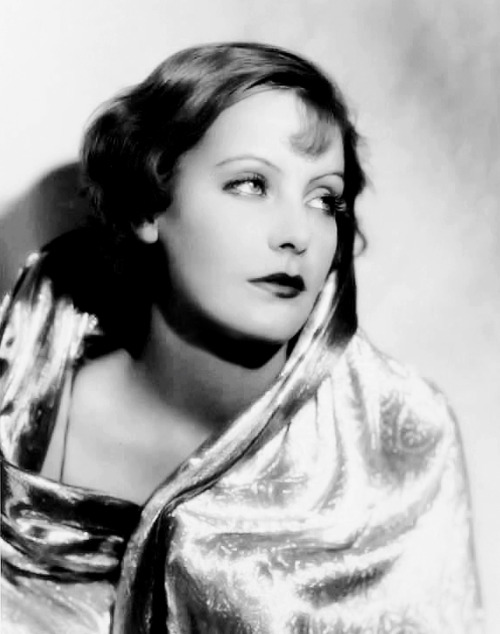
c. 1930.
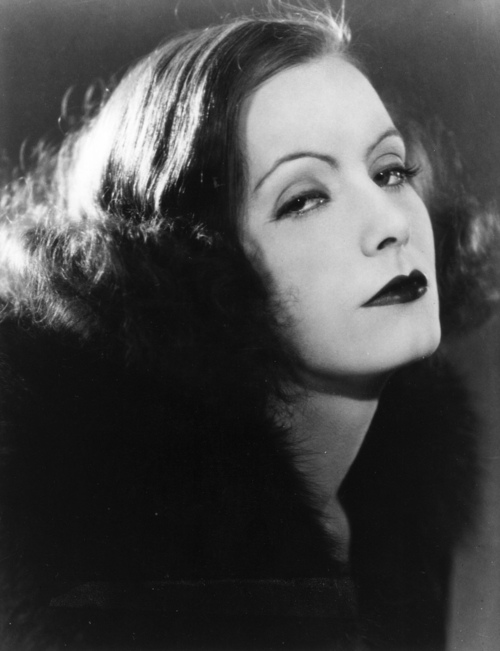
c. 1930.
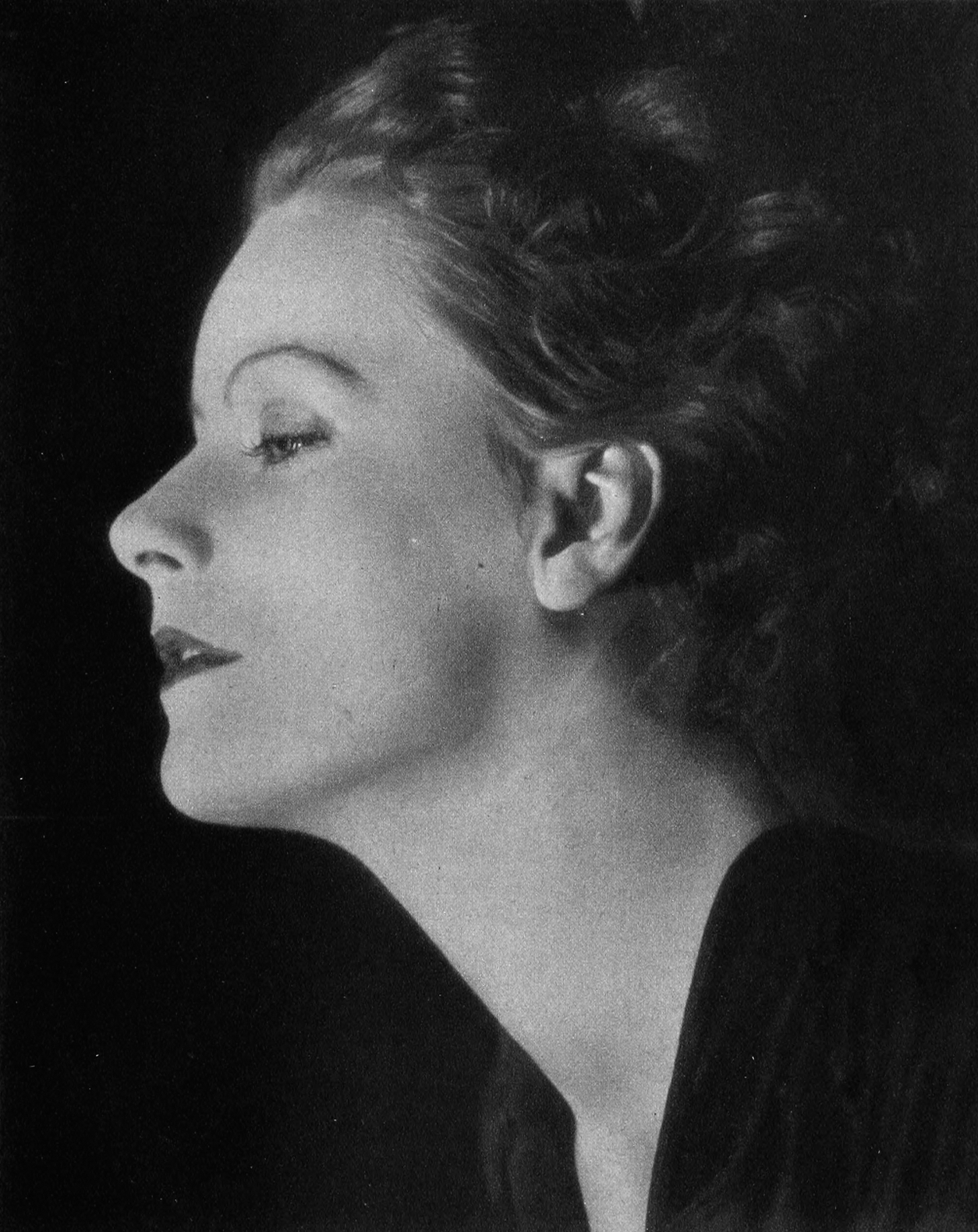
(1926)
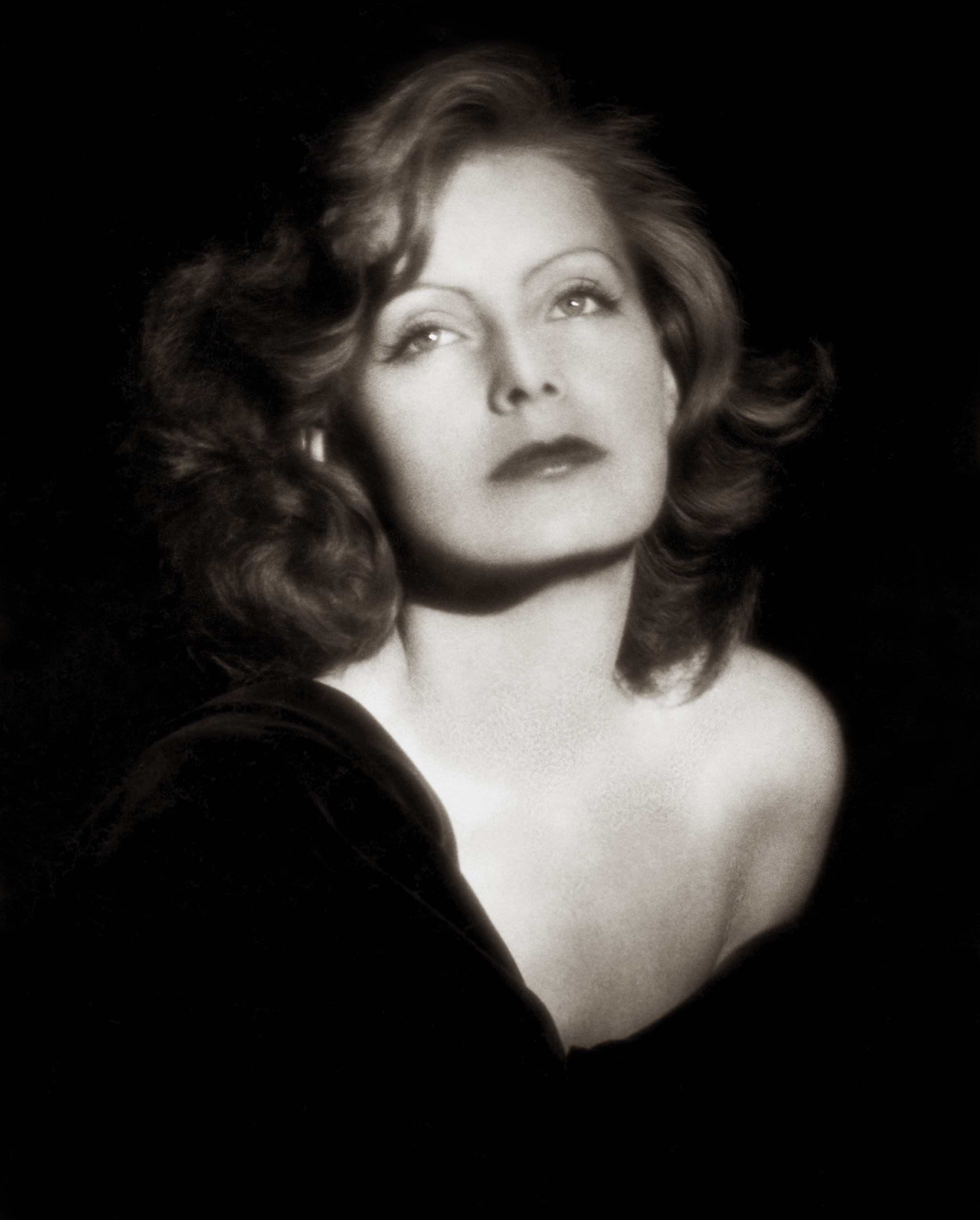
(1927)
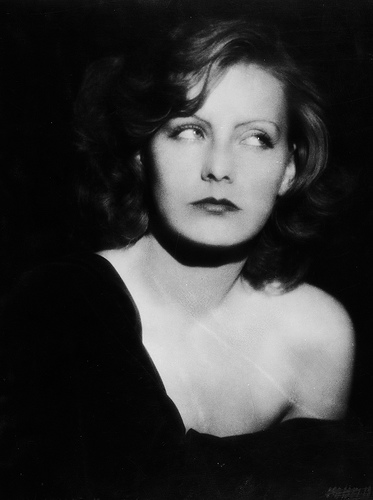
(1927)
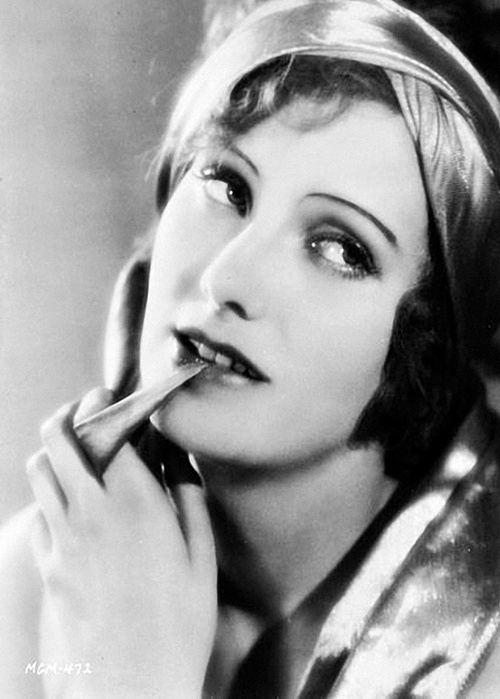
(1927)

A pesar de su aversión a la publicidad (se negaba a promocionar productos comerciales), estaba «loca por sus fotografías» según sus amigos. De 1926 a 1929, trabajó con la retratista de la MGM, Ruth Harriet Louise, que era su fotógrafa favorita. «Tiene tantas facetas su personalidad que es imposible darle a cada una lo suyo... Es tan joven y triste; tiene tantos estados de ánimo, e incluso cuando sonríe siempre siento una gran tristeza», afirmó Louise. Según Swenson, la retratista «parecía menos interesada en contribuir a la imagen que en capturar a la persona real», por lo que fotografió a Garbo en planos largos, y también utilizó su habilidad para recortar y ampliar. «Sus primeros planos fueron en una habitación oscura», escribió, creyendo que esto le permitió «tomar algunas de las fotografías más extrovertidas y reveladoras de Garbo». Según Paris, Louise la retrató como «aniñada», en contraste con las fotografías de «mujeres melancólicas» de Arnold Genthe de mediados de la década de 1920. En su opinión, sonreía con más frecuencia en las fotografías de Louise, y actuaba con más encanto y naturalidad.

### Clarence Sinclair Bull

Fotos de Garbo por Clarence Sinclair Bull
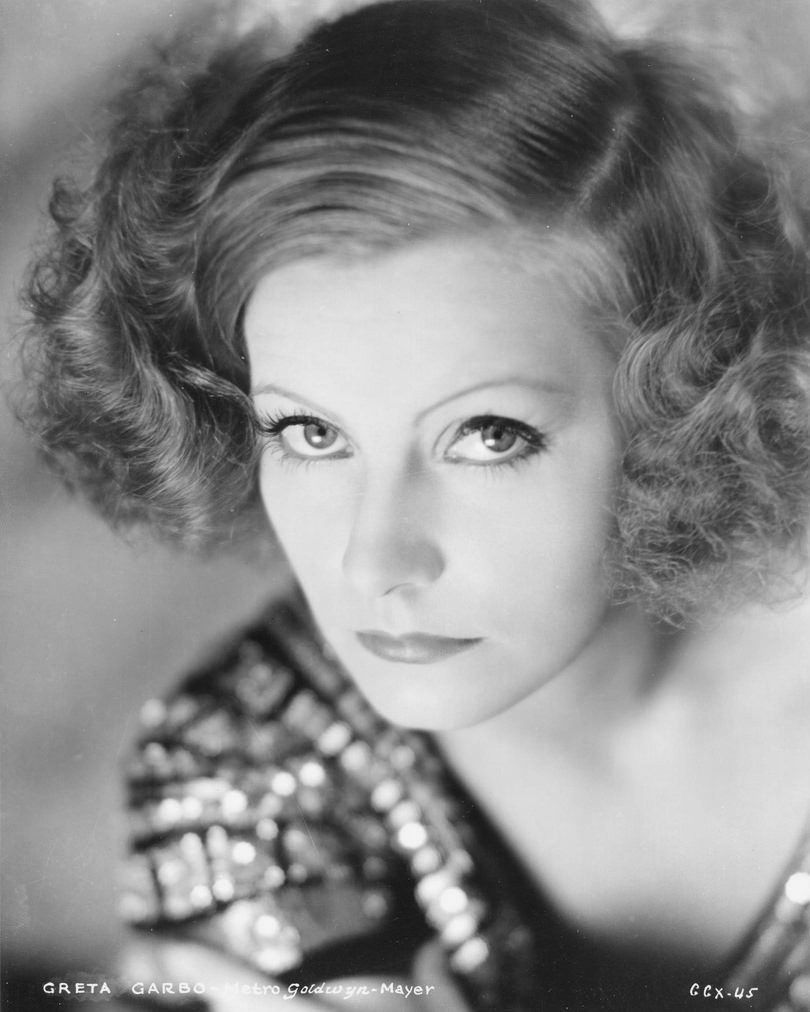
(1930)
(1930)
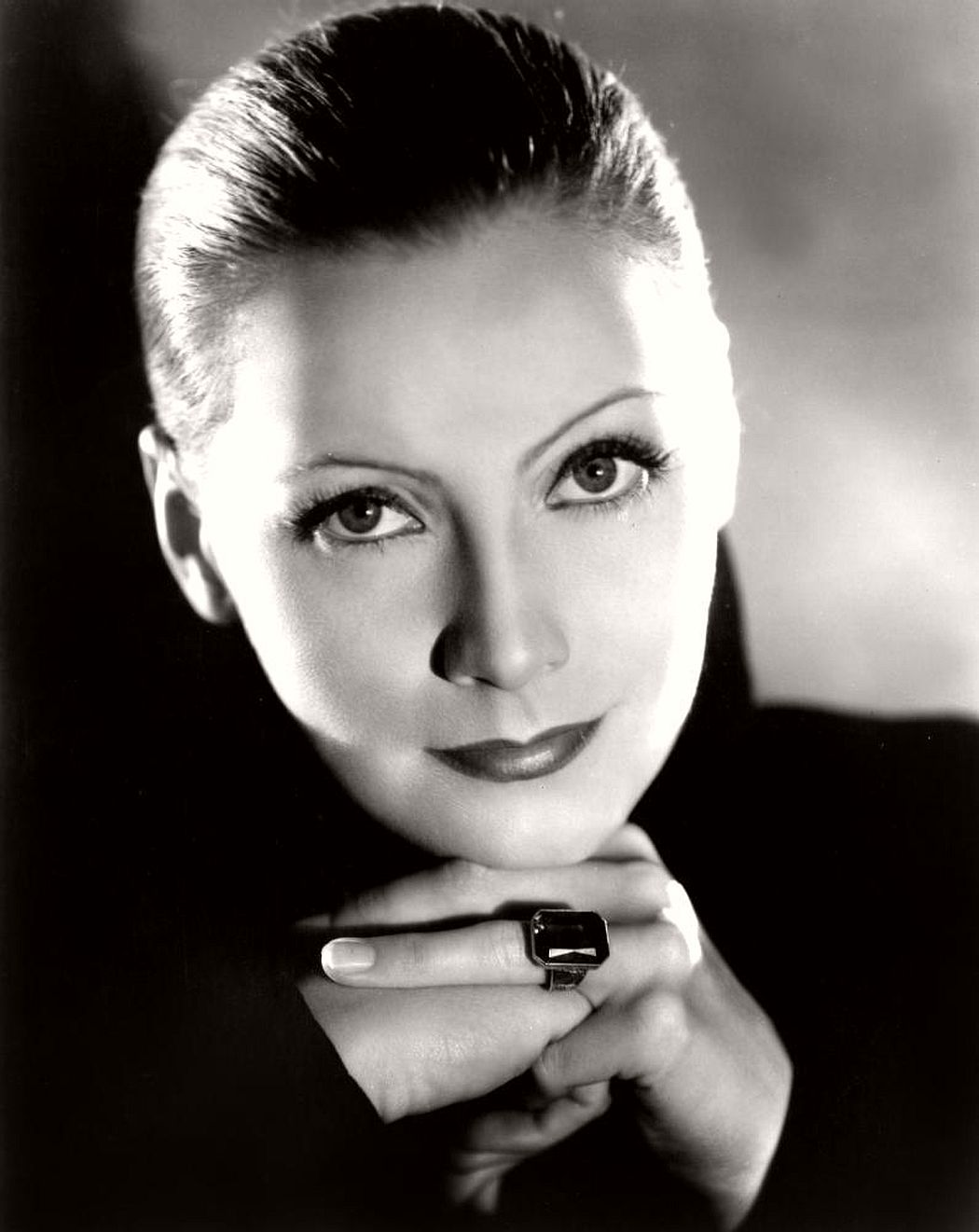
(1931)
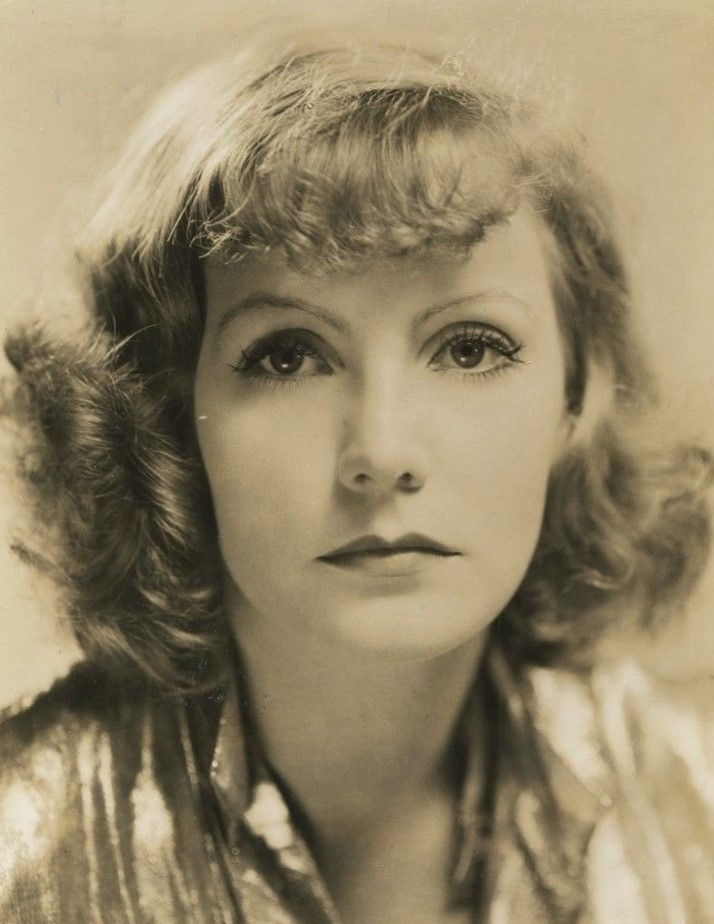
(1931)
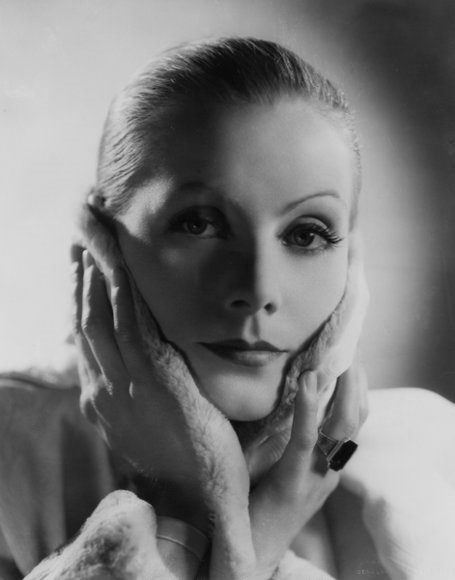
(1931)
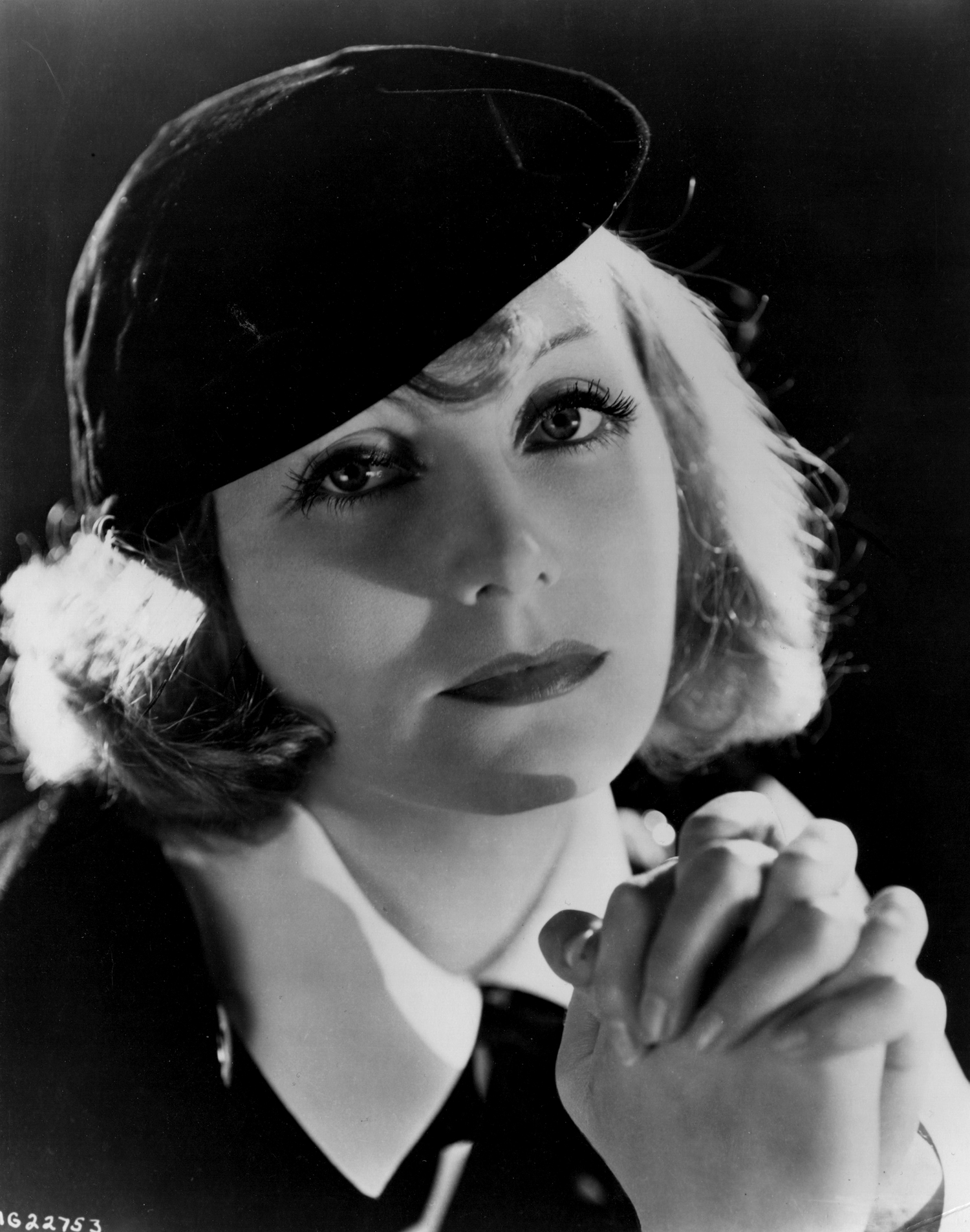
(1932)
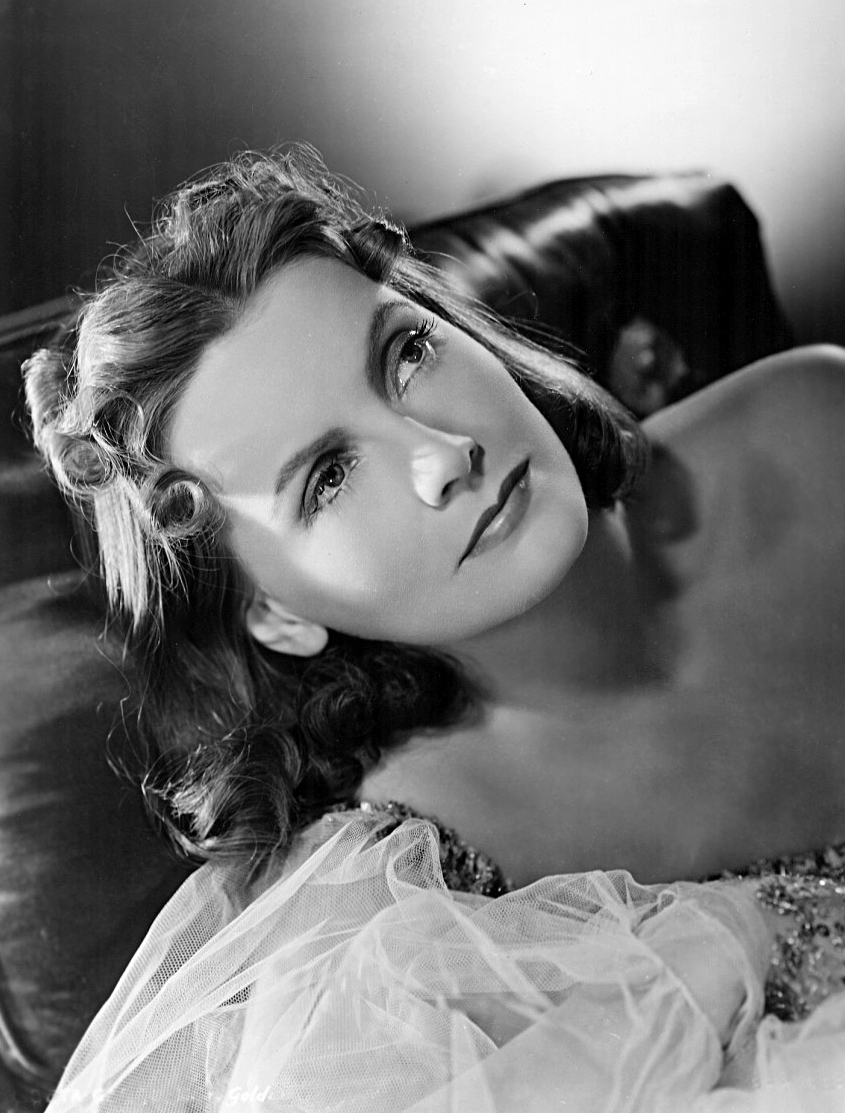
(1939)
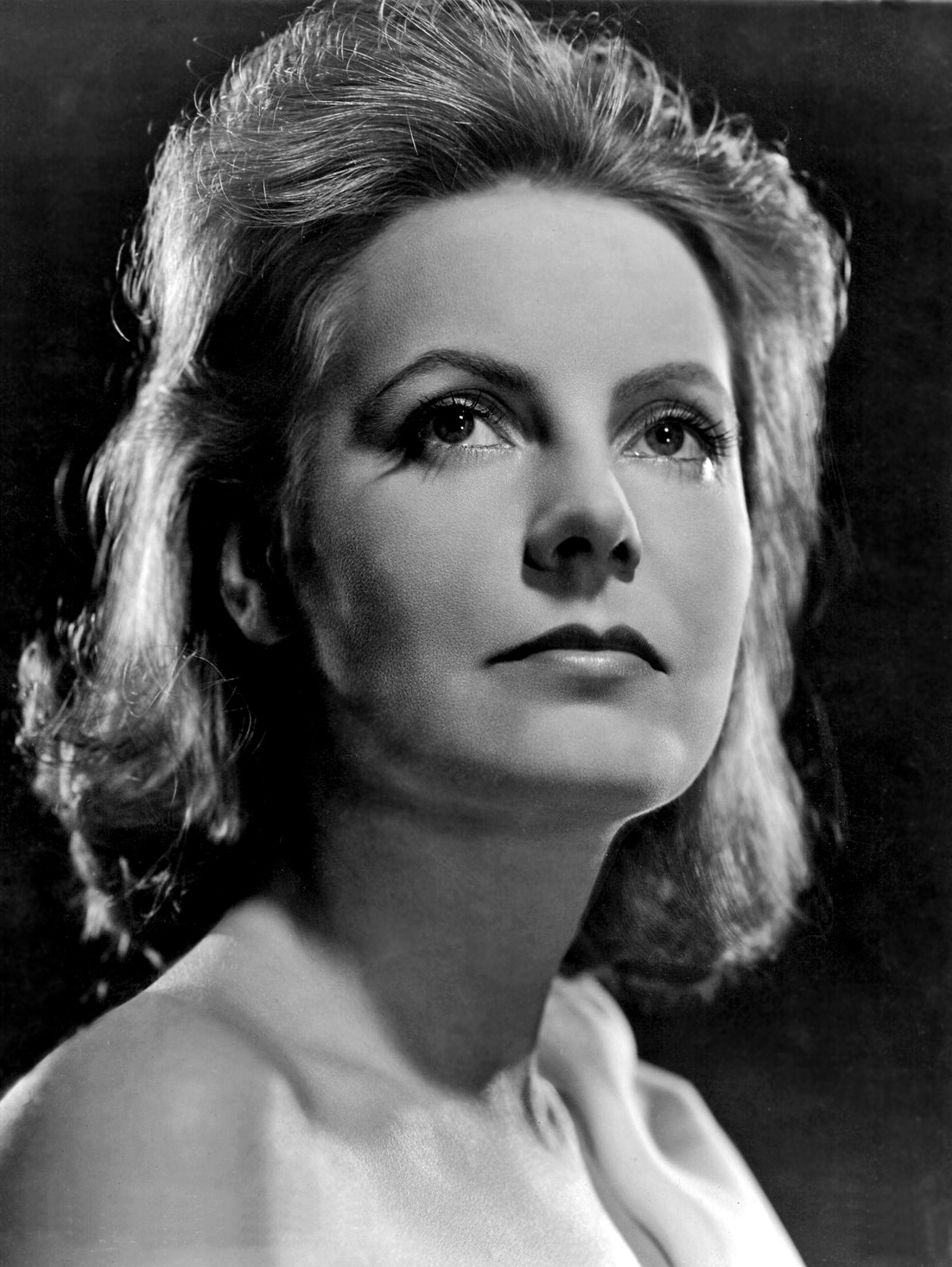
(1939)

En 1929, Clarence Sinclair Bull se convirtió en su retratista privado en la MGM, de modo que posó para casi cuatro mil retratos suyos hasta el final de su carrera cinematográfica en 1941. Según Paris, fue «la colaboración más larga y maravillosa de su tipo en la historia de Hollywood». Swenson escribió que Bull «dirigió ingeniosamente su rostro hacia la luz y explotó su profundidad emocional en las sombras». Posó por primera vez para él en The Kiss (1929) y, al recordar el comienzo de su colaboración, dijo que ella entró en su galería con el aspecto de una «colegiala aterrorizada». Durante tres horas, la fotografió «en todas las poses y emociones que ese hermoso rostro podía reflejar». En 1931, durante el rodaje de Inspiration, utilizó uno de sus retratos, superponiéndolo al rostro de la Esfinge, tras lo cual Garbo se rio de la fotografía experimental y la aprobó. «La Esfinge sueca encarnó hábilmente la personalidad de Garbo, convirtiéndose en una de las imágenes más reconocibles del mundo», señaló Swenson.
Prefería un tipo de iluminación con un reflector potente y una pequeña cantidad de complementos. Bull, al recordar sus sesiones juntas, destacó su profesionalismo y su disposición a colaborar: «Era la actriz más fácil de fotografiar de todas; su perfil era bueno, se la podía fotografiar desde todos los ángulos [...] siempre intentando lograr un impacto visual inusual y una expresión facial que reflejara sentimientos y dilemas». También era capaz de mantener una pose con luz brillante o en total oscuridad durante más de un minuto y medio.
Marjorie Rosen, autora de libros y periodista, creía que Garbo presentaba «una intimidad autoerótica y un amor propio» tanto en las películas como en las fotografías. En su opinión, la conexión simbólica entre la actriz, la cámara y el público residía en que las producciones con su participación, si bien pretendían satisfacer las fantasías de otros, también ocultaban el placer de ser observada. Tennessee Williams, por su parte, consideró que la feminidad de Garbo era demasiado compleja y única para ser recreada: «Posee un auténtico hermafroditismo, una fría belleza de sirena».

## Legado

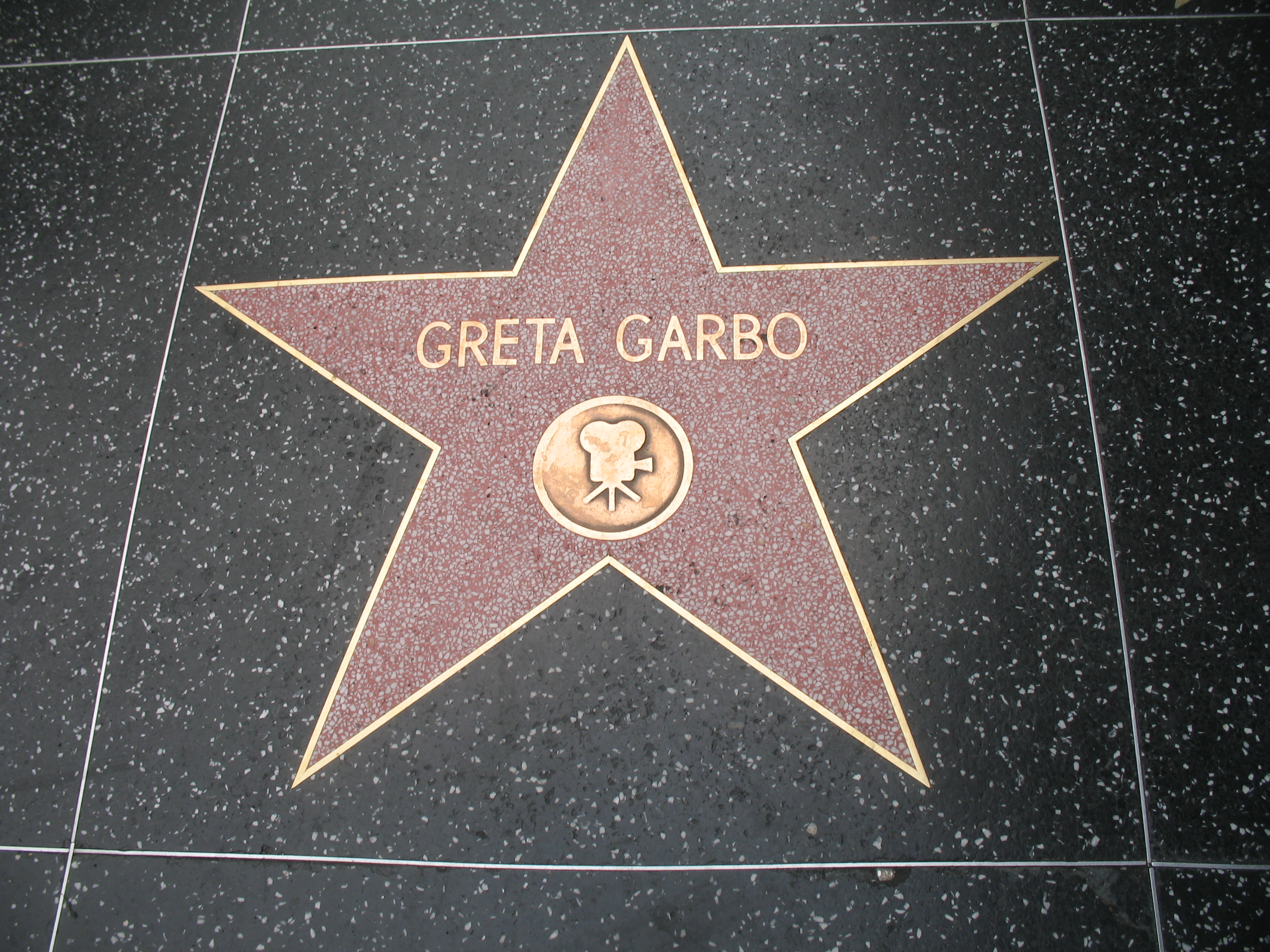
Estrella de Greta Garbo en el Paseo de la Fama de Hollywood (2011).

Garbo poseía una sutileza y un naturalismo en su actuación que la diferenciaban de otros actores y actrices de la época. Se la considera una de las estrellas más grandes y distinguidas de la historia de la cinematografía, una leyenda e ícono de la Época dorada de Hollywood y la cultura pop, y un símbolo sexual de las décadas de 1920 y 1930. Durante la mayor parte de su carrera, fue la actriz mejor pagada de la MGM, lo que la convirtió en su «estrella de mayor prestigio». La crítica y el público, que apreciaron su talento, la llamaron «la divina» (otros apodos incluyeron «la esfinge sueca» y «la mujer más bella del mundo»).

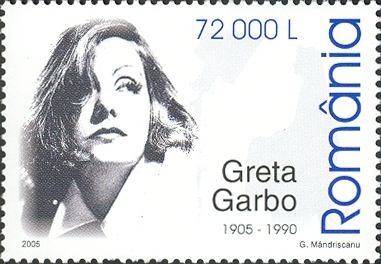
La imagen de Garbo en un sello postal rumano emitido para conmemorar el centenario de la actriz (2005).

Alf Sjöberg escribió que «su rostro, ese paisaje de insondable soledad, reflejaba la alienación de su época... el existencialismo de Sartre. Su voz, la voz dorada que creíamos destinada a nuestro pequeño rincón del mundo, tenía eco». Bette Davis recordó: «Había una verdadera magia en su instinto, en su dominio de la máquina. No puedo analizar la actuación de esta mujer. Solo sé que nadie más trabajó tan efectivamente frente a la cámara». Billy Wilder la consideró «la mejor actriz de cine de todos los tiempos» y agregó que, junto con Marilyn Monroe, tenía el don de convertirse en todas las mujeres del mundo en la pantalla. Ephraim Katz afirmó que «de todas las estrellas que han encendido la imaginación del público, ninguna ha poseído el magnetismo y la mística de Garbo. "Divina", "la princesa soñada de la eternidad", "la Sarah Bernhardt del cine", son solo algunas de las citas que los autores han usado para describirla a lo largo de los años... Interpretó heroínas que eran a la vez sensuales, puras, superficiales y profundas, sufrientes y esperanzadas, hastiadas del mundo e inspiradoras en la vida». Federico Fellini creía que era la única estrella de cine que alcanzó el estatus de ícono religioso. Para él, tenía «la mirada austera de una emperatriz enclaustrada. Siempre fue un mito viviente inalcanzable, a quien yo describiría como la fundadora de la orden religiosa llamada cine... Le dio al cine la sacralidad de la misa». Rex O'Malley, su coprotagonista en Camille (1936), evaluó que «ella no actuaba, vivía sus papeles». En opinión de Bret, sus actuaciones, aunque variadas, reflejaban toda una gama de estados de ánimo, emociones y ricas expresiones faciales, a menudo eclipsando a sus coprotagonistas en la pantalla. «Garbo es un personaje único e irremplazable. Ninguna actriz se ha acercado siquiera a superarla, y ninguna lo hará jamás. Su actuación es tan profunda que el público ve a través de su alma», admitió. Según la mayoría de los historiadores, su actuación a menudo superaba la debilidad de los diálogos y la trama.
Ernest Hemingway la representó con un retrato imaginario en su novela For Whom the Bell Tolls —Por quién doblan las campanas (1940)—. Se la menciona en varias obras literarias, en la serie de dibujos animados Hollywood Steps Out (1941, dirigida por Tex Avery) y en canciones de artistas como Alice Cooper, Cole Porter, Ira Gershwin, Kim Carnes, Falco, The Kinks, Freddie Mercury, Madonna, Manfred Mann, Maurice Chevalier, Mylène Farmer, Stevie Nicks y Van Morrison. Joan Pujol, agente doble durante la Segunda Guerra Mundial, adoptó el nombre en clave de «Garbo» porque el MI5 lo consideraba «el mejor actor del mundo».

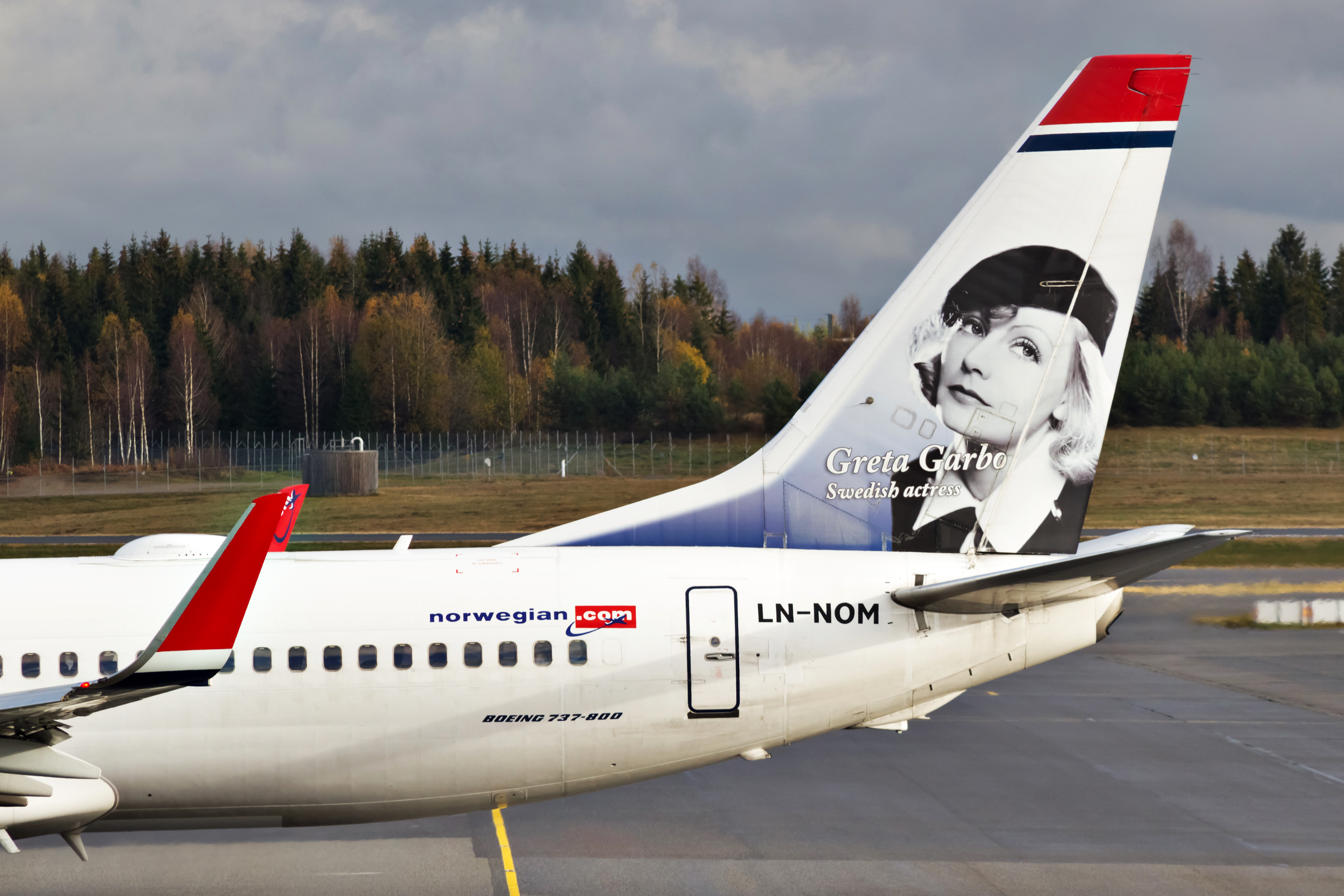
Boeing 737 de Norwegian Air Shuttle con la imagen de Garbo (2015).

En 1942, el constructivista Joseph Cornell organizó la exposición Retratos del siglo XX en el Museo de Arte Moderno (MoMA) de Manhattan, que incluyó una vitrina dedicada a Garbo. Billy Wilder le rindió homenaje en su película Sunset Boulevard (1950): Norma Desmond (interpretada por Gloria Swanson) menciona a Garbo en una escena como una de las mejores actrices de la era del cine mudo. En una encuesta de Variety de 1950, fue votada como la mejor actriz de la era del cine mudo (ocupando el segundo lugar entre todas las actrices de la era del cine sonoro). En una encuesta de The New York Times de 1951, también encabezó la lista en cada uno de los trece países encuestados.
El 8 de febrero de 1960, recibió una estrella en el Paseo de la Fama de Hollywood, ubicado en el 6901 de Hollywood Boulevard, en reconocimiento a su contribución a la industria cinematográfica. En 1963, se celebró en el Empire Theatre de Londres un festival de cine de cinco semanas con sus películas, que batió récords de taquilla. Ese mismo año, la televisión estatal italiana emitió cinco películas de Garbo durante varias semanas (entre ellas, Anna Karenina y Camille), que atrajeron a diez millones de espectadores y provocaron una drástica caída financiera en los cines italianos (festivales similares se celebraron en Francia, Alemania y los Países Bajos, y su éxito inspiró a MGM Records a lanzar el álbum «Garbo!» (1964), una recopilación de fragmentos de ocho de sus películas sonoras). En 1965, The Private Potato Patch of Greta Garbo (dirigida por J. Roy Sullivan) se estrenó como obra off-Broadway y tres años después, el Festival de Cine del Lincoln Center y el Museo de Arte Moderno organizaron una proyección de veintiocho de sus películas. También en 1968, el Museo de Arte Moderno celebró un festival de cine retrospectivo, que incluyó sus producciones para el PUB.
En 1981, la Oficina de Correos de Suecia emitió un sello postal con su imagen (de la película Gösta Berlings saga). En la década de 1980, entró en el Libro Guinness de los Récords como «la mujer más bella que jamás haya existido». En 1984, Sidney Lumet dirigió la comedia dramática Garbo Speaks, que contaba la historia de Estella Rolfe (Anne Bancroft), una paciente de cáncer que desea conocer a la actriz antes de morir. En 1985, se organizaron celebraciones especiales en Estocolmo y Högsby para conmemorar el 80.º cumpleaños de Garbo, y la televisión sueca le rindió homenaje, mientras que en 1987, la revista People nombró a Garbo y a Cary Grant «las más grandes estrellas de cine».

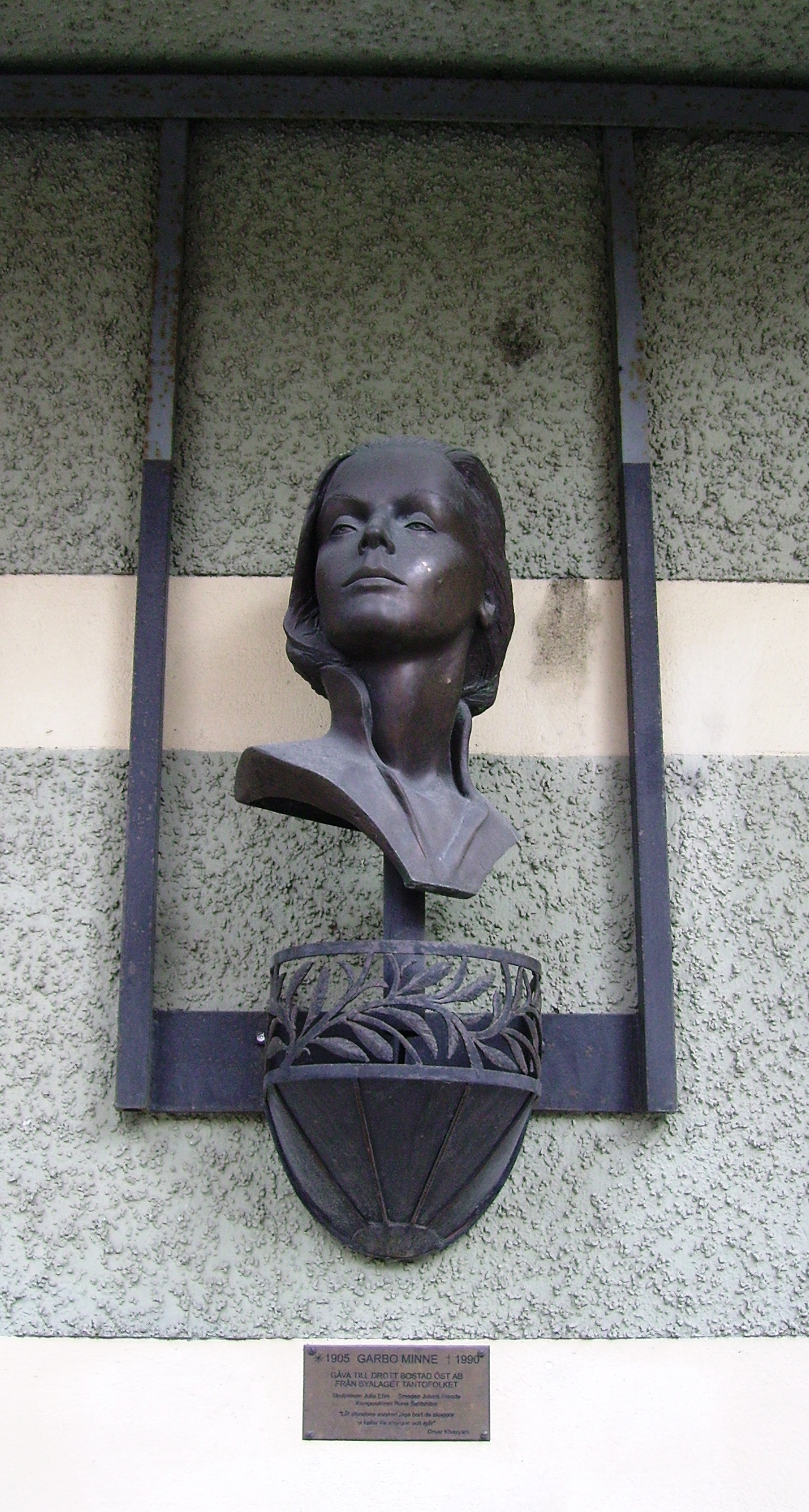
Una escultura de la actriz en la pared del edificio que ahora se emplaza en su lugar de nacimiento (2013).

Los autógrafos, fotografías y cartas de Garbo fueron adquiridos en 25 000 USD en subastas después de su muerte (1991). Hay restaurantes que llevan su nombre en muchas ciudades, entre ellas Milwaukee, Pittsburgh, Estocolmo, Tokio, Westbury y Long Island. En Suecia se produjo una barra de chocolate con su nombre y firma, y en su Estocolmo natal, uno de los cines locales se llama Garbioscope. La plaza adyacente a Katarina södra skola, la escuela a la que asistió, lleva su nombre. En 1993, Entertainment Weekly la clasificó en el puesto 12 de su listado de las «30 mejores estrellas de cine» y, en 1996, en el puesto 25 de su lista de las «100 mejores estrellas de cine de todos los tiempos». En junio de 1999, el American Film Institute (AFI) la colocó en el quinto lugar de su lista de las 50 mayores leyendas del cine estadounidense.
Los grandes almacenes de Estocolmo PUB son un destino popular para los fanes de Garbo. La sección de sombreros aún conserva fotos de la actriz en su escaparate, junto con reproducciones de documentos relacionados con su trabajo ahí, incluyendo su carta de renuncia manuscrita. En septiembre de 2005, para celebrar el centenario del nacimiento de Garbo, el Servicio Postal de los Estados Unidos (USPS) y Suecia emitieron conjuntamente un sello postal grabado con la imagen de la actriz tomada por Piotr Naszarkowski.
En 2009, Frank McGuinness escribió la exitosa obra Greta Garbo Comes to Donegal, que se estrenó el 11 de enero de 2010 en el Teatro Tricycle de Londres, protagonizada por Caroline Lagerfelt en el papel principal. La historia se basó en su visita al Castillo de Glenveagh en el Parque Nacional de Glenveagh en 1975. El 6 de abril de 2011, el Banco Nacional Sueco anunció que introduciría en circulación un billete de 100 coronas con su imagen entre 2014 y 2015. Una estatua de ella, titulada «Estatua de la Integridad», del escultor Jón Leifsson, se encuentra aislada en lo profundo del bosque de Härjedalen.
Garbo fue uno de los temas de la Seven Stars Symphony (1933) del compositor francés Charles Koechlin, compuesta por siete movimientos, cada uno dedicado a una estrella de Hollywood. Fue el tema principal de la película para televisión The Silent Lovers (1980, dirigida por John Erman), centrada en su romance con Gilbert, en la que fue interpretada por Kristina Wayborn, y varios documentales que narran su carrera incluyen Garbo (1969, presentado por Joan Crawford), The Divine Garbo (1990, dirigida por Susan F. Walker, proyectada poco después de su muerte, presentada y narrada por Glenn Close), Garbo and Gilbert (1997, dirigida por Jonathan Martin, narrada por Robert Powell), Greta Garbo: A Lone Star (2001, dirigida por Steve Cole, narrada por Melvyn Bragg y Lauren Bacall), y la producción centenaria de Turner Classic Movies (TCM) Garbo (2005, dirigida por Kevin Brownlow, narrada por Julie Christie). En 2023, el notable artista William Kentridge incluyó un dibujo de Garbo en su exposición individual en el Museo The Broad de Los Ángeles.

### Controversia
El escritor polaco Antoni Gronowicz afirmó que conoció a Garbo durante una visita a Suiza con Ignacy Jan Paderewski en 1938. Anne Strakacz Appleton, la hija del secretario personal de Paderewski, negó esa información y que conociera a los tres, mientras que Gray Reisfield, la sobrina de la actriz, afirmó que su tía nunca había estado en Polonia, por lo que atribuirle declaraciones político-socialistas era algo completamente fuera de lugar.
Gronowicz, autor entre otras obras de una biografía de Paderewski que, según sus biógrafos, contenía «pura basura», se atribuyó repetidamente encuentros ficticios con Garbo. En las décadas de 1950 y 1960, aparecieron artículos de prensa que sugerían que Garbo le había pagado para que escribiera una obra de teatro y expresado su voluntad de filmar una versión cinematográfica de la historia de Ignacy Neufeld, quien se suicidó por culpa de Helena Modrzejewska. En 1971, Gronowicz escribió la novela Pomarańcza pełna słów, cuyo prólogo —según él mismo afirmó— iba a escribir la actriz, lo que resultó ser falso. En 1976, Simon & Schuster se dispuso a publicar una controvertida biografía del escritor polaco: Garbo: Her Story. La actriz, que nunca reaccionó a ninguna publicación sobre ella o escrita supuestamente por ella, emitió un breve comunicado el 7 de noviembre de 1978, a través de una abogada contratada para ese propósito, Dra. Lillian Poses, negando que conociera a Gronowicz y expresando su desaprobación del proyecto planeado. Como resultado de su protesta, Simon & Schuster abandonó temporalmente sus planes de publicarlo, pero la biografía se publicó con una tirada de 150 000 copias cuarenta y cinco días después de la muerte de Garbo. La información contenida en el libro menospreciaba a todas las personas vivas mencionadas en él y los herederos de la actriz emprendieron acciones legales para detener la publicación, pero finalmente firmaron un contrato con la editorial, que argumentó que el libro utilizaba un recurso literario de narración en primera persona. Un comunicado subrayó que la publicación no había sido autorizada por Garbo ni por sus herederos.
Barry Paris realizó un análisis exhaustivo del libro de Gronowicz, demostrando numerosos anacronismos, errores factuales, distorsiones e invenciones. El autor calificó al libro como un «engaño» y en su biografía de Garbo de 1994, incluyó una lista de los errores más graves que en su opinión contenía el libro de Gronowicz.
El escritor británico Frederick Sands, aprovechando su amistad con Deborah Kerr, conoció a Salka Viertel en 1977, y a través de ella conoció a Garbo. Tomaron caminatas juntos, durante las cuales fue fotografiada en secreto y luego, él tomó nota de todas sus conversaciones. En 1979, se publicó el libro The Divine Garbo, que describía en detalle, entre otras cosas, su juventud en Estocolmo (fue la primera investigación desde la biografía de Fritiof Billquistz de 1960). Luego de sentirse utilizada y traicionada, quemó la copia del libro que había recibido, pero pesar de eso, mantuvo la amistad con el coautor de la biografía, Sven Broman. Muchos amigos la persuadieron sin éxito para que aceptara escribir una biografía autorizada (tal deseo fue expresado por Jacqueline Kennedy mientras trabajaba en Doubleday).

## Premios y nominaciones

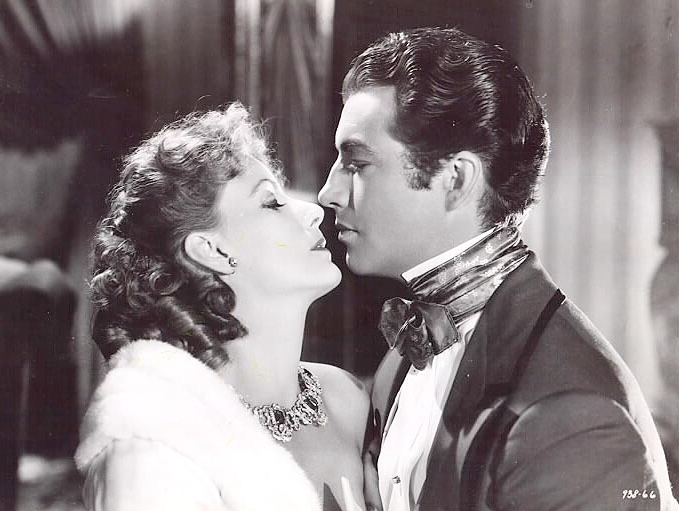
Garbo y Robert Taylor en Camille (1936), por la que recibió un premio del NYFCC.

Durante sus 21 años de carrera, fue nominada al Premio de la Academia a la Mejor Actriz tres veces, pero perdió en todas las ocasiones —en 1930 contra Norma Shearer, en 1937 contra Luise Rainer y en 1939 contra Vivien Leigh—, y fue dos veces ganadora del premio del Círculo de Críticos de Cine de Nueva York (NYFCC) en 1935 y 1937, por sus papeles en Anna Karenina (1935) y Camille (1936). El 30 de marzo de 1955, en la 27.ª edición de los Premios Óscar en el Teatro Pantages, la Academia de Artes y Ciencias Cinematográficas le otorgó el Premio de la Academia a la trayectoria en reconocimiento a sus «deslumbrantes e inolvidables actuaciones en películas». Se negó a asistir a la ceremonia o grabar un cortometraje de agradecimiento y, en cambio, el premio fue recogido por Nancy Kelly, quien luego se lo dio a Minnie Wallis, la hermana del productor Hal B. Wallis, para su custodia; Garbo reclamó el premio dos años después.
Entre 1926 y 1939, Photoplay le otorgó el premio a la Mejor Actuación del Mes 21 veces. También ganó el Premio Sillón de Oro por su papel en The Kiss (1929) y el Premio Alejandría dos veces por sus actuaciones en Grand Hotel (1932, con John Barrymore) y Anna Karenina. En 1932 y 1934, recibió el Premio Medalla de Oro del Cineasta por sus actuaciones en Anna Christie y Queen Christina (1933). Ganó el premio a la Mejor Actuación de la National Board of Review (NBR) tres veces por sus actuaciones en Camille, Ninotchka (1939) y Two-Faced Woman (1941). En 1937, recibió la Copa Filmjournalen a la «actriz de cine más destacada» y en 1950, recibió el Premio Movie Laurel a la mejor actriz que ha trabajado en la industria cinematográfica durante más de 25 años, mientras que en 1957, recibió el Premio George Eastman por su destacada contribución al arte cinematográfico. En una encuesta de opinión del Daily Variety de 1950, Garbo fue votada como «Mejor Actriz del Medio Siglo».
Premios Óscar
| Año  | Categoría               | Película                | Resultado |
| ---- | ----------------------- | ----------------------- | --------- |
| 1930 | Óscar a la mejor actriz | Anna Christie           | Nominada  |
| 1930 | Óscar a la mejor actriz | Romance                 | Nominada  |
| 1938 | Mejor actriz            | Camille                 | Nominada  |
| 1940 | Mejor actriz            | Ninotchka               | Nominada  |
| 1955 | Óscar honorífico        | Trayectoria profesional | Ganadora  |

#### Condecoraciones
El 30 de diciembre de 1937, el rey Gustavo V la honró —como primera actriz de cine— con la medalla «Litteris et Artibus», uno de los premios suecos más prestigiosos. Se negó a asistir a la ceremonia con público presente, por lo que la medalla se envió por correo y ella misma le remitió un telegrama de cortesía en agradecimiento al embajador sueco en Estados Unidos. El 2 de noviembre de 1983, el rey Carlos XVI Gustavo le otorgó la más alta condecoración civil: el título de Comendadora Primera Clase de la Real Orden de la Estrella Polar (KNO), y el reconocimiento fue entregado en Nueva York por Wilhelm Wachtmeister, el embajador sueco en Estados Unidos. El 27 de febrero de 1986, recibió la medalla «Illis quorum» del gobierno sueco por su «contribución al arte de la actuación», que le fue entregada nuevamente en Nueva York por el embajador Wachtmeister.